# Quần đảo Hoàng Sa
Quần đảo Hoàng Sa (theo cách gọi của Việt Nam) hay quần đảo Tây Sa (giản thể: 西沙群岛; phồn thể: 西沙群島; Hán-Việt: Tây Sa quần đảo; bính âm: Xīshā qúndǎo, theo cách gọi của Trung Quốc và Đài Loan, còn được biết đến thông qua tên gọi quốc tế phổ biến bằng tiếng Anh là Paracel Islands) là một nhóm khoảng 30 đảo, rạn san hô, cồn cát và bãi đá ngầm ở biển Đông, là đối tượng tranh chấp chủ quyền giữa Trung Quốc, Đài Loan và Việt Nam. Hiện nay, Trung Quốc là quốc gia đang duy trì sự kiểm soát cũng như quyền tài phán trên thực tế đối với toàn bộ quần đảo này.
Quần đảo nằm cách miền Trung Việt Nam khoảng một phần ba khoảng cách đến những đảo phía bắc của Philippines; cách đảo Lý Sơn của Việt Nam khoảng 200 hải lý và cách đảo Hải Nam của Trung Quốc khoảng 230 hải lý. Chữ Hoàng Sa (黄沙) có nghĩa là "cát vàng".
Phía Việt Nam cho rằng các chính quyền của họ từ thế kỷ 16-18 (thời kỳ nhà Hậu Lê) đã tổ chức khai thác trên quần đảo hàng năm kéo dài theo mùa (6 tháng). Đến đầu thế kỷ XIX, nhà Nguyễn (Việt Nam) với tư cách nhà nước đã tiếp tục thực thi chủ quyền trên quần đảo. Các hoạt động thực thi chủ quyền của nhà Nguyễn được bắt đầu có thể muộn hơn các triều đại Trung Hoa nhưng với mật độ mau hơn trong thế kỷ XIX với các năm 1803, 1816, 1821, 1835, 1836, 1837, 1838, 1845, 1847 và 1856. Không chỉ là kiểm tra chớp nhoáng trên các đảo hoang nhỏ vô chủ rồi về, mà hoạt động chủ quyền cấp nhà nước của nhà Nguyễn từ năm 1816 bao gồm cả việc khảo sát đo đạc thủy trình, đo vẽ bản đồ dài ngày, xây xong sau nhiều ngày quốc tự trên đảo thuộc quần đảo Hoàng Sa, cắm bia chủ quyền và cứu hộ hàng hải quốc tế. Cuối thế kỷ 19, do suy yếu và mất nước bởi Đế quốc Pháp xâm lược, hoạt động chủ quyền của nhà Nguyễn đối với quần đảo Hoàng Sa và quần đảo Trường Sa cũng do đó mà bị gián đoạn.
Ngược lại, phía Trung Quốc và Đài Loan cũng cho rằng quần đảo Hoàng Sa kể từ khi bắt đầu thời kỳ nhà Hán (năm 206 trước công nguyên) đã là lãnh thổ của Trung Quốc, các triều đại về sau vẫn có các hoạt động phát triển, các nhà nước phong kiến Trung Hoa, thỉnh thoảng với tần suất vài lần trong nhiều thế kỷ hay một lần trong mỗi thế kỷ, đã gửi quân kiểm tra hay các đoàn sứ thần ngoại giao đi sứ ngang qua quần đảo này. Đỉnh điểm của hoạt động tuần tra cấp nhà nước là vào đầu thời đại nhà Minh với các chuyến thám hiểm từ năm 1405-1433, đi ngang qua quần đảo, đến Đông Nam Á và Ấn Độ Dương (Ấn Độ và các nước Ả rập) của Trịnh Hòa. Sau thời Trịnh Hòa (năm 1433) đến cuối triều đại nhà Thanh (năm 1911), hoạt động tuần tra quần đảo này chỉ còn chủ yếu là do chính quyền địa phương của thành phố Quảng Châu (thuộc tỉnh Quảng Đông) thực hiện, các nhà nước Trung Hoa không còn lưu tâm đến lãnh vực hàng hải, để các đảo, đá san hô ở biển Nam Hải (biển Đông) trở về nguyên vẹn là các đảo hoang (荒島無居民). Các cuộc tuần tra của chính quyền địa phương Quảng Châu trong thời Minh Thanh sau năm 1433 là: Cuộc tuần tra tại các đảo ven bờ Quỳnh Châu (Hải Nam) nằm trong Thất Châu Dương (phần đông bắc Biển Đông) của Ngô Thăng (吳昇) đầu thời nhà Thanh (năm 1710-1712), và cuộc tuần tra một ngày của Lý Chuẩn (năm 1909) cuối nhà Thanh. Một cuộc đi sứ Anh Quốc ngang qua (nhìn thấy trên hành trình nội nhật trong 1 ngày) các đảo, đá, bãi ngầm san hô được cho là quần đảo Hoàng Sa (Tây Sa) năm 1876 của Quách Tung Đảo. Trên quần đảo vẫn còn những di tích từ thời nhà Đường và nhà Tống.
Vào đầu thế kỷ 20, Liên bang Đông Dương thuộc Pháp kiểm soát quần đảo, nhưng đã bắt đầu có sự tranh chấp chủ quyền với chính quyền Trung Hoa Dân Quốc. Sau đó, quần đảo rơi vào tay Đế quốc Nhật Bản và được gộp chung vào với Đài Loan thuộc Nhật trong giai đoạn 1941-1945. Tại Hội nghị San Francisco năm 1951 về việc phân định các lãnh thổ mà Đế quốc Nhật Bản chiếm giữ, quần đảo Hoàng Sa và Trường Sa là đối tượng tuyên bố chủ quyền của nhiều bên tranh chấp bao gồm Liên hiệp Pháp, Trung Quốc, Đài Loan và Philippines. Kết quả Hội nghị không công nhận chủ quyền của quốc gia nào, các quần đảo được coi là vô chủ và càng gây ra tranh chấp dữ dội hơn sau này.
Năm 1956, Việt Nam Cộng hòa tiếp nối Liên hiệp Pháp thực hiện kiểm soát một số đảo thuộc quần đảo Hoàng Sa, nhưng Cộng hòa Nhân dân Trung Hoa đã đem quân kiểm soát nửa phía Đông quần đảo từ trước đó vài tháng. Năm 1958, Cộng hòa Nhân dân Trung Hoa ra tuyên bố về hải phận, trong đó có khẳng định đảo Đài Loan, quần đảo Bành Hồ, quần đảo Hoàng Sa và quần đảo Trường Sa đều thuộc về lãnh thổ của mình. Năm 1974, Hải quân Trung Quốc đánh bại Hải quân Việt Nam Cộng hòa, giành quyền kiểm soát toàn bộ quần đảo Hoàng Sa.
Chủ quyền đối với quần đảo Hoàng Sa hiện nay vẫn đang trong tình trạng tranh chấp lãnh thổ giữa Việt Nam, Trung Quốc và Đài Loan. 

## Địa lý tự nhiên

Lược đồ vùng biển quần đảo Hoàng Sa.

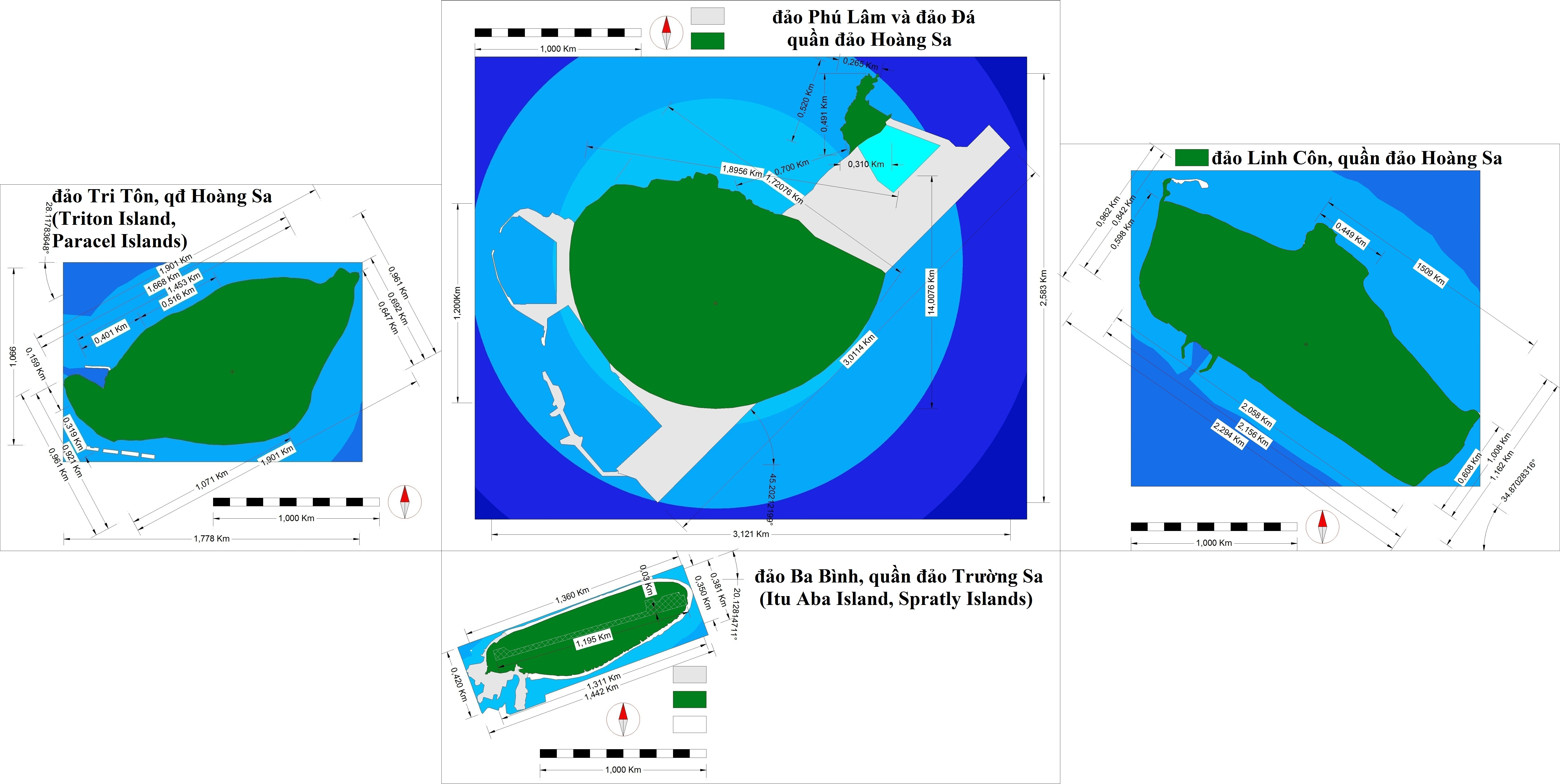
So sánh quy mô diện tích tự nhiên các đảo lớn loại nhất của 2 quần đảo Hoàng Sa và Trường Sa trên biển Đông.

Quần đảo Hoàng Sa là một tập hợp trên 30 đảo san hô, cồn cát, ám tiêu (rạn) san hô nói chung (trong đó có nhiều ám tiêu san hô vòng hay còn gọi là rạn vòng) và bãi ngầm thuộc biển Đông, ở vào khoảng một phần ba quãng đường từ miền Trung Việt Nam đến phía bắc Philippines. Quần đảo trải dài từ 15°43′10" đến 17°06′53" Bắc và từ 111°11′12" đến 112°53′20" Đông, có bốn điểm cực bắc-nam-tây-đông lần lượt tại đá Bắc, bãi Ốc Tai Voi, đảo Tri Tôn và bãi Gò Nổi. Độ dài đường bờ biển đạt 518 km. Điểm cao nhất của quần đảo là một vị trí trên đảo Đá với cao độ 14 m (hay 15,2 m). Vùng biển Hoàng Sa trong biển Đông nằm trong vùng "xích đạo từ".
Về khoảng cách đến đất liền, quần đảo Hoàng Sa nằm gần Việt Nam hơn. Cụ thể, khoảng cách từ đảo Tri Tôn (15°47'B 111°12'Đ) tới đảo Lý Sơn (15°22'B 109°07'Đ) là 121,1 hải lý (224,3 km). Nếu lấy toạ độ của cù lao Ré (tên cũ của Lý Sơn) là 15°23,1'B 109°09,0'Đ từ bản tuyên cáo đường cơ sở của nước Cộng hòa Xã hội chủ nghĩa Việt Nam (ngày 12 tháng 11 năm 1982) thì khoảng cách đến bờ Lý Sơn thu ngắn lại dưới 121 hải lý. Ngoài ra, khoảng cách từ đảo Tri Tôn này đến mũi Ba Làng An (15°14'B 108°56'Đ) thuộc đất liền Việt Nam là 134,6 hải lý (249,3 km). Trong khi đó, khoảng cách từ đảo Hoàng Sa (đảo thuộc Quần đảo Hoàng Sa gần Trung Quốc nhất) đến Lăng Thủy giác (tiếng Trung: 陵水角; bính âm: Língshuǐ jiǎo) thuộc đảo Hải Nam của Trung Quốc là 142,5 hải lý (263,9 km). Khoảng cách từ đảo Hoàng Sa tới đất liền lục địa Trung Quốc tối thiểu là 235 hải lý. Nếu Trung Quốc dùng rạn đá ngầm (đá Bắc) làm chuẩn để đo đến bờ đảo Hải Nam tại Lăng Thủy giác thì khoảng cách là 111,9 hải lý (207,2 km), nhưng do đá ngầm không có giá trị như đảo trong việc chuẩn định ranh giới nên lý lẽ này không thuyết phục.

### Phân nhóm

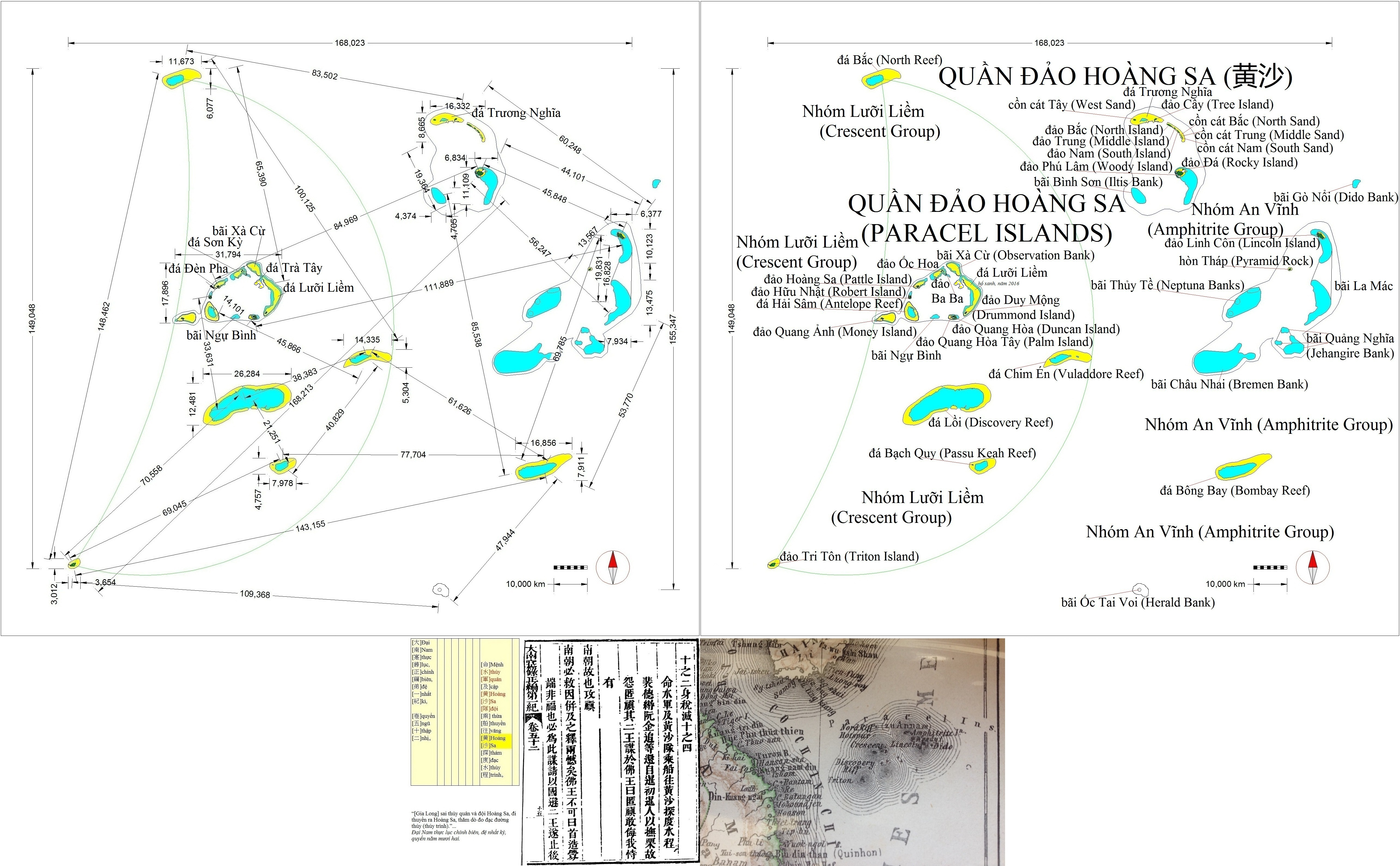
Bản đồ quần đảo Hoàng Sa 2015.

Quần đảo Hoàng Sa được chia làm hai nhóm đảo là nhóm đảo An Vĩnh và nhóm đảo Lưỡi Liềm. Có tài liệu chia quần đảo làm ba phần, trong đó ngoài hai nhóm trên thì còn có một nhóm nữa gọi là nhóm Linh Côn.

#### Nhóm An Vĩnh
Nhóm đảo An Vĩnh (tiếng Anh: Amphitrite Group; tiếng Trung: 宣德群岛, Hán-Việt: Tuyên Đức quần đảo) bao gồm các thực thể địa lý ở phía đông của quần đảo (theo cách chia thứ hai: nhóm An Vĩnh ở phía đông bắc của quần đảo, nhóm Linh Côn ở phía đông và đông nam của quần đảo). Nhóm này bao gồm đảo Bắc, đảo Cây (đảo Cù Mộc), đảo Trung (đảo Giữa), đảo Đá, đảo Linh Côn, Đảo Nam, đảo Phú Lâm, đá Bông Bay, cồn cát Bắc, cồn cát Nam, cồn cát Tây, cồn cát Trung, hòn Tháp, đá Trương Nghĩa, bãi Bình Sơn, bãi Châu Nhai, bãi Gò Nổi, bãi La Mác (phần kéo dài phía nam của bãi ngầm chứa đảo Linh Côn), bãi Quảng Nghĩa, bãi Thủy Tề, bãi Ốc Tai Voi.
Theo Lịch triều hiến chương loại chí của Phan Huy Chú, An Vĩnh là tên một xã vào thời chúa Nguyễn (Đàng Trong), thuộc huyện Bình Dương (tức huyện Bình Sơn) phủ Tư Nghĩa trấn Quảng Nam (Tư Nghĩa tức phủ Hòa Nghĩa, đến thời nhà Nguyễn thì trở thành tỉnh Quảng Ngãi). Sách Đại Nam thực lục (tiền biên, quyển 10) ghi chép về xã này như sau:
Ngoài biển xã An Vĩnh, huyện Bình Sơn, tỉnh Quảng Ngãi có hơn 100 cồn cát... chiều dài kéo dài không biết tới mấy ngàn dặm, tục gọi là Vạn lý Hoàng Sa châu... Hồi quốc sơ đầu triều Nguyễn đặt đội Hoàng Sa gồm 70 người lấy dân xã An Vĩnh sung vào, hàng năm cứ đến tháng ba cưỡi thuyền ra đảo, ba đêm thì tới nơi...— Quốc sử quán (triều Nguyễn)

Tên quốc tế của nhóm đảo là Amphitrite. Tên này là đặt theo tên một chiếc tàu Pháp trên đường đưa các giáo sĩ châu Âu sang Viễn Đông, gặp nạn rồi đắm ở vùng Hoàng Sa vào cuối thế kỷ 17.

#### Nhóm Lưỡi Liềm
Nhóm đảo Lưỡi Liềm (tiếng Anh: Crescent Group; tiếng Trung: 永乐群岛, Hán-Việt: Vĩnh Lạc quần đảo) bao gồm các thực thể địa lý ở phía tây nam của quần đảo. Nhóm này còn được gọi là nhóm Trăng Khuyết hay nhóm Nguyệt Thiềm. Nhóm Lưỡi Liềm bao gồm đảo Ba Ba, đảo Bạch Quy, đảo Duy Mộng, đảo Hoàng Sa, đảo Hữu Nhật, đảo Lưỡi Liềm (là bãi đá trên có đảo Duy Mộng), đảo Ốc Hoa, đảo Quang Ảnh, đảo Quang Hòa, đảo Tri Tôn, đá Bắc, đá Chim Én (Yến), đá Hải Sâm, đá Lồi, đá Sơn Kỳ, đá Trà Tây, bãi Đèn Pha là bãi đá trên có đảo Hoàng Sa), bãi Ngự Bình (là bãi ngầm nằm giữa đá Hải Sâm và cặp đảo Quang Hòa), bãi Xà Cừ,...

### Khí tượng
Nhờ nằm giữa biển Đông nên quần đảo Hoàng Sa có khí hậu điều hòa, không quá lạnh về mùa đông, không quá nóng về mùa hè nếu so với những vùng đất cùng vĩ độ trong lục địa. Mưa ngoài biển qua nhanh, ở Hoàng Sa không có mùa nào ảm đạm kéo dài, buổi sáng cũng ít khi có sương mù. Lượng mưa trung bình trong năm là 1.170 mm. Tháng 10 có 17 ngày mưa / 228 mm và là tháng mưa nhiều nhất. Không khí Biển Đông tương đối ẩm thấp hơn những vùng biển khác trên thế giới. Ở cả Hoàng Sa lẫn Trường Sa, độ ẩm đều cao, ít khi nào độ ẩm xuống dưới 80%. Trung bình vào tháng 6, độ ẩm ở Hoàng Sa suýt soát 85%.
| Dữ liệu khí hậu của đảo Hoàng Sa                             | Dữ liệu khí hậu của đảo Hoàng Sa | Dữ liệu khí hậu của đảo Hoàng Sa | Dữ liệu khí hậu của đảo Hoàng Sa | Dữ liệu khí hậu của đảo Hoàng Sa | Dữ liệu khí hậu của đảo Hoàng Sa | Dữ liệu khí hậu của đảo Hoàng Sa | Dữ liệu khí hậu của đảo Hoàng Sa | Dữ liệu khí hậu của đảo Hoàng Sa | Dữ liệu khí hậu của đảo Hoàng Sa | Dữ liệu khí hậu của đảo Hoàng Sa | Dữ liệu khí hậu của đảo Hoàng Sa | Dữ liệu khí hậu của đảo Hoàng Sa | Dữ liệu khí hậu của đảo Hoàng Sa |
| Tháng                                                        | 1                                | 2                                | 3                                | 4                                | 5                                | 6                                | 7                                | 8                                | 9                                | 10                               | 11                               | 12                               | Năm                              |
| ------------------------------------------------------------ | -------------------------------- | -------------------------------- | -------------------------------- | -------------------------------- | -------------------------------- | -------------------------------- | -------------------------------- | -------------------------------- | -------------------------------- | -------------------------------- | -------------------------------- | -------------------------------- | -------------------------------- |
| Cao kỉ lục °C (°F)                                           | 31.3 (88.3)                      | 30.8 (87.4)                      | 33.1 (91.6)                      | 34.3 (93.7)                      | 35.9 (96.6)                      | 35.9 (96.6)                      | 35.1 (95.2)                      | 35.0 (95.0)                      | 34.0 (93.2)                      | 34.1 (93.4)                      | 32.8 (91.0)                      | 30.4 (86.7)                      | 35.9 (96.6)                      |
| Trung bình ngày tối đa °C (°F)                               | 25.7 (78.3)                      | 26.7 (80.1)                      | 28.5 (83.3)                      | 30.6 (87.1)                      | 32.1 (89.8)                      | 31.8 (89.2)                      | 31.5 (88.7)                      | 31.0 (87.8)                      | 30.4 (86.7)                      | 29.2 (84.6)                      | 27.7 (81.9)                      | 26.8 (80.2)                      | 29.3 (84.7)                      |
| Trung bình ngày °C (°F)                                      | 23.2 (73.8)                      | 23.9 (75.0)                      | 25.5 (77.9)                      | 27.5 (81.5)                      | 29.1 (84.4)                      | 29.2 (84.6)                      | 28.9 (84.0)                      | 28.7 (83.7)                      | 28.0 (82.4)                      | 27.0 (80.6)                      | 25.7 (78.3)                      | 24.9 (76.8)                      | 26.8 (80.2)                      |
| Tối thiểu trung bình ngày °C (°F)                            | 21.7 (71.1)                      | 22.2 (72.0)                      | 23.6 (74.5)                      | 25.6 (78.1)                      | 27.1 (80.8)                      | 27.4 (81.3)                      | 27.1 (80.8)                      | 26.8 (80.2)                      | 26.1 (79.0)                      | 25.3 (77.5)                      | 24.4 (75.9)                      | 22.9 (73.2)                      | 25.0 (77.0)                      |
| Thấp kỉ lục °C (°F)                                          | 14.9 (58.8)                      | 18.1 (64.6)                      | 18.7 (65.7)                      | 19.1 (66.4)                      | 21.7 (71.1)                      | 23.0 (73.4)                      | 22.4 (72.3)                      | 21.0 (69.8)                      | 21.6 (70.9)                      | 21.2 (70.2)                      | 18.9 (66.0)                      | 13.8 (56.8)                      | 13.8 (56.8)                      |
| Lượng Giáng thủy trung bình mm (inches)                      | 13 (0.5)                         | 12 (0.5)                         | 23 (0.9)                         | 44 (1.7)                         | 74 (2.9)                         | 117 (4.6)                        | 225 (8.9)                        | 162 (6.4)                        | 216 (8.5)                        | 241 (9.5)                        | 152 (6.0)                        | 30 (1.2)                         | 1.308 (51.5)                     |
| Số ngày giáng thủy trung bình                                | 7.5                              | 5.5                              | 4.8                              | 2.4                              | 6.7                              | 7.1                              | 7.8                              | 9.0                              | 11.4                             | 13.3                             | 14.0                             | 7.9                              | 97.2                             |
| Độ ẩm tương đối trung bình (%)                               | 80.6                             | 81.6                             | 81.5                             | 81.8                             | 82.2                             | 84.2                             | 84.6                             | 85.3                             | 85.7                             | 84.5                             | 83.8                             | 81.9                             | 83.1                             |
| Số giờ nắng trung bình tháng                                 | 207                              | 226                              | 248                              | 276                              | 298                              | 245                              | 238                              | 245                              | 193                              | 223                              | 191                              | 199                              | 2.788                            |
| Nguồn: Vietnam Institute for Building Science and Technology |                                  |                                  |                                  |                                  |                                  |                                  |                                  |                                  |                                  |                                  |                                  |                                  |                                  |

Bão Biển Đông là bão nhiệt đới theo mùa, thường xảy ra những lúc giao mùa, nhất là từ tháng 6 đến tháng 8. Gió mạnh đến 90 gút. Bão giảm đi từ tháng 9 nhưng cũng vẫn còn đến tháng 1. Tuy vậy, vào giữa mùa gió Đông-Bắc, bão làm biển trở nên động dữ dội hơn và kéo dài trong nhiều ngày.
Khi bão phát xuất từ đảo Luzon đi ngang Hoàng Sa thì binh sĩ Việt Nam Cộng hòa đóng trên đảo thấy các triệu chứng như sau: Trời oi, khí áp tụt xuống rất nhanh. Trên bầu trời xuất hiện những mây cao tầng bay nhanh như bó lông (cirrus panachés). Vài giờ sau bầu trời bị che phủ bởi một lớp sương mù mây rất mỏng (cirro status), mặt trời chung quanh có quầng, rồi dần dần bầu trời trắng nhạt. Sau đó đến lượt những mây "quyển tầng" thấp có hình vẩy cá (cirro cumulus). Rồi đến một lớp mây "quyển tích" đen hình như tảng đe phát triển rất nhanh hình đe dày lên cao lối 3.000m (altostatus), "tằng tích" [Cumulus N...], tất cả trở nên đen, u ám; mưa bắt đầu rơi, gió thổi, khí áp xuống nhanh. Trần mây thấp dần xuống (100m hay 50m), mây bay nhanh, gió thổi mạnh từng cơn, bão đã tới... Cường độ gió bão có thể lối 50 gút đến 90 gút. Khi sấm sét đã xuất hiện thì có thể coi như cơn bão đã qua...
| Bão biển Đông | Bão biển Đông | Bão biển Đông | Bão biển Đông | Bão biển Đông | Bão biển Đông | Bão biển Đông | Bão biển Đông | Bão biển Đông | Bão biển Đông | Bão biển Đông | Bão biển Đông | Bão biển Đông |
| ------------- | ------------- | ------------- | ------------- | ------------- | ------------- | ------------- | ------------- | ------------- | ------------- | ------------- | ------------- | ------------- |
| Tháng         | 1             | 2             | 3             | 4             | 5             | 6             | 7             | 8             | 9             | 10            | 11            | 12            |
| Tần suất bão  | 0,2           | <0,1          | <0,1          | 0,1           | 0,4           | 0,7           | 1,7           | 1,2           | 1,6           | 1,5           | 1,0           | 1,2           |

## Danh sách thực thể địa lý Quần đảo Hoàng Sa
| 1                                                     | Quần đảo Hoàng Sa                          | Paracel Islands           | 西沙群岛, Xīshā qúndǎo (Tây Sa quần đảo)                                 | -                                                                                           | 870 | - |
| 2                                                     | Nhóm An Vĩnh                               | Amphitrite Group          | 宣德群岛, Xuāndé qúndǎo (Tuyên Đức quần đảo)                             | -                                                                                           |     | - |
| 3                                                     | Nhóm Lưỡi Liềm (Trăng Khuyết/Nguyệt Thiềm) | Crescent Group            | 永乐群岛, Yǒnglè qúndǎo (Vĩnh Lạc quần đảo)                              | -                                                                                           |     | - |
| 4                                                     | Đảo Ba Ba                                  | Yagong Island             | 鸭公岛, Yāgōng dǎo (Áp Công đảo)                                         | 16°34′0″B 111°41′11″Đ / 16,56667°B 111,68639°Đ                                              | 1,3 | cồn cát |
| 5                                                     | Đảo Bạch Quy                               | Passu Keah                | 盘石屿, Pánshí yǔ (Bàn Thạch dự)                                         | 16°03′23″B 111°45′43″Đ / 16,05639°B 111,76194°Đ                                             | 4,5 | cồn cát |
| 6                                                     | Đảo Bắc                                    | North Island              | 北岛, Běi dǎo (Bắc đảo)                                                  | 16°57′50″B 112°18′34″Đ / 16,96389°B 112,30944°Đ                                             | 34  | đảo san hô |
| 7                                                     | Đảo Cây                                    | Tree Island               | 赵述岛, Zhàoshù dǎo (Triệu Thuật đảo)                                    | 16°58′47″B 112°16′16″Đ / 16,97972°B 112,27111°Đ                                             | 28  | đảo san hô |
| 8                                                     | Đảo Duy Mộng                               | Drummond Island           | 晋卿岛, Jìnqīng dǎo (Tấn Khanh đảo)                                      | 16°27′50″B 111°44′30″Đ / 16,46389°B 111,74167°Đ                                             | 21  | đảo san hô |
| 9                                                     | Đảo Đá                                     | Rocky Island              | 石岛, Shí dǎo (Thạch đảo)                                                | 16°50′40″B 112°20′50″Đ / 16,84444°B 112,34722°Đ                                             | -   | đảo đá, nhập với đảo Phú Lâm sau khi bồi đắp. |
| 10                                                    | Đảo Hoàng Sa                               | Pattle Island             | 珊瑚岛, Shānhú dǎo (San Hô đảo)                                          | 16°32′5″B 111°36′30″Đ / 16,53472°B 111,60833°Đ                                              | 32  | đảo san hô |
| 11                                                    | Đảo Hữu Nhật                               | Robert Island             | 甘泉岛, Gānquán dǎo (Cam Tuyền đảo)                                      | 16°30′20″B 111°35′10″Đ / 16,50556°B 111,58611°Đ                                             | 32  | đảo san hô |
| 12                                                    | Đảo Linh Côn                               | Lincoln Island            | 东岛, Dōng dǎo (Đông đảo)                                                | 16°40′B 112°44′Đ / 16,667°B 112,733°Đ                                                       | 170 | đảo san hô |
| 13                                                    | Đảo Nam                                    | South Island              | 南岛, Nán dǎo (Nam đảo)                                                  | 16°56′47″B 112°20′4″Đ / 16,94639°B 112,33444°Đ                                              | 12  | đảo san hô |
| 14                                                    | Đảo Ốc Hoa                                 | (chưa rõ)                 | 全富岛, Quánfù dǎo (Toàn Phú đảo)                                        | 16°34′29″B 111°40′24″Đ / 16,57472°B 111,67333°Đ                                             | 3   | cồn cát/đê cát |
| 15                                                    | Đảo Phú Lâm                                | Woody Island              | 永兴岛, Yǒngxīng dǎo (Vĩnh Hưng đảo)                                     | 16°50′B 112°20′Đ / 16,833°B 112,333°Đ                                                       | 260 | đảo san hô |
| 16                                                    | Đảo Quang Ảnh                              | Money Island              | 金银岛, Jīnyín dǎo (Kim Ngân đảo)                                        | 16°26′50″B 111°30′20″Đ / 16,44722°B 111,50556°Đ                                             | 40  | đảo san hô |
| 17                                                    | Đảo Quang Hoà Trong đó: Đảo Quang Hoà Tây  | Duncan Island Palm Island | 琛航岛, Chēnháng dǎo (Sâm Hàng đảo) 广金岛, Guǎngjīn dǎo (Quảng Kim đảo) | 16°27′5″B 111°42′45″Đ / 16,45139°B 111,7125°Đ 16°27′8″B 111°42′3″Đ / 16,45222°B 111,70083°Đ | 71  | đảo san hô |
| 18                                                    | Đảo Tri Tôn                                | Triton Island             | 中建岛, Zhōngjiàn dǎo (Trung Kiến đảo)                                   | 15°47′0″B 111°12′0″Đ / 15,78333°B 111,2°Đ                                                   | 110 | cồn cát |
| 19                                                    | Đảo Trung                                  | Middle Island             | 中岛, Zhōng dǎo (Trung đảo)                                              | 16°57′18″B 112°19′28″Đ / 16,955°B 112,32444°Đ                                               | 12  | đảo san hô |
| 20                                                    | Cồn cát Bắc                                | North Sand                | 北沙洲, Běi shāzhōu (Bắc sa châu)                                        | 16°56′16″B 112°20′30″Đ / 16,93778°B 112,34167°Đ                                             | 1,4 | cồn cát |
| 21                                                    | Cồn cát Nam                                | South Sand                | 南沙洲, Nán shāzhōu (Nam sa châu)                                        | 16°55′45″B 112°20′45″Đ / 16,92917°B 112,34583°Đ                                             | 5,5 | cồn cát |
| 22                                                    | Cồn cát Tây                                | West Sand                 | 西沙洲, Xī shāzhōu (Tây sa châu)                                         | 16°58′39″B 112°12′43″Đ / 16,9775°B 112,21194°Đ                                              | 25  | cồn cát |
| 23                                                    | Cồn cát Trung                              | Middle Sand               | 中沙洲, Zhōng shāzhōu (Trung sa châu)                                    | 16°56′3″B 112°20′37″Đ / 16,93417°B 112,34361°Đ                                              | 3,7 | cồn cát |
| 24                                                    | Hòn Tháp                                   | Pyramid Rock              | 高尖石, Gāojiān shí (Cao Tiêm thạch)                                     | 16°34′36,5″B 112°38′32,5″Đ / 16,56667°B 112,63333°Đ                                         | -   | hòn đá nổi |
| 25                                                    | Đá Bắc                                     | North Reef                | 北礁, Běi jiāo (Bắc tiêu)                                                | 17°05′25″B 111°30′13″Đ / 17,09028°B 111,50361°Đ                                             | -   | rạn vòng |
| 26                                                    | Đá Bông Bay                                | Bombay Reef               | 浪花礁, Lànghuā jiāo (Lãng Hoa tiêu)                                     | 16°02′41″B 112°31′6″Đ / 16,04472°B 112,51833°Đ                                              | -   | rạn vòng |
| 27                                                    | Đá Chim Én                                 | Vuladdore Reef            | 玉琢礁, Yùzuó jiāo (Ngọc Trác tiêu)                                      | 16°20′50″B 112°01′30″Đ / 16,34722°B 112,025°Đ                                               | -   | rạn vòng |
| 28                                                    | Đá Hải Sâm                                 | Antelope Reef             | 羚羊礁, Língyáng jiāo (Linh Dương tiêu)                                  | 16°27′44″B 111°35′20″Đ / 16,46222°B 111,58889°Đ                                             | 1,5 | rạn vòng. Ở góc đông nam có một cồn cát nhỏ. |
| 29                                                    | Đá Lồi                                     | Discovery Reef            | 华光礁, Huáguāng jiāo (Hoa Quang tiêu)                                   | 16°13′52″B 111°41′35″Đ / 16,23111°B 111,69306°Đ                                             | -   | rạn vòng |
| 30                                                    | Bãi Bình Sơn                               | Iltis Bank                | 银砾滩, Yínlì tān (Ngân Lịch than)                                       | 16°46′B 112°13′Đ / 16,767°B 112,217°Đ                                                       | -   | bãi ngầm |
| 31                                                    | Bãi Châu Nhai                              | Bremen Bank               | 滨湄滩, Bīnméi tān (Tân Mê than)                                         | 16°20′0″B 112°25′40″Đ / 16,33333°B 112,42778°Đ                                              | -   | bãi ngầm |
| 32                                                    | Bãi Gò Nổi                                 | Dido Bank                 | 西渡滩, Xīdù tān (Tây Độ than)                                           | 16°49′B 112°53′Đ / 16,817°B 112,883°Đ                                                       | -   | bãi ngầm |
| 33                                                    | Bãi Ốc Tai Voi                             | Herald Bank               | 嵩焘滩, Sōngtāo tān (Tung Đảo than)                                      | 15°43′B 112°13′Đ / 15,717°B 112,217°Đ                                                       | -   | bãi ngầm |
| 34                                                    | Bãi Quảng Nghĩa                            | Jehangire Reefs/Bank      | 湛涵灘, Zhànhán tān (Trạm Hàm than)                                      | 16°19′40″B 112°41′10″Đ / 16,32778°B 112,68611°Đ                                             | -   | cụm rạn san hô/bãi ngầm |
| 35                                                    | Bãi Thủy Tề                                | Neptuna Bank              | 北边廊, Běibiān láng (Bắc Biên lang)                                     | 16°30′50″B 112°32′42″Đ / 16,51389°B 112,545°Đ                                               | -   | bãi ngầm |
| 36                                                    | Bãi Xà Cừ                                  | Observation Bank          | 银屿, Yín yǔ (Ngân dự)                                                   | 16°34′50″B 111°42′30″Đ / 16,58056°B 111,70833°Đ                                             | 1,7 | rạn san hô, trên đó có một cồn cát nhỏ |
| 37                                                    | Bãi Ngự Bình                               | Yongnan Shoal             | 永南暗沙, Yǒngnán ànshā (Vĩnh Nam ám sa)                                 | 16°27′30″B 111°39′0″Đ / 16,45833°B 111,65°Đ                                                 | -   | bãi ngầm nằm giữa đá Hải Sâm và đảo Quang Hòa, thuộc nhóm Lưỡi Liềm |
| 38                                                    | Đá Trà Tây                                 | Salty Hut                 | 咸舍屿, Xiánshě yǔ (Hàm Xá dự)                                           | 16°32′48″B 111°42′48″Đ / 16,54667°B 111,71333°Đ                                             | -   | rạn san hô, nằm phía tây nam giữa khoảng kênh nối bãi Xà Cừ và đá Lưỡi Liềm, là phần kéo dài vào trong tâm của rạn san hô vòng Xà Cừ-Lưỡi Liềm, thuộc nhóm Lưỡi Liềm                       |
| 39                                                    | Bãi Đèn Pha                                | (chưa rõ)                 | 珊瑚东暗沙, Shānhú Dōng ànshā (San Hô Đông ám sa)                        | 16°32′B 111°36′Đ / 16,533°B 111,6°Đ hoặc 16°32′0″B 111°37′42″Đ / 16,53333°B 111,62833°Đ     |     | bãi ngầm phía đông đảo Hoàng Sa, thuộc nhóm Lưỡi Liềm. |
| 40                                                    | Đảo Lưỡi Liềm                              | (chưa rõ)                 | 石屿, Shí yǔ (Thạch dự)                                                  | 16°30′30″B 111°46′12″Đ / 16,50833°B 111,77°Đ                                                |     | đá Lưỡi Liềm chỉ rạn san hô mà trên đó có đảo Duy Mộng và hố xanh phát hiện năm 2016, thuộc nhóm Lưỡi Liềm. Còn đảo Lưỡi Liềm tương ứng với cồn cát Thạch dự theo cách gọi của Trung Quốc. |
| Địa danh do Việt Nam đặt, chưa rõ tên gọi tương ứng   |                                            |                           |                                                                          |                                                                                             |     | |
| 1                                                     | Đá Sơn Kỳ                                  | (chưa rõ)                 | có thể là 全富仔, Quánfù zǎi (Toàn Phú Tử)                               | 16°34′36″B 111°40′0″Đ / 16,57667°B 111,66667°Đ                                              |     | (rạn san hô, trên có đảo Ốc Hoa và đảo Ba Ba, thuộc nhóm Lưỡi Liềm) |
| 2                                                     | Đá Trương Nghĩa                            | (chưa rõ)                 | (chưa rõ)                                                                | 16°58′36″B 112°15′24″Đ / 16,97667°B 112,25667°Đ                                             |     | (rạn san hô, trên có đảo Cây và cồn cát Tây, thuộc nhóm An Vĩnh) |
| Địa danh do Trung Quốc đặt, chưa rõ tên gọi tương ứng |                                            |                           |                                                                          |                                                                                             |     | |
| 1                                                     | (chưa rõ)                                  | (chưa rõ)                 | 东新沙洲, Dōngxīn shāzhōu (Đông Tân sa châu)                             | 16°55′B 112°21′Đ / 16,917°B 112,35°Đ                                                        |     | cồn cát phía nam Cồn Cát Nam |
| 2                                                     | (chưa rõ)                                  | (chưa rõ)                 | 西新沙洲, Xīxīn shāzhōu (Tây Tân sa châu)                                | 16°55′B 112°21′Đ / 16,917°B 112,35°Đ                                                        |     | cồn cát phía nam Cồn Cát Nam |
| 3                                                     | (chưa rõ)                                  | (chưa rõ)                 | 老粗峙仔岛, Laocuzhizai dao (Lão Thô Trĩ Tử đảo)                         | 111°37.2′E 16°32.5′N                                                                        |     | một dải cát phía Đông Bắc đảo Hoàng Sa |
| 4                                                     | (chưa rõ)                                  | (chưa rõ)                 | 金银东岛, Jinyin Dongdao (Kim Ngân Đông đảo)                             | 111°31.7′E 16°26.6′N                                                                        |     | dải cát nhỏ ở phía đông đảo Quang Ảnh |
| 5                                                     | (chưa rõ)                                  | (chưa rõ)                 | 尾峙仔岛, Weizhizai dao (Vĩ Trĩ Tử đảo)                                  | 111°31.1′E 16°26.8′N                                                                        |     | dải cát nằm giữa đảo Quang Ảnh và đảo Kim Ngân Đông |
| 6                                                     | (chưa rõ)                                  | (chưa rõ)                 | 三峙仔, Sānzhìzǎi (Tam Trĩ Tử)                                           | 112°19.8′E 16°57.0′N                                                                        |     | Một dải cát nhỏ giữa các đảo Nam và Trung |
| 7                                                     | (chưa rõ)                                  | (chưa rõ)                 | 筐仔沙洲, Kuāngzǎi shāzhōu (Khuông Tử sa châu)                           | 16°27′B 111°38′Đ / 16,45°B 111,633°Đ                                                        |     | cồn cát trên bãi Hải Sâm |
| 8                                                     | (chưa rõ)                                  | (chưa rõ)                 | 筐仔北岛, Kuāngzǎi Běidǎo (Khuông Tử Bắc đảo)                            | 111°36.4′E 16°27.1′N                                                                        |     | dải cát nhỏ phía bắc của đảo Khuông Tử (筐仔, Kuangzai) trên bãi Hải Sâm |
| 9                                                     | (chưa rõ)                                  | (chưa rõ)                 | 银屿仔, Yínyǔzaǐ (Ngân Dự Tử)                                            | 16°35′B 111°42′Đ / 16,583°B 111,7°Đ                                                         |     | cồn cát trên bãi Xà Cừ |
| 10                                                    | (chưa rõ)                                  | (chưa rõ)                 | 银屿东岛, Yinyu Dongdao (Ngân Dự Đông đảo)                               | 111°42.5′E 16°34.7′N                                                                        |     | dải cát nhỏ ở phía đông Ngân Dự Tử trên bãi Xà Cừ |
| 11                                                    | (chưa rõ)                                  | (chưa rõ)                 | 银屿仔西岛 Yinyuzai Xidao (Ngân Dự Tử Tây đảo)                           | 111°41.6′E 16°35.1′N                                                                        |     | dải cát nhỏ ở phía tây Ngân Dự Tử trên bãi Xà Cừ |
| 12                                                    | (chưa rõ)                                  | (chưa rõ)                 | 广金北一岛, Guangjin Beiyidao (Quảng Kim Bắc Nhất đảo)                   | 111°41.9′E 16°27.3′N                                                                        |     | dải cát phía tây bắc của đảo Quang Hoà |
| 13                                                    | (chưa rõ)                                  | (chưa rõ)                 | 广金北二岛, Quǎngjīn Běièrdǎo (Quảng Kim Bắc Nhị đảo)                    | 111°41.9′E 16°27.3′N                                                                        |     | dải cát phía tây bắc của đảo Quang Hoà |
| 14                                                    | (chưa rõ)                                  | (chưa rõ)                 | 广金西岛, Guangjin Xidao (Quảng Kim Tây đảo)                             | 111°41.7′E 16°27.1′N                                                                        |     | dải cát ở phía tây đảo Quang Hoà |

## Lịch sử
Diễn biến cuộc tranh chấp chủ quyền theo thời gian:

### Quan điểm của Trung Quốc và Đài Loan

Phần bản đồ Biển Đông và các quốc gia ven bờ tây của nó, trích từ Đại Thanh vạn niên nhất thống thiên hạ toàn đồ (大清萬年一統天下全圖). Bản đồ gốc là bản đồ mô tả Thế giới qua góc nhìn của người nhà Thanh Trung Quốc vào cuối thế kỷ 18 đến đầu thế kỷ 19: Việt Nam (An Nam quốc (安南國, Đàng Ngoài) và Quảng Nam (廣南本安南地, Đàng Trong)), Thái Lan (暹羅國, Xiêm La quốc), Lào (車里 (Xa Lý), 老撾 (Lão Qua)), Chân Lạp (小真嶼, 大真嶼, tiểu và đại Chân Dự) và các đảo nhỏ thuộc Biển Đông: Ngoại La Sơn (外羅山, đảo Lý Sơn), Vạn Lý Trường Sa (萬里長沙, quần đảo Hoàng Sa), Vạn Lý Thạch Đường (萬里石塘, quần đảo Trường Sa), tiểu và đại Côn Lôn (崑崙, Côn Đảo).

Theo quan điểm của Trung Quốc và Đài Loan, họ tuyên bố có chủ quyền lâu đời đối với quần đảo Hoàng Sa và Trường Sa:
- Quần đảo Hoàng Sa kể từ khi bắt đầu thời kỳ nhà Hán (năm 206 trước công nguyên) đã là lãnh thổ Trung Quốc. Theo Bộ Ngoại giao Trung Quốc, "Dị vật chí" (异物志) của Dương Phu (楊孚) thời Đông Hán có viết "Trướng hải kỳ đầu，thủy thiển nhi đa từ thạch" (Biển sóng triều dâng gập ghềnh đá ngầm, nước cạn mà nhiều đá nam châm) trong đó "Trướng Hải" (涨海, biển trướng) là tên người Trung Quốc thời đó dùng để gọi Biển Đông và "kỳ đầu" (崎头, đá ngầm gồ ghề) là tên người Trung Quốc đương thời dùng để chỉ các đảo, đá ngầm.... ở quần đảo Tây Sa (Hoàng Sa) và Nam Sa (Trường Sa) tại Biển Đông.[25]
- Các triều đại về sau vẫn có các hoạt động phát triển. Vào thời Đường Tống, nhiều sách sử địa đã sử dụng các tên khác nhau để chỉ Hoàng Sa (Tây Sa) và Trường Sa (Nam Sa), lần lượt là "Cửu Nhũ Loa Châu", "Thạch Đường ", "Trường Sa ", "Thiên Lý Thạch Đường ", "Thiên Lý Trường Sa", "Vạn Lý Thạch Đường", "Vạn Lý Trường Sa". Trong bốn triều đại Tống, Nguyên, Minh và Thanh, đã có đến hàng trăm thư tịch sử dụng tên gọi "Thạch Đường" hay "Trường Sa" để chỉ các đảo tại Biển Đông (Nam Hải). "Hỗn nhất cường lý lịch đại quốc đô chi đồ" (混一疆理歷代國都之圖) thời Nhà Minh có đánh dấu vị trí của Thạch Đường, và vị trí này được phía Trung Quốc cho là tương ứng với Nam Sa (Trường Sa) hiện tại. "Canh lộ bộ" (更路簿) thời Nhà Thanh ghi chép về vị trí của các địa danh cụ thể của các đảo, đá, bãi tại Nam Sa (Trường Sa) mà ngư dân Hải Nam thường lui tới, tổng cộng có 73 địa danh.[25]
- Năm Khai Bảo thứ 4 (971) dưới thời Tống Thái Tổ, Nhà Tống sau khi bình định nước Nam Hán đã lập lực lượng tuần tra biển, phạm vi tuần tra bao gồm cả quần đảo Tây Sa.[26] Các lực lượng hải quân Trung Quốc từ thời nhà Tống (năm 960-1279) đã gửi quân kiểm tra thường xuyên quần đảo này, kéo dài cho đến những năm cuối triều đại nhà Thanh
- Có một số di tích văn hóa Trung Quốc tại quần đảo Hoàng Sa có niên đại từ thời đại nhà Đường và nhà Tống và có một số bằng chứng về nơi cư trú của người Trung Quốc trên các đảo trong giai đoạn này. Trong cuốn sách Võ công thông bảo được xuất bản trong triều nhà Tống năm 1044, có ghi nhận lãnh thổ Trung Hoa bao gồm các quần đảo trong khu vực tuần tra của Hải quân nhà Tống[27].
- Cũng theo Bộ Ngoại giao Trung Quốc, thời Nhà Thanh, đã có nhiều địa đồ đã đưa các đảo Nam Sa vào bản đồ Trung Quốc, ví dụ như "Thanh trực tỉnh phân đồ" (清直省分圖) của "Thiên hạ tổng dư đồ" (天下總輿圖) năm 1724, "Hoàng Thanh các trực tỉnh phân đồ" (皇清各直省分圖) của "Thiên hạ tổng dư đồ" năm 1755, "Đại Thanh vạn niên nhất thống thiên hạ toàn đồ" (大清萬年一統天下全圖) năm 1767, "Đại Thanh vạn niên nhất thống địa lượng toàn đồ" (大清萬年一統地量全圖) năm 1810 và "Đại Thanh nhất thống thiên hạ toàn đồ" (大清一統天下全圖) năm 1817.[25]
- Theo Hiệp ước Pháp-Thanh, 2 bên công nhận Trung Quốc có chủ quyền tại quần đảo Trường Sa và Hoàng Sa.[28] Trung Quốc đã gửi lực lượng hải quân tới các đảo vào năm 1902 và 1907, và đặt cờ và đánh dấu trên các đảo. Nhà nước kế tiếp triều đại nhà Thanh là Trung Hoa Dân Quốc đã tuyên bố quần đảo Trường Sa và Hoàng Sa thuộc thẩm quyền của quận Hải Nam[29]
- Ngày 29 tháng 9 năm 1932, để đáp lại một văn bản đề cập đến quần đảo Hoàng Sa do Pháp gửi tới tòa công sứ Trung Quốc, Trung Hoa Dân Quốc gửi một văn bản không rõ ràng cho Pháp đề cập đến chủ quyền của họ đối với một quần đảo khác ở cách quần đảo Hoàng Sa 150 dặm dựa trên cơ sở là Công ước Pháp-Thanh 1887.[30]
- Năm 1933, Pháp đã chiếm đóng 9 hòn đảo ở quần đảo Nam Sa. Sau sự kiện Pháp chiếm hữu Trường Sa vào năm 1933, các bản đồ của Trung Hoa Dân Quốc đã thay đổi cách vẽ qua việc mở rộng đường giới hạn (vẽ bằng nét liền) tại biển Đông xuống khu vực giữa vĩ tuyến 7° Bắc và vĩ tuyến 9° Bắc nhằm nói lên rằng quần đảo Hoàng Sa, Trường Sa là thuộc về Trung Quốc.[31]
- Đến Thế chiến 2, Nhật Bản chiếm đóng quần đảo Tây Sa và Nam Sa, sau đó sáp nhập hai quần đảo này vào Đài Loan thuộc Nhật. Sau khi Nhật thua trận, quần đảo Hoàng Sa lại thuộc về Pháp[32]

Tuy Đài Loan và Trung Quốc có mâu thuẫn về mặt chính trị, nhưng cả hai đều nhất trí trong hoạt động tuyên bố chủ quyền và mở rộng tầm kiểm soát tại quần đảo Theo quan điểm của Trung Quốc và Đài Loan, trận đánh năm 1974 không phải là hành vi xâm chiếm lãnh thổ Việt Nam mà là hành động chính đáng nhằm thu hồi chủ quyền của dân tộc Trung Hoa tại quần đảo này.

### Quan điểm của Việt Nam

#### Thời chúa Nguyễn, nhà Tây Sơn và nhà Nguyễn

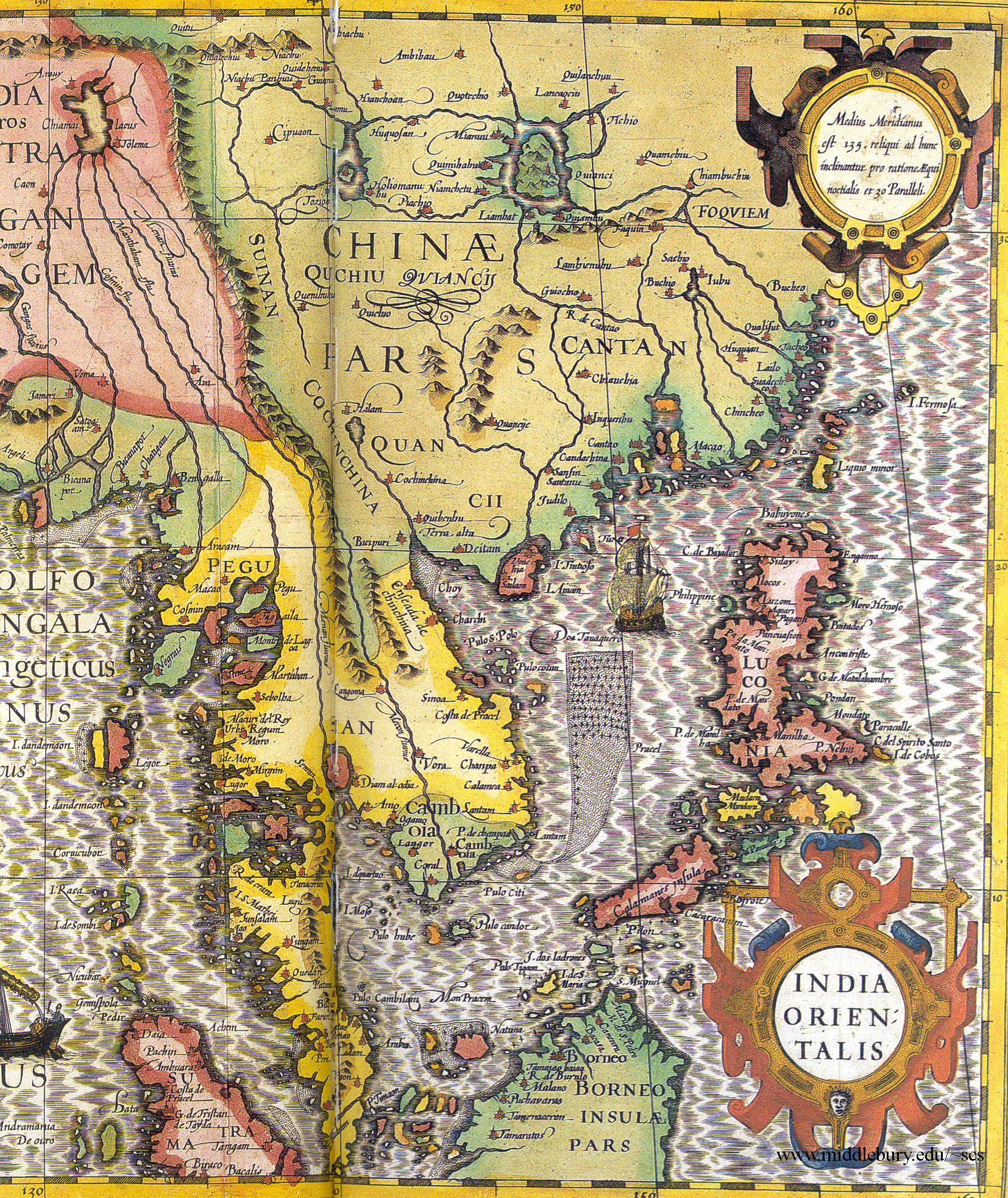
Bản đồ Đông Nam Á do người phương Tây vẽ năm 1606, Hoàng Sa (Pracel) được ghi thuộc Champa tại vị trí trong đất liền giữa Cinoa (Thuận Hóa) và Champa là Cofta de Pracel (bằng tiếng Latin).
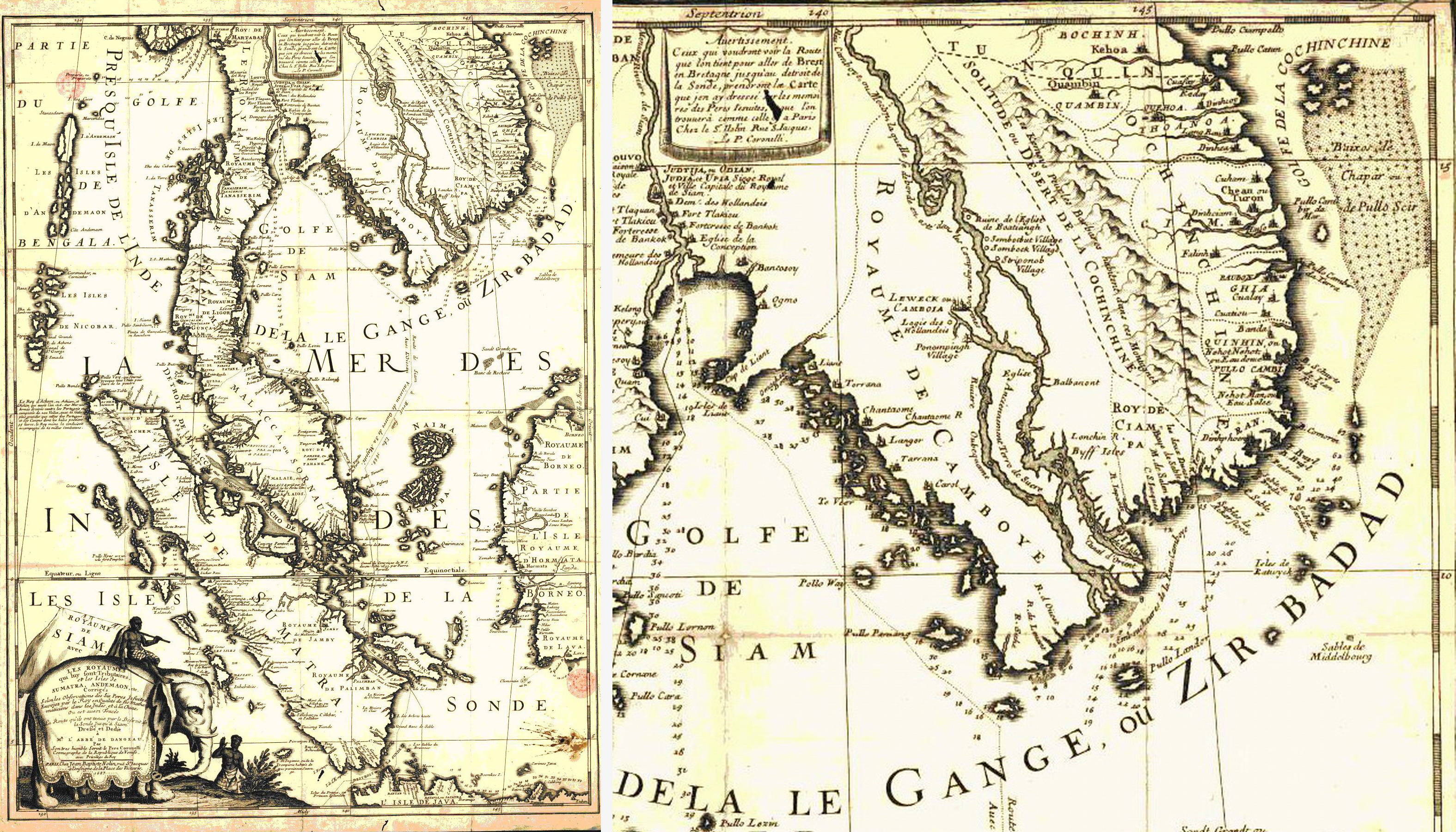
Quần đảo Hoàng Sa (Paracel), với tên gọi "Baixos de Chapar ou de Pulls Scir", tức là Bãi cát Chămpa (bãi đá ngầm), nằm trong Vịnh Cochinchine (Golfe de la Cochin Chine), phần phía đông bắc của bản đồ khu vực Đông Nam Á do Jean-Baptiste Nolin (1657-1708) vẽ xong năm 1687.
Quần đảo Hoàng Sa (Isles Pracel) cùng với tên gọi "Baixos de Chapar de Pullo Scir", trong bản đồ của Joachim Ottens (1663 - 1719) vẽ xong năm 1710.
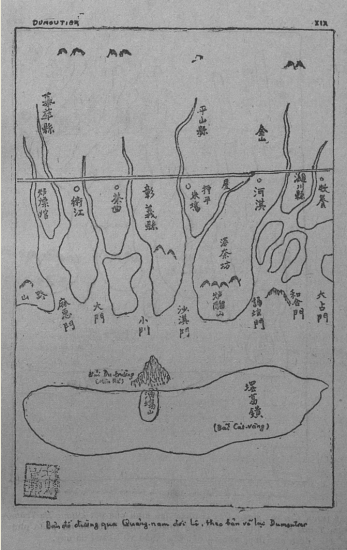
Bản đồ đường qua xứ Quảng Nam thời Lê trung hưng, theo Thiên Nam lộ đồ vẽ lại năm 1741 (bản sao chép của Dumoutier). Bãi cát vàng (鐄葛𣺽) trên bản đồ tức là Hoàng Sa
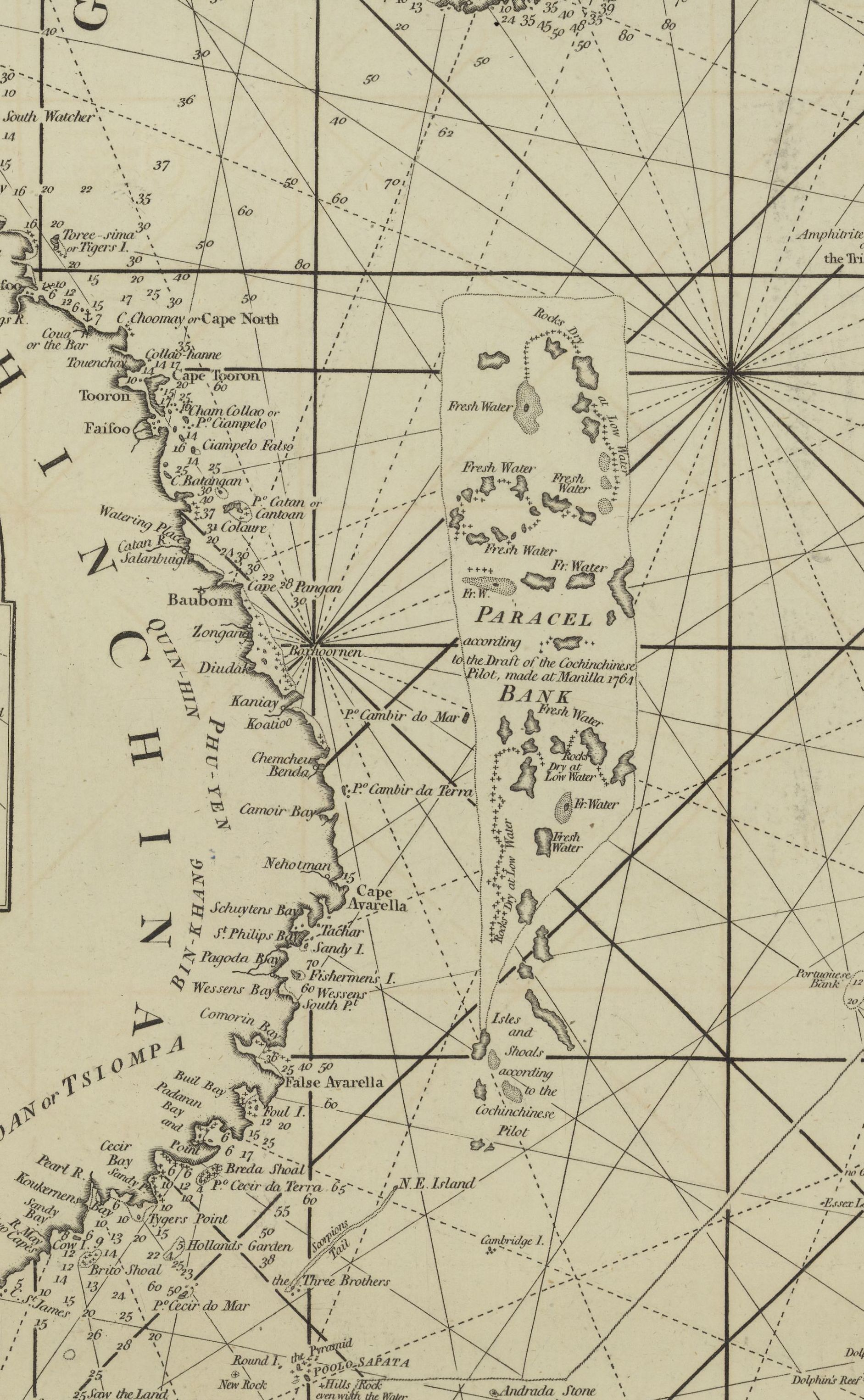
Bản đồ Biển Đông của Robert Sayer (1725-1794), nhà xuất bản Luân đôn in năm 1791 ghi chú là: Paracel Bank (quần đảo Hoàng Sa) vẽ theo Dự thảo Hàng hải chỉ nam của xứ An Nam (Cochin China Đàng Trong) năm 1764.
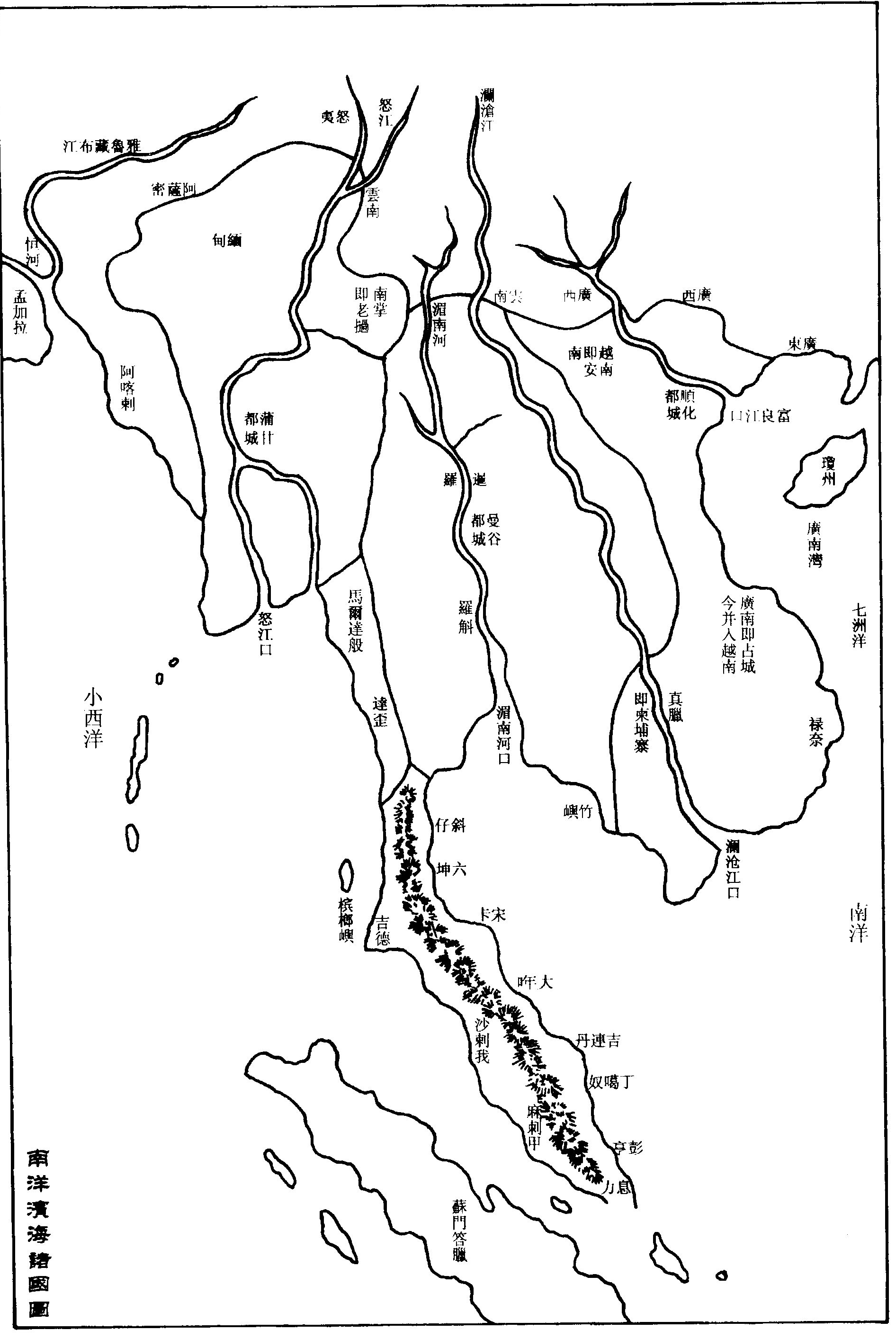
Tên gọi và vị trí các vùng Biển Đông người Trung Quốc gọi vào thế kỷ 19ː Quảng Nam loan (廣南灣), Thất Châu Dương (七洲洋), Nam Dương (南洋), trong bản đồ Nam Dương tân hải các quốc, của sách Doanh hoàn chí lược.
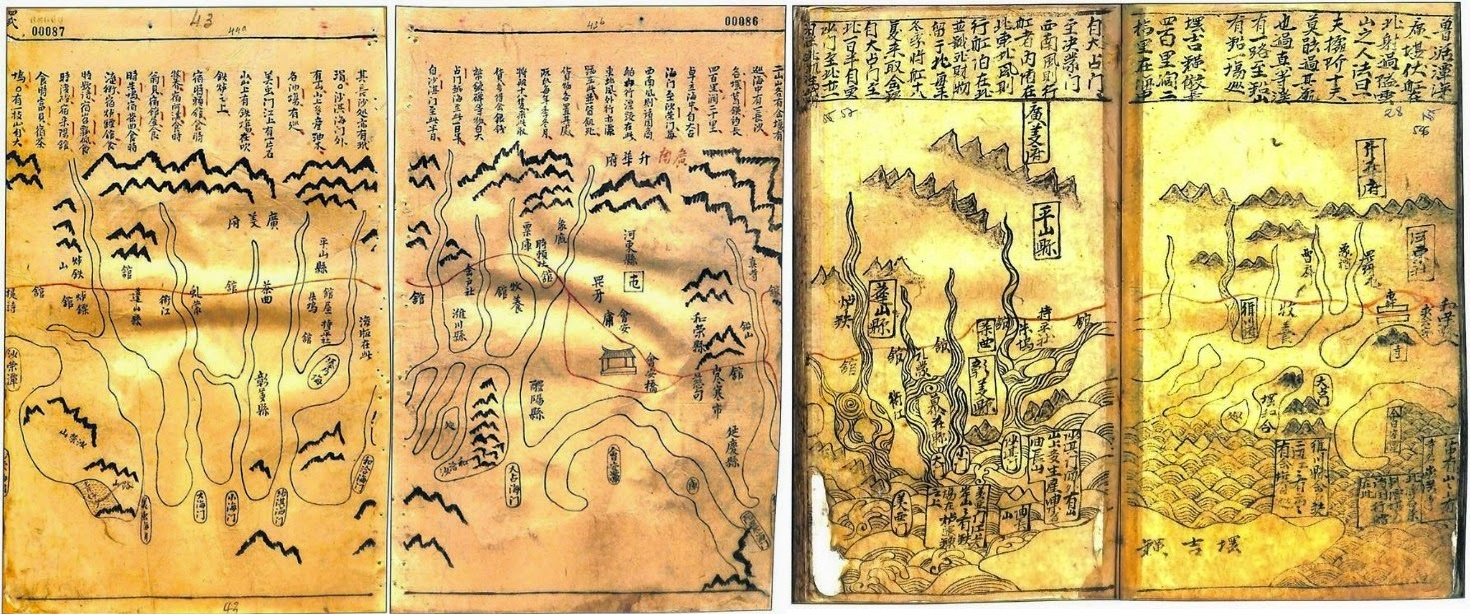
Bản đồ xứ Quảng Nam trong tập Toản tập An Nam lộ vẽ Hoàng Sa (phía dưới, bên trái, ghi là "Bãi Cát Vàng", 𪤄吉鐄), và đoạn chú dẫn về Bãi Cát Vàng 𪤄葛鐄 trên bản đồ xứ Quảng Nam trong tập Thiên Nam tứ chí lộ đồ thư đều do Đỗ Bá biên soạn năm Chính Hòa thứ 7 (1686) đời Lê Hy Tông
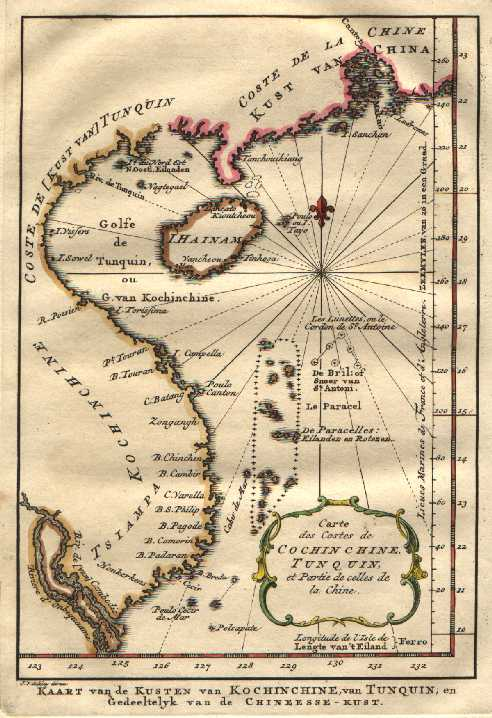
Bản đồ Biển Đông do người Hà Lan vẽ vào năm 1754 ghi nhận quần đảo Hoàng Sa dưới tên De Paracelles. (Trong giới hạn quần đảo De Paracelles, có 2 nhóm đảo, nhóm đảo phía nam tách rời (không được ghi chú) có hình dạng và vị trí tương đối giống với nhóm đảo Vạn lý Trường Sa (萬里長沙) của Đại Nam nhất thống toàn đồ).

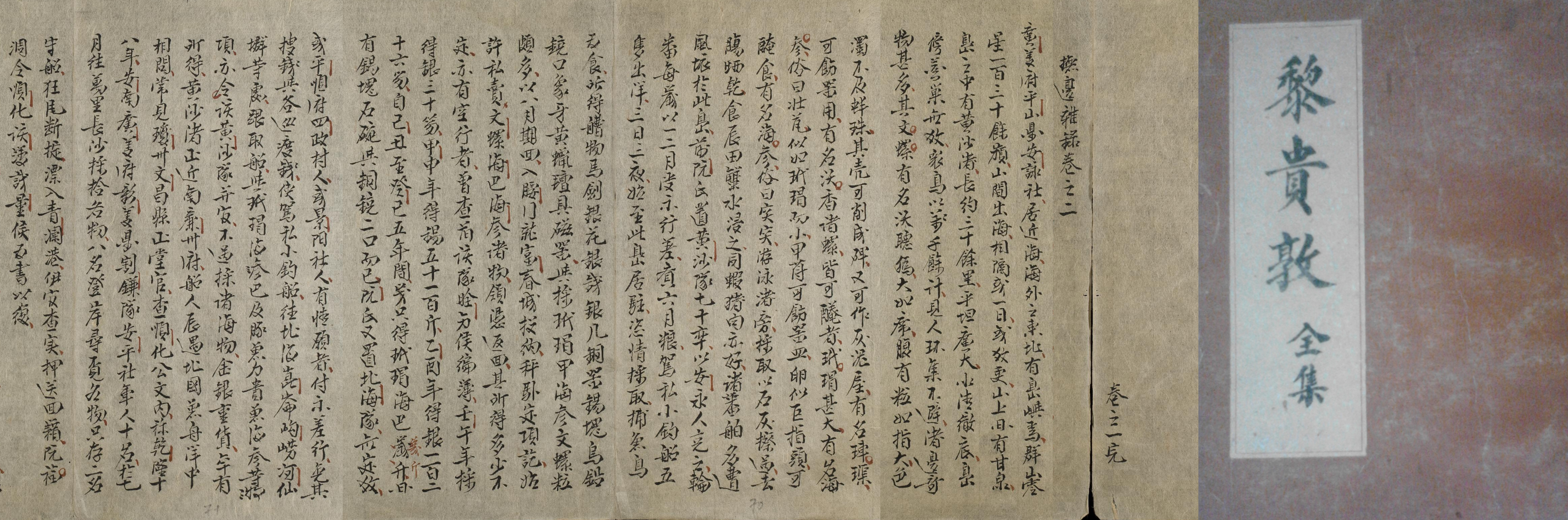
Trích đoạn Phủ biên tạp lục của Lê Quý Đôn nói về quần đảo Hoàng Sa.

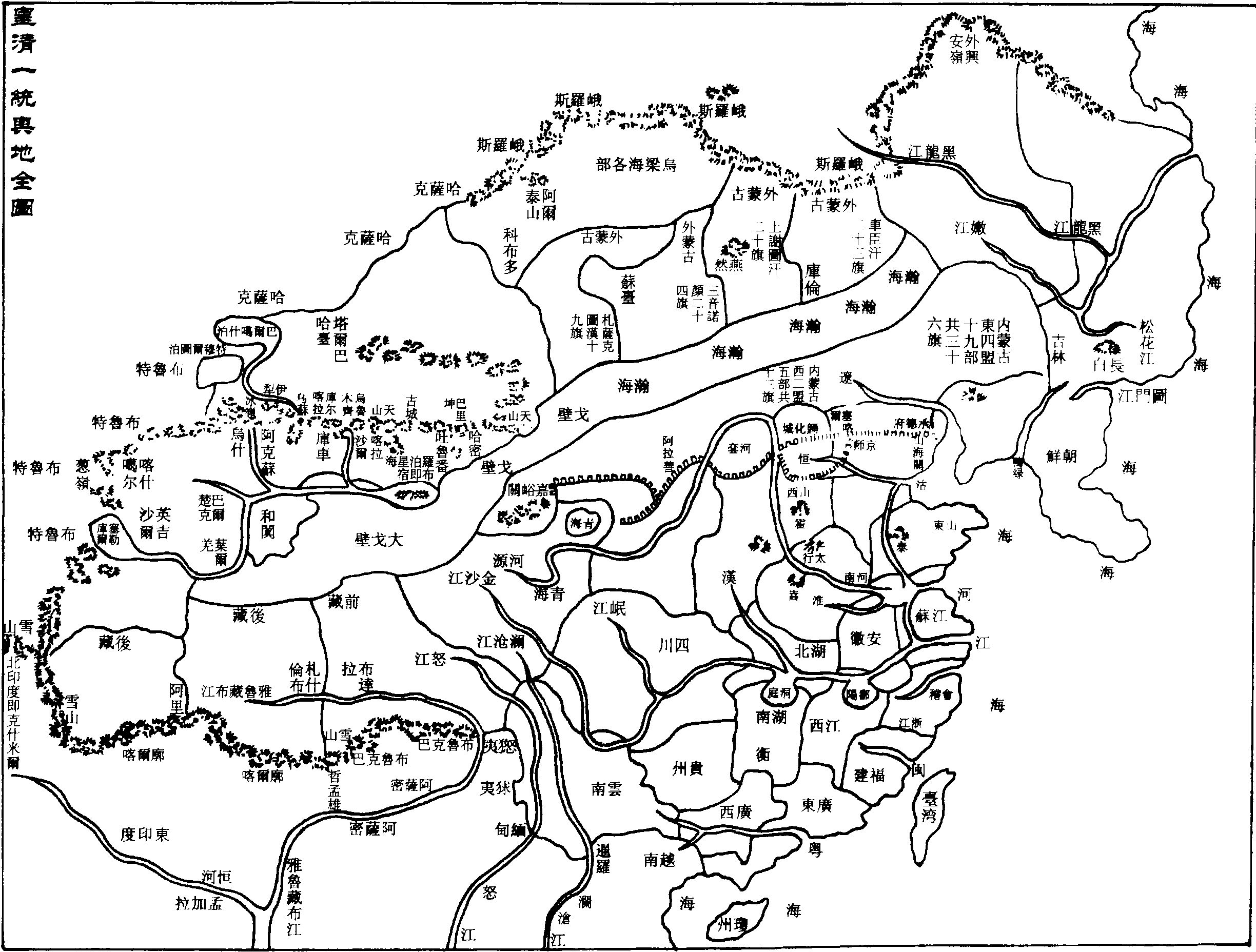
Bức Hoàng Thanh nhất thống dư địa toàn đồ(皇清一統輿地全圖), trong Doanh hoàn chí lược, thể hiện cực nam của Trung Quốc thời nhà Thanh là đảo Hải Nam (tức Quỳnh Châu (瓊州)).

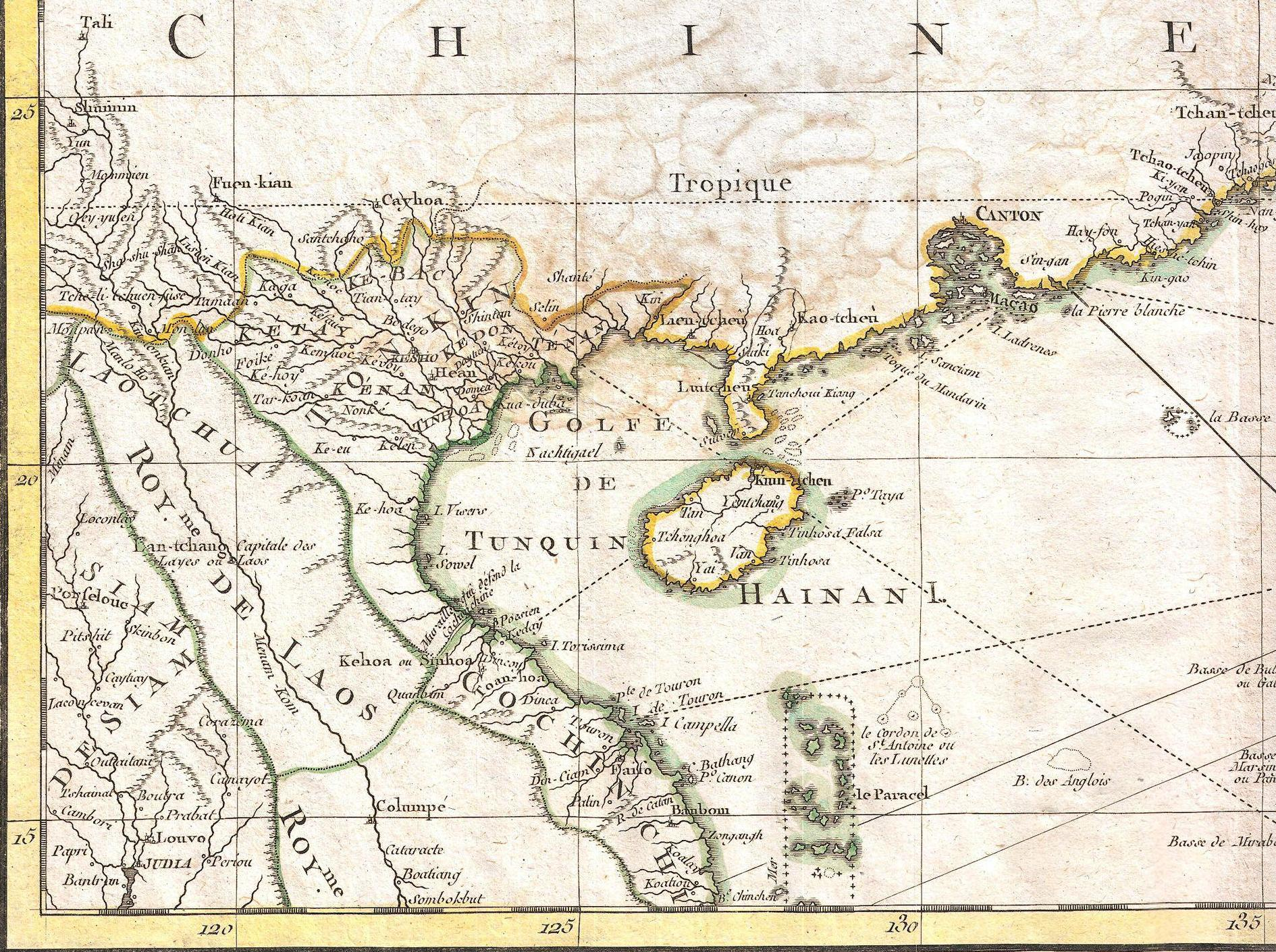
Bản đồ Đàng Ngoài Việt Nam (Ton Kin), Đàng Trong Việt Nam (Cochin Chin) cùng quần đảo Hoàng Sa (le Paracel) (có cùng một cách tô đường viền màu xanh dương nhạt), Lào (Laos), Trung Hoa (Chine) cùng đảo Hải Nam (Hainam I.), năm 1771. Trong bản đồ gốc cương vực Vương quốc Trung Hoa được giới hạn bằng đường viền màu vàng và không bao gồm quần đảo Hoàng Sa (le Paracel).

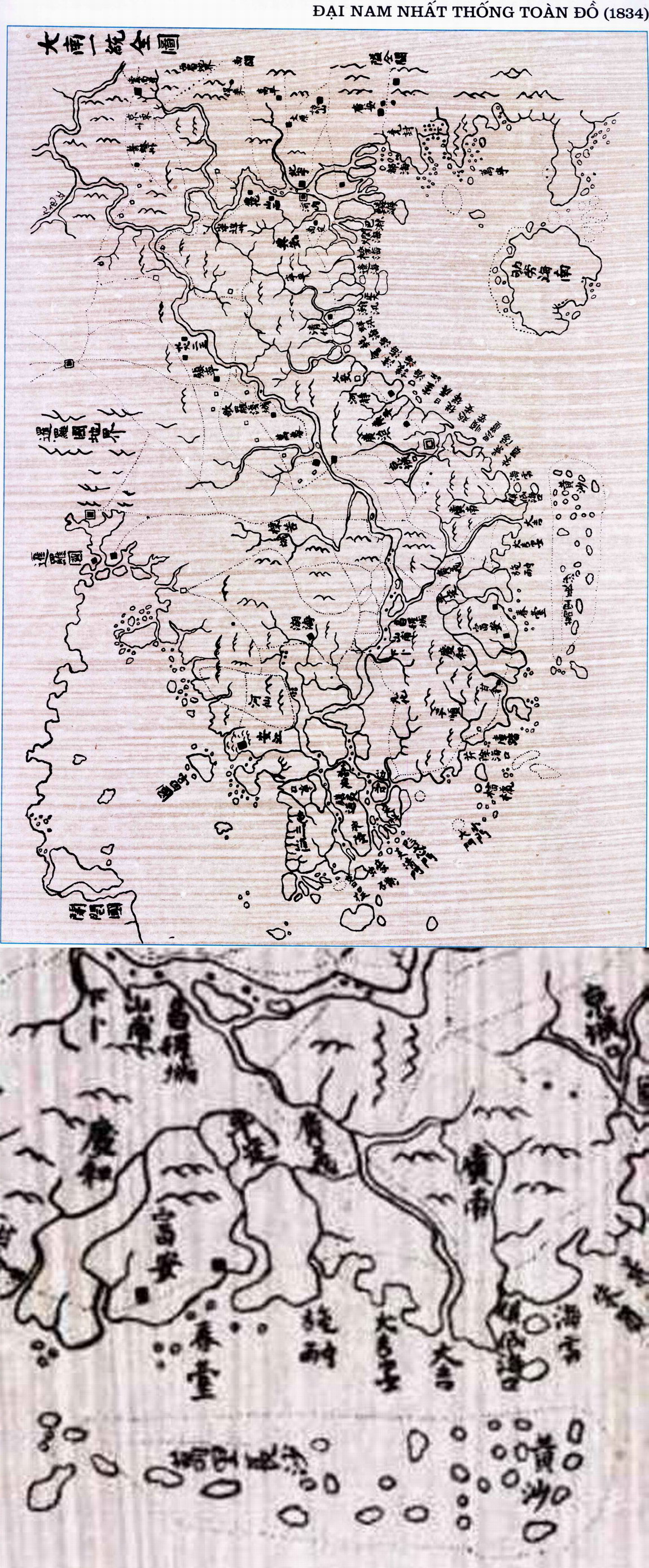
Các quần đảo Hoàng Sa (黄沙) và Trường Sa (tức Vạn lý Trường Sa, 萬里長沙) được thể hiện trong Đại Nam nhất thống toàn đồ (năm 1834-1840).

Bản đồ Paracels Islands (Hoàng Sa) một phần của CochinChine (Vương quốc An Nam) năm 1827.

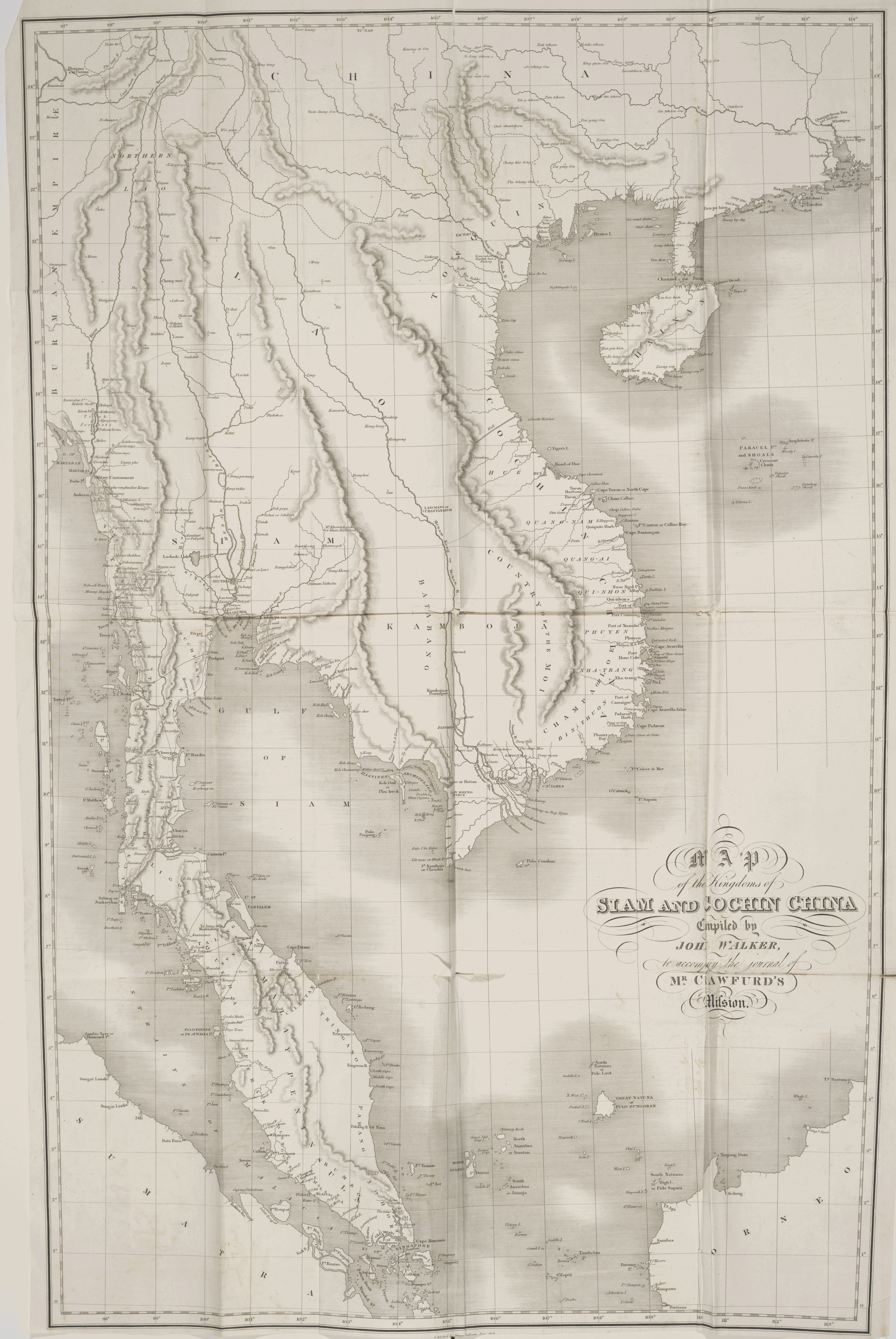
Bản đồ Xiêm và Việt Nam. Trích từ sách của John Crawfurd (1828) "Journal of an Embassy from the Governor-general of India to the Courts of Siam and Cochin China: Exhibiting a View of the Actual State of Those Kingdoms". Quần đảo Paracels được vẽ khá chi tiết và Crawfurd cũng ghi nhận chủ quyền của Gia Long.

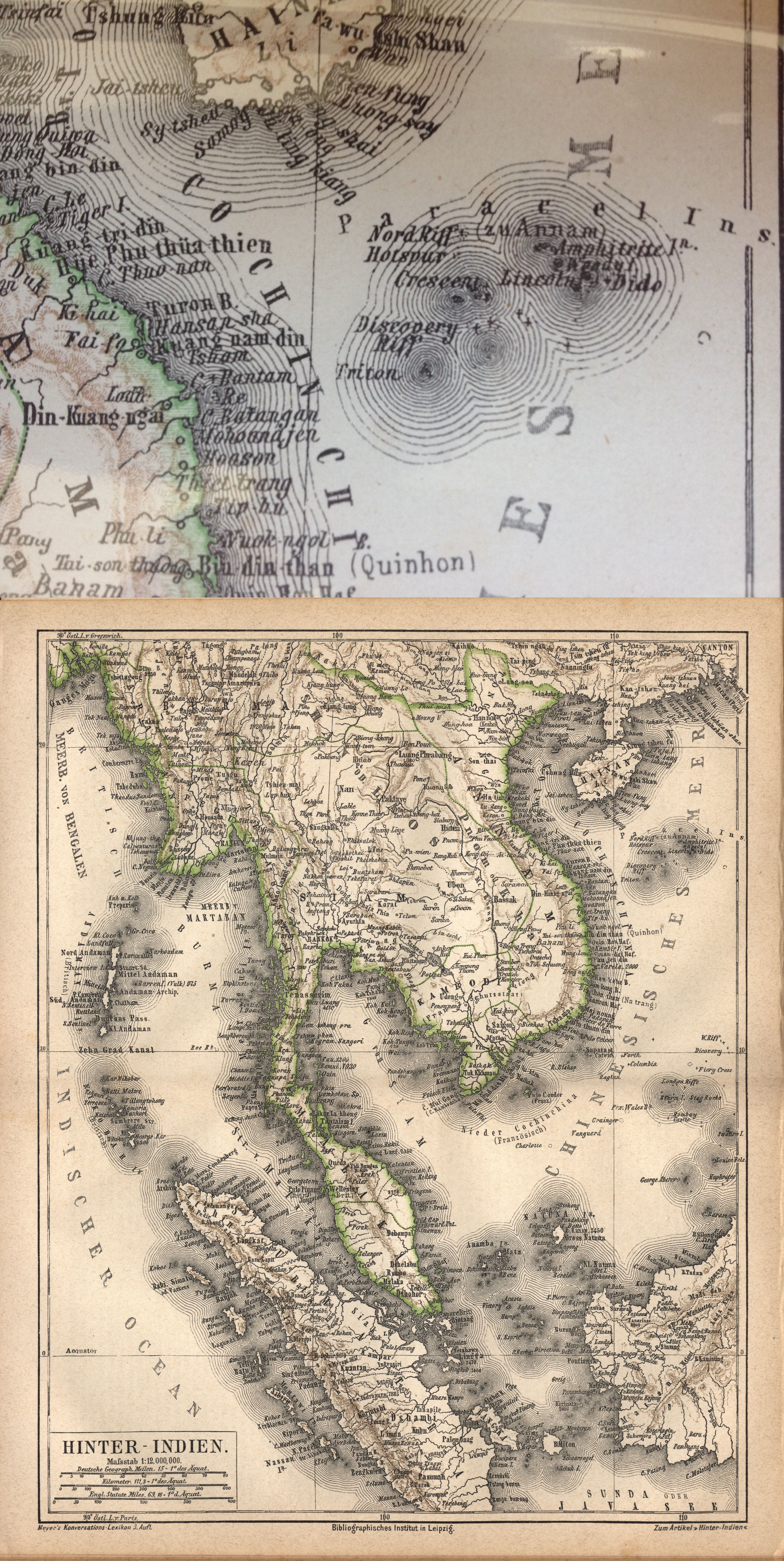
Quần đảo Hoàng Sa trên bản đồ của Đức năm 1876 vẽ vùng Viễn Ấn Hinter-Indien với lời ghi rõ quần đảo thuộc xứ "Annam"

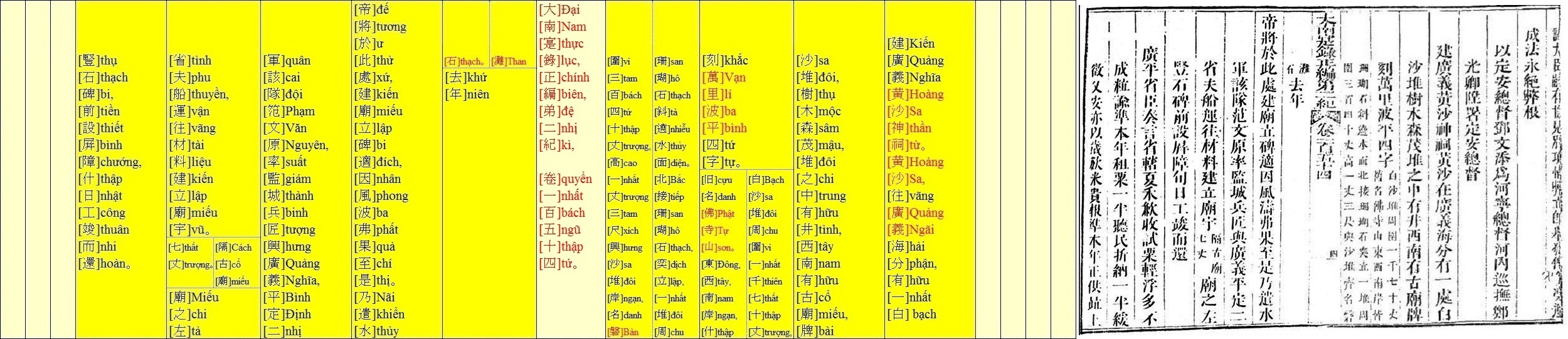
Trang sách Đại Nam thực lục chính biên, đệ nhị kỷ, quyển 154, viết về việc Minh Mạng cho xây dựng Hoàng Sa Tự trên đảo Phú Lâm quần đảo Hoàng Sa năm 1835.

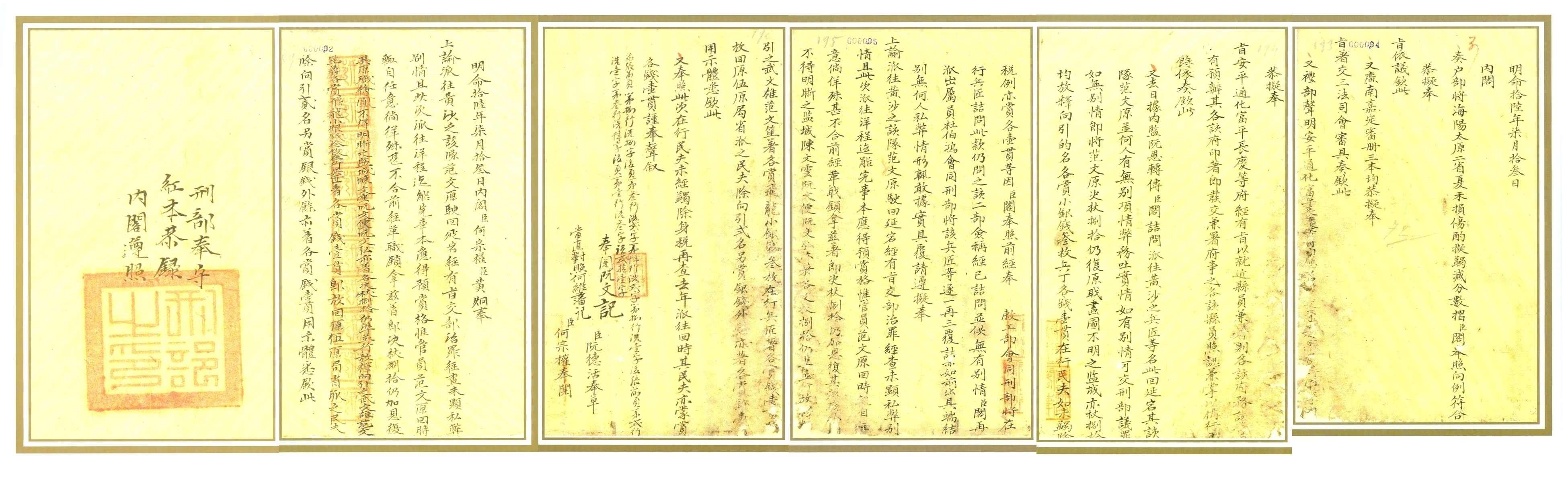
Châu bản triều Nguyễn (阮朝硃本) về việc xây đền thờ ở Hoàng Sa (黄沙寺) trở về của đội Hoàng Sa do Phạm Văn Nguyên (笵文原) chỉ huy, (Văn bản soạn ngày 13 tháng 7 âm lịch năm Ất Mùi, Minh Mạng 16, tức ngày 5 tháng 9 năm 1835).

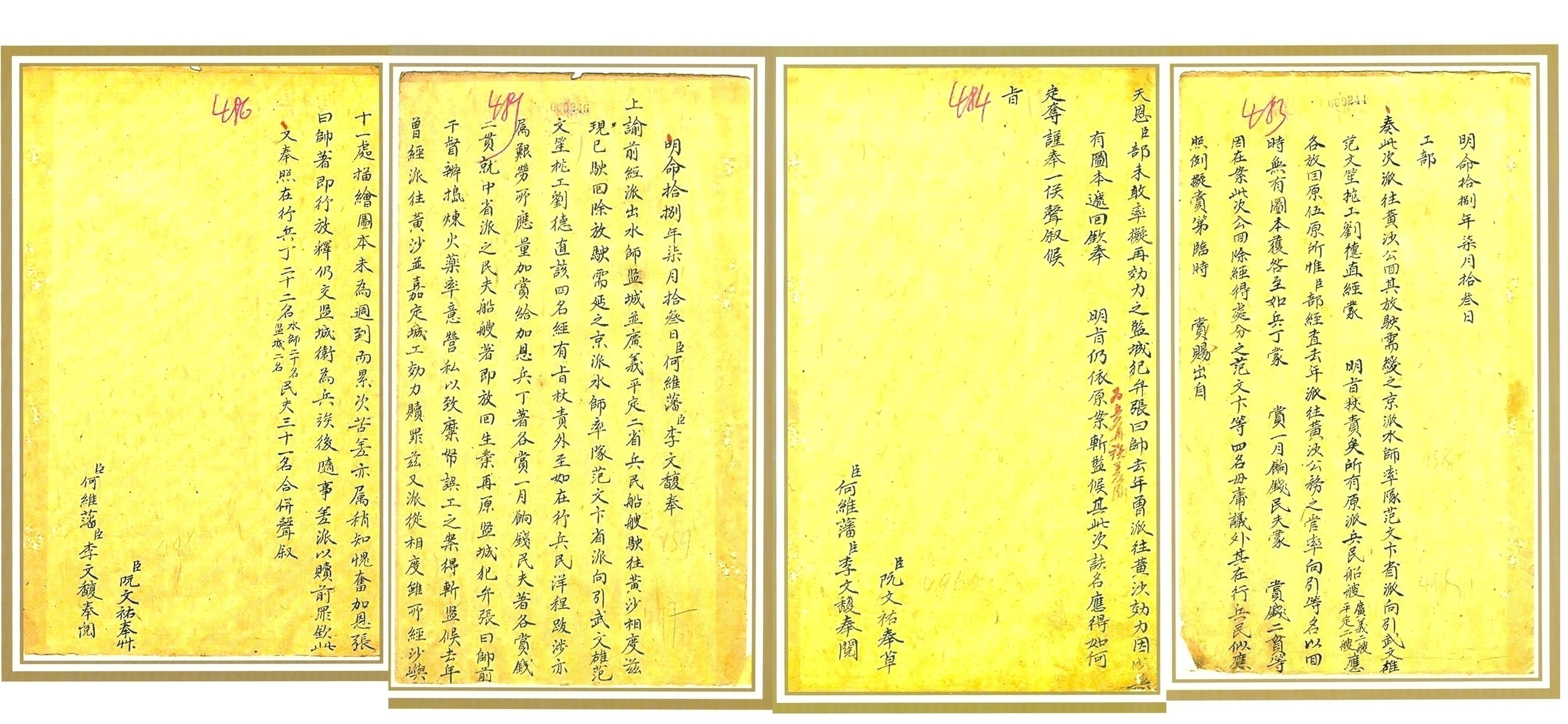
Châu bản triều Nguyễn về thực thi chủ quyền ở Hoàng Sa (黄沙), ngày 13 tháng 7 năm Đinh Dậu niên hiệu Minh Mạng thứ 18 (ngày 13 tháng 8 năm 1837).

- Những người đánh cá Việt Nam sống trên các đảo tuỳ theo mùa nhưng từ bao giờ thì không thể xác định được. Những người đánh cá từ các quốc gia láng giềng khác nhau thường xuyên lui tới đảo này trong hàng thế kỉ và những người đi biển có nguồn gốc ở xa hơn (người Ấn Độ, Ả Rập, Bồ Đào Nha, Tây Ban Nha, Hà Lan) đã biết và nói về các đảo này từ lâu.[34] Trong số đó, có các nhà hàng hải Pháp xuống tàu từ cảng La Rochelle, ngày 7 tháng 3 năm 1568 cùng với các nhà bác học dòng Tên đi Viễn Đông đã đến Hoàng Sa.[35]
- Theo Đại Việt sử ký toàn thư, từ năm 1467, vua Lê Thánh Tông đã cho bản đồ lãnh thổ Đại Việt. Bộ bản đồ Hồng Đức được hoàn thành vào cuối năm 1469, được bổ sung nhiều lần về sau, gồm bản đồ cả nước và các địa phương, trong đó có vẽ quần đảo Hoàng Sa và Trường Sa[36]. Trong các bản đồ và thư tịch của Việt Nam từ thế kỷ 15 đến thế kỷ 19, quần đảo Hoàng Sa được người Việt đặt tên bằng chữ Nôm làː 𪤄葛鐄 hay 𡓁吉鐄 hoặc chữ Hánː 黄沙渚 hay 黄沙, đều có nghĩa là Bãi Cát Vàng. Nhưng đôi khi người Việt vẫn kèm tên gọi Trung Quốc chỉ Hoàng Sa là 萬里長沙.
- Đầu thế kỉ 17: Chúa Nguyễn tổ chức khai thác trên các đảo. Đội Hoàng Sa và Đội Bắc Hải có nhiệm vụ ra đóng ở hai quần đảo, mỗi năm 8 tháng để khai thác các nguồn lợi: đánh cá, thâu lượm những tài nguyên của đảo và những hoá vật do lấy được từ những tàu đắm. Theo Phủ biên tạp lục (1776) của Lê Quý Đôn thì: "Phủ Quảng Ngãi huyện Bình Sơn có xã An Vĩnh ở gần biển, ngoài biển về phía Đông Bắc có nhiều cù lao, các núi linh tinh hơn 130 ngọn, cách nhau bằng biển, từ hòn này sang hòn kia phải đi một ngày hoặc vài canh thì đến. Trên núi có chỗ có suối nước ngot. Trong đảo có bãi cát vàng dài, ước hơn 30 dặm, bằng phẳng rộng lớn, nước trong suốt đáy... Các thuyền ngoại phiên bị bão thường đậu ở đảo này. Trước họ Nguyễn đặt đội Hoàng Sa 70 suất, lấy người xã An Vĩnh sung vào, cắt phiên mỗi năm cứ tháng 2 nhân giấy sai đi, mang lương đủ ăn 6 tháng, đi bằng 5 chiếc thuyền câu nhỏ, ra biển 3 ngày 3 đêm thì đến đảo ấy. Ở đây tha hồ bắt chim bắt cá mà ăn. Lấy được hóa vật của tàu ([nước ngoài bị đắm vì bão]),... Đến kỳ tháng 8 thì về, vào cửa Eo, đến thành Phú Xuân để nộp,... Họ Nguyễn đặt đội Bắc Hải, không định bao nhiêu suất, hoặc người thôn Tứ Chính ở Bình Thuận, hoặc người xã Cảnh Dương, ai tình nguyện đi thì cấp giấy sai đi,..., cho đi thuyền câu nhỏ ra các xứ Bắc Hải, cù lao Côn Lôn và các đảo ở Hà Tiên,..., cũng sai cai đội Hoàng Sa kiêm quản... Hoàng Sa gần phủ Liêm Châu đảo Hải Nam, người đi thuyền có lúc gặp thuyền cá Bắc Quốc,...".[37] Lịch triều hiến chương loại chí viết: "Xã An Vĩnh, huyện Bình Dương ở gần biển. Ngoài biển, phía Đông Bắc có đảo [Hoàng Sa] nhiều núi linh tinh, đến hơn 130 ngọn núi. Đi từ núi [chính] ra biển ([tức sang các đảo khác]) ước trừng một vài ngày hoặc một vài trống canh. Trên núi có suối nước ngọt. Trong đảo có bãi cát vàng, dài ước 30 dặm, bằng phẳng rộng rãi... Các đời chúa [Nguyễn] đặt đội Hoàng Sa 70 người, người làng An Vĩnh, thay phiên nhau đi lấy hải vật. Hàng năm, cứ đến tháng 3, khi nhận được lệnh sai đi, phải đem đủ 6 tháng lương, chở 5 chiếc thuyền nhỏ ra biển, 3 ngày 3 đêm mới đến đảo ấy ([tức Hoàng Sa])... Đến tháng 8 thì đội ấy lại về, vào cửa Yêu Môn (tức cửa Thuận An) đến thành Phú Xuân, đưa nộp."[38]
- Năm 1686: (năm Chính Hòa thứ 7) Đỗ Bá Công Đạo biên soạn Thiên Nam Tứ chí lộ đồ thư (天南四至路图書) trong Hồng Đức bản đồ hay Toản tập An Nam lộ trong sách Thiên hạ bản đồ. Tấm bản đồ xứ Quảng Nam trong Thiên Nam tứ chí lộ đồ thư được vẽ theo bút pháp đương thời (bản đồ khổ ngang), với lời chú rất rõ ràng: "... 。海中有一長沙,名𪤄葛鐄,約長四百里,濶二十里,卓立海中,自大占海門至沙荣門。 ...", ("... Hải trung hữu nhất trường sa, danh Bãi Cát Vàng, ước trường tứ bách lý, khoát nhị thập lý, trác lập hải trung, tự Đại Chiêm hải môn chí Sa Vinh môn。..."). Dịch nghĩa làː "... Giữa biển có một dải cát dài gọi là Bãi Cát Vàng (Hoàng Sa) dài khoảng 400 dặm, rộng 20 dặm, dựng đứng giữa biển (án ngữ phía ngoài biển) từ cửa biển Đại Chiêm đến cửa Sa Vinh. ... Họ Nguyễn mỗi năm và cuối mùa Đông đưa 18 chiếc thuyền đến đấy lấy hàng hoá, được phần nhiều là vàng bạc, tiền tệ, súng đạn...". Còn bản đồ xứ Quảng Nam vẽ trong Toản tập An Nam lộ thì ghi chú rất rõ địa danh Bãi Cát Vàng (𪤄吉鐄) trên biển khơi phía trước của những địa danh trên đất liền như các cửa biển Đại Chiêm, Sa Kỳ, Mỹ Á, phủ Quảng Nghĩa và các huyện Bình Sơn, Chương Nghĩa, Mộ Hoa.
- Năm 1695: nhà sư Thích Đại Sán (1633 - 1704, hiệu Thạch Liêm, quê ở tỉnh Giang Tây, Trung Quốc, đến Phú Xuân theo lời mời của chúa Nguyễn Phúc Chu) đã nhắc đến địa danh "Vạn lý Trường Sa" (萬里長沙) ngoài Biển Đông (ám chỉ quần đảo Hoàng Sa[39][40]) trong quyển 3 của tập sách Hải ngoại kỉ sự. Trích một đoạn sách do Nguyễn Phương và Nguyễn Duy Bột (Viện đại học Huế - Ủy ban Phiên dịch Sử liệu Việt Nam, 1963) dịch: "Khách có người bảo: mùa gió xuôi trở về Quảng Đông chừng vào độ nửa tháng trước sau tiết lập thu; chừng ấy, gió tây nam thổi mạnh, chạy một lèo gió xuôi chừng bốn năm ngày đêm có thể đến Hổ Môn. Nếu chờ đến sau mùa nắng, gió bấc dần dần nổi lên, nước chảy về hướng đông, sức gió nam yếu, không chống nổi dòng nước chảy mạnh về đông, lúc ấy sẽ khó giữ được sự ổn tiện vậy. Bởi vì có những cồn cát nằm thẳng bờ biển, chạy dài từ đông bắc qua tây nam; đống cao dựng đứng như vách tường, bãi thấp cũng ngang mặt nước biển; mặt cát khô rắn như sắt, rủi thuyền chạm vào ắt tan tành; bãi cát rộng cả trăm dặm, chiều dài thăm thẳm chẳng biết bao nhiêu mà kể, gọi là Vạn lý Trường Sa, mù tít chẳng thấy cỏ cây nhà cửa; Nếu thuyền bị trái gió trái nước tất vào, dầu không tan nát, cũng không gạo không nước, trở thành ma đói mà thôi. Quãng ấy cách Đại Việt bảy ngày đường, chừng bảy trăm dặm. Thời Quốc vương trước, hằng năm sai thuyền đánh cá đi dọc theo bãi cát, lượm vàng bạc khí cụ của các thuyền hư tất vào. Mùa thu nước dòng cạn, chảy rút về hướng đông, bị một ngọn sóng đưa đi thuyền có thể trôi xa cả trăm dặm; sức gió chẳng mạnh, sợ có hiểm hoạ Trường Sa."[40][41]
- Năm 1698: Quần đảo trở nên nổi tiếng trong các biên niên sử hàng hải với vụ đắm tàu Amphitrite dưới thời vua Louis XIV trong khi đi từ Pháp sang Trung Quốc.[42]
- Năm 1753: Có 10 người lính của Đội Bắc Hải đến quần đảo Trường Sa: 8 người xuống đảo, còn 2 người thì ở lại canh thuyền. Thình lình cơn bão tới và thuyền bị trôi dạt đến cảng Thanh Lan của Trung Quốc. Chính quyền Trung Hoa cho điều tra, và khi biết các sự kiện, đã cho đưa 2 người lính Việt Nam về. Lê Quý Đôn viết: "Tôi đã từng thấy một đạo công văn của quan chính đường huyện Văn Xương Quỳnh Châu gửi cho Thuận Hóa nói rằng: năm Càn Long thứ 18 (1753), có 10 tên quân nhân xã An Vĩnh tổng Cát Liềm huyện Chương Nghĩa phủ Quảng Ngãi nước An Nam, một ngày tháng 7 đến Vạn lý Trường Sa tìm kiếm các thứ, có 8 tên lên bờ tìm kiếm, chỉ để 2 tên giữ thuyền, bị gió đứt dây thuyền, giạt vào Thanh Lan cảng, quan ở đấy xét thực, đưa trả về nguyên quán...".[37][43]
- Năm 1771, sau khi kiểm soát từ Quảng Ngãi tới Bình Thuận (trên danh nghĩa vẫn thuộc triều Lê), nhà Tây Sơn đã khôi phục đội Hoàng Sa để khai thác tài nguyên và làm chủ hai quần đảo Hoàng Sa và Trường Sa. Đội Hoàng Sa được ấn định số lượng 70 suất và chỉ chọn lấy người xã An Vĩnh. Vua Quang Trung còn chiêu nạp một số người Hoa bị nhà Thanh truy đuổi, gọi là "Tàu ô" để họ cai quản, bảo vệ an ninh vùng Biển Đông cho nhà Tây Sơn[36]
- Năm 1816: Vua Gia Long cho hải đội ra đảo, cắm cờ trên đảo và đo thủy trình. Đại Nam thực lục chép rằng: Tháng 3 năm Bính tý, niên hiệu Gia Long năm thứ 15 [1816], "Sai thủy quân và đội Hoàng Sa đi thuyền ra Hoàng Sa để thăm dò đường thủy."[44][45] Thống đốc Singapore là John Crawfurd, trong quyển sách xuất bản năm 1828, cũng ghi nhận việc Gia Long tuyên bố chủ quyền đối với quần đảo Paracels mà không có sự phản đối.[46]

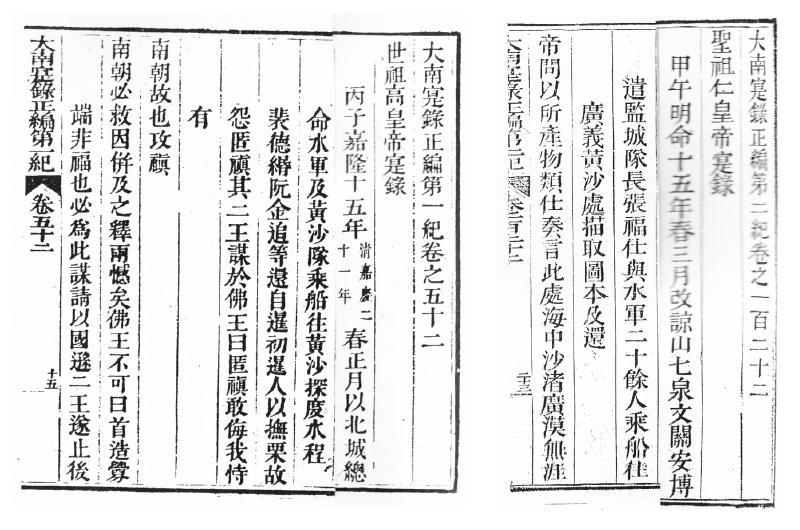
Hai trang sách Đại Nam Thực lục Chính biên (大南實錄), bằng chữ Hán do Quốc sử quán triều Nguyễn biên soạn, viết về việc Nhà Nguyễn Việt Nam chính thức xác lập chủ quyền trên quần đảo Hoàng Sa với tư cách là một quốc gia, gồm: 01 trang ở Đệ nhất kỷ quyển 52 và 01 trang ở Đệ nhị kỷ quyển 122.

- Năm 1835: Vua Minh Mạng cho xây đền, đặt bia đá, đóng cọc, và trồng cây. Đội Hoàng Sa và Đội Bắc Hải được trao nhiều nhiệm vụ hơn: khai thác, tuần tiễu, thu thuế dân trên đảo và nhiệm vụ biên phòng bảo vệ hai quần đảo. Hai đội này tiếp tục hoạt động cho đến khi người Pháp vào Đông Dương.
- Năm 1847-1848: Quản lý hành chính các đảo được duy trì nhằm giúp đỡ các cuộc hải trình và cũng để thu thuế ngư dân trong vùng.[47]

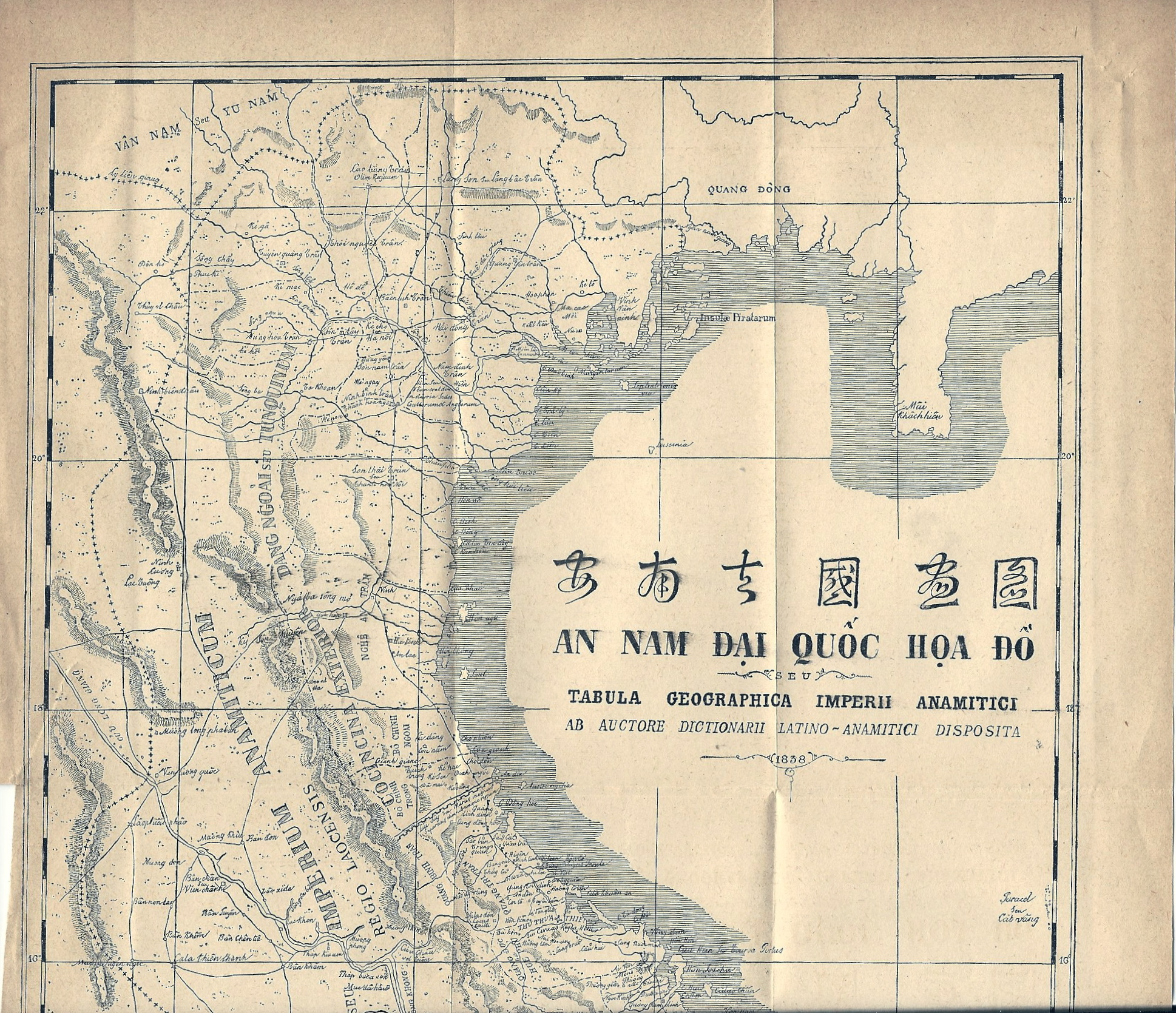
Trong An Nam đại quốc họa đồ (do Giám mục Taberd vẽ, được in trong một cuốn từ điển xuất bản năm 1838) có vẽ một góc của quần đảo Hoàng Sa (rìa phía phải bản đồ) và chú thích bằng dòng chữ cái La tinh (chữ viết tiền thân của chữ viết tiếng Việt hiện đại): "Paracel seu Cát vàng".

Vào thế kỉ thứ 18, bộ sách Phủ Biên Tạp Lục của Lê Quý Đôn đã có nói tới Hoàng Sa và Trường Sa. Cuốn sách này cũng kể việc người Việt Nam đã khai thác hai quần đảo này ngay từ thời Lê mạt. Các tài liệu khác nói về chủ quyền của Việt Nam tại Hoàng Sa và Trường Sa là bộ Hoàng Việt Địa Dư Chí được ấn hành vào năm Minh Mạng thứ 16 tức là năm 1834 và Lịch Triều Hiến Chương Loại Chí của Phan Huy Chú (1782-1840). Sách Hoàng Việt địa dư chí có chép:
Quần đảo Hoàng Sa ở ngoài khơi, các vua đời trước đặt ra đội quân giữ Hoàng Sa gồm 70 người, thường là lấy người xã An Vĩnh (Quảng Ngãi - huyện Bình Sơn - phủ Tư nghĩa) để luôn luôn canh giữ. Hàng năm cứ đến tháng 3 nhận lệnh mang theo lương thực trong 6 tháng rồi dùng 5 chiếc thuyền ra khơi, đi trong 3 ngày 3 đêm thì đến đảo, đến nơi vừa canh giữ, vừa đánh cá mà ăn. Vật báu ở đó rất nhiều, nên đội quân này vừa làm nhiệm vụ canh giữ, vừa khai thác vật báu. Đến tháng 8 thì về, họ vào Cửa Eo (Thuận An) lên tâu nộp ở thành Phú Xuân.
Theo Việt Nam, các học giả Trung Hoa thế kỷ 19, khi viết và vẽ về địa lý các nước trên toàn thế giới cũng không cho rằng các quần đảo Hoàng Sa và Trường Sa thuộc Trung Quốc, thậm chí vài người họ còn ngầm thể hiện cho độc giả hiểu là các quần đảo Hoàng Sa và Trường Sa ngày nay là thuộc Việt Nam. Từ Kế Dư (1795-1873), học giả Trung Quốc đầu tiên thời cận đại thực sự "mở mắt nhìn ra thế giới" (khai nhãn khán thế giới) qua bộ sách lịch sư địa lý mang tên "Doanh hoàn chí lược" (瀛寰志略)ː đã vẽ bản đồ Trung Quốc thời nhà Thanh với cực nam là Quỳnh Châu (đảo Hải Nam), đồng thời trong tập Doanh hoàn chí lược/Á Tế Á Nam Dương tân hải các quốc (Châu Áː các nước ven bờ biển Nam Dương), phần viết về Việt Nam đề cập tới Vạn lý Trường Sa và Thiên lý Thạch Đường là những tên gọi người Trung Quốc thời đó gọi quần đảo Hoàng Sa và quần đảo Trường Sa, cũng viết rõ "Quỳnh (châu) là châu lớn địa đầu" Trung Quốc. Trong Doanh hoàn chí lược (1849), Từ Kế Dư viếtː "... 陳資齋《海國聞見錄》云：「安南以交趾為東京，以廣南為西京。由廈門赴廣南，取道南澳，見廣之魯萬山，瓊之大洲頭，過七洲洋，取廣南外之咕嗶羅山，而至廣南，計水程七十二更。赴交趾則由七洲洋西繞北而進，計水程七十四更。七洲洋在瓊州府萬州之東南，往南洋者必經之路。中國商舶行海，以望見山形為標識。至七洲洋，則浩渺一水，無鳥嶼可認，偏東則犯萬里長沙、千里石塘，偏西則溜入廣南灣。舟行至此，罔不惕惕。風極順利，亦必六七日方能渡過。七洲洋有神鳥，似海雁而小，紅嘴綠腳，尾帶一箭，長二尺許，名曰箭鳥。行舟或迷所向，則飛來導之。」..."(Trần Tư Trai《Hải quốc văn kiến lục》vân：「An Nam dĩ Giao Chỉ vị Đông Kinh，dĩ Quảng Nam vị Tây kinh。do Hạ Môn phó Quảng Nam，thủ đạo nam Áo，kiến quảng chi Lỗ Vạn sơn，Quỳnh chi đại châu đầu，quá Thất Châu Dương，thủ Quảng Nam ngoại chi Cô Tất La sơn，nhi chí Quảng Nam, kế thủy trình thất thập nhị canh。phó Giao Chỉ tắc do Thất Châu Dương tây nhiễu bắc nhi tiến，kế thủy trình thất thập tứ canh。Thất Châu Dương tại Quỳnh Châu phủ Vạn châu chi đông nam，vãng Nam Dương giả tất kinh chi lộ。Trung Quốc thương bạc hành hải，dĩ vọng kiến sơn hình vị tiêu thức。chí Thất Châu Dương，tắc hạo miểu nhất thủy，vô điểu dữ khả nhận，thiên đông tắc phạm Vạn lý Trường Sa、Thiên lý Thạch Đường，thiên tây tắc lưu nhập Quảng Nam loan。chu hành chí thử，võng bất dịch dịch。phong cực thuận lợi，diệc tất lục thất nhật phương năng độ quá。Thất Châu Dương hữu thần điểu，tự hải nhạn nhi tiểu，hồng chủy lục cước，vĩ đái nhất tiễn，trường nhị xích hứa，danh viết tiễn điểu。hành chu hoặc mê sở hướng，tắc phi lai đạo chi。」). Dịch nghĩa làː "...Trần Tư Trai 《Hải quốc văn kiến lục》nói: 《An Nam lấy Giao Chỉ làm Đông Kinh, lấy Quảng Nam làm Tây kinh. Từ Hạ Môn đến Quảng Nam, đi theo đường nam Áo, nhìn rộng ra là Lỗ Vạn sơn, Quỳnh là châu lớn địa đầu, vượt qua Thất Châu Dương, đi theo phía  ngoài Quảng Nam là Cô Tất La sơn, đến Quảng Nam, tính toán thủy trình hết khoảng 72  canh (giờ đi thuyền). Đi đến Giao Chỉ từ Thất Châu Dương tiến tới theo hướng tây vòng sang bắc, tính toán thủy trình hết khoảng 74  canh (giờ đi thuyền). Thất Châu Dương nằm ở phía đông nam của Vạn Châu thuộc phủ Quỳnh Châu, để đến Nam Dương ắt phải đi đường dọc xuống xuyên qua nó. Thuyền buôn Trung Quốc đi biển, trông vào hình non dạng đá (nổi  trên mặt biển) làm tiêu dẫn đường. Tới Thất Châu Dương, lênh đênh trên biển nước bao la, không hề thấy đảo (cồn) chim nào, lệch về phía đông ắt tới Vạn lý Trường Sa và Thiên lý Thạch Đường, lệch về phía tây chắc chảy vào vịnh Quảng Nam. Thuyền đi đến đó (Thất Châu Dương), gặp tại nạn vì không thận trọng cảnh giác. Gió rất thuận lợi, cũng sẽ phải mất 6 đến 7 ngày để có thể vượt qua nó. Thất Châu Dương có chim thần, giống như một con ngỗng (nhạn) biển (lông nhỏ), mỏ đỏ chân xanh, vòng đuôi như mũi tên, dài khoảng hai thước, nên gọi là tiễn điểu. Giúp người đi thuyền hoặc lạc đường trên biển, dò đường theo hướng chim bay.》..." Đại Thanh đế quốc toàn đồ xuất bản năm 1905, tái bản lần thứ tư năm 1910 chỉ vẽ đế quốc Đại Thanh đến đảo Hải Nam. Một tấm bản đồ "Hoàng triều trực tỉnh địa dư bản đồ" xuất bản năm 1904 dưới thời nhà Thanh được tìm thấy gần đây cũng cho thấy quần đảo Hoàng Sa không thuộc Trung Quốc (bản đồ này ghi rõ cực nam của Trung Quốc là đảo Hải Nam. Trung Quốc địa lý học Giáo khoa thư xuất bản năm 1906 viết: "Điểm mút của Trung Hoa ở Đông Nam là bờ biển Nhai Châu, đảo Quỳnh Châu, vĩ tuyến 18°13' Bắc".

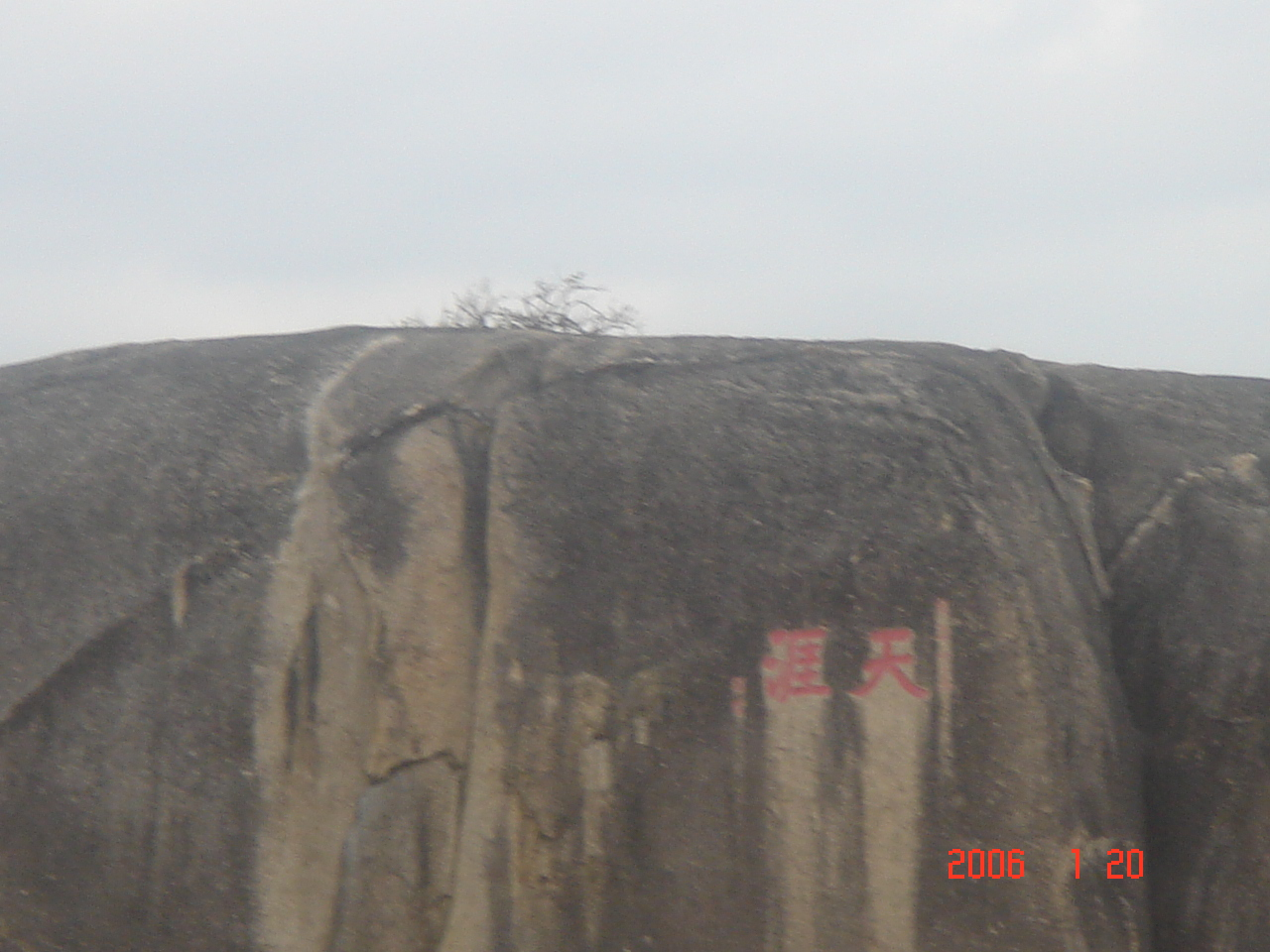
Thiên Nhai (天涯) trong cặp đá Thiên Nhai Hải Giác - chân trời góc biển, nằm ở tận cùng phía nam đảo Hải Nam Trung Quốc được cho là điểm tận cùng của lãnh thổ Trung Hoa từ đầu thế kỷ 20 trở về trước.

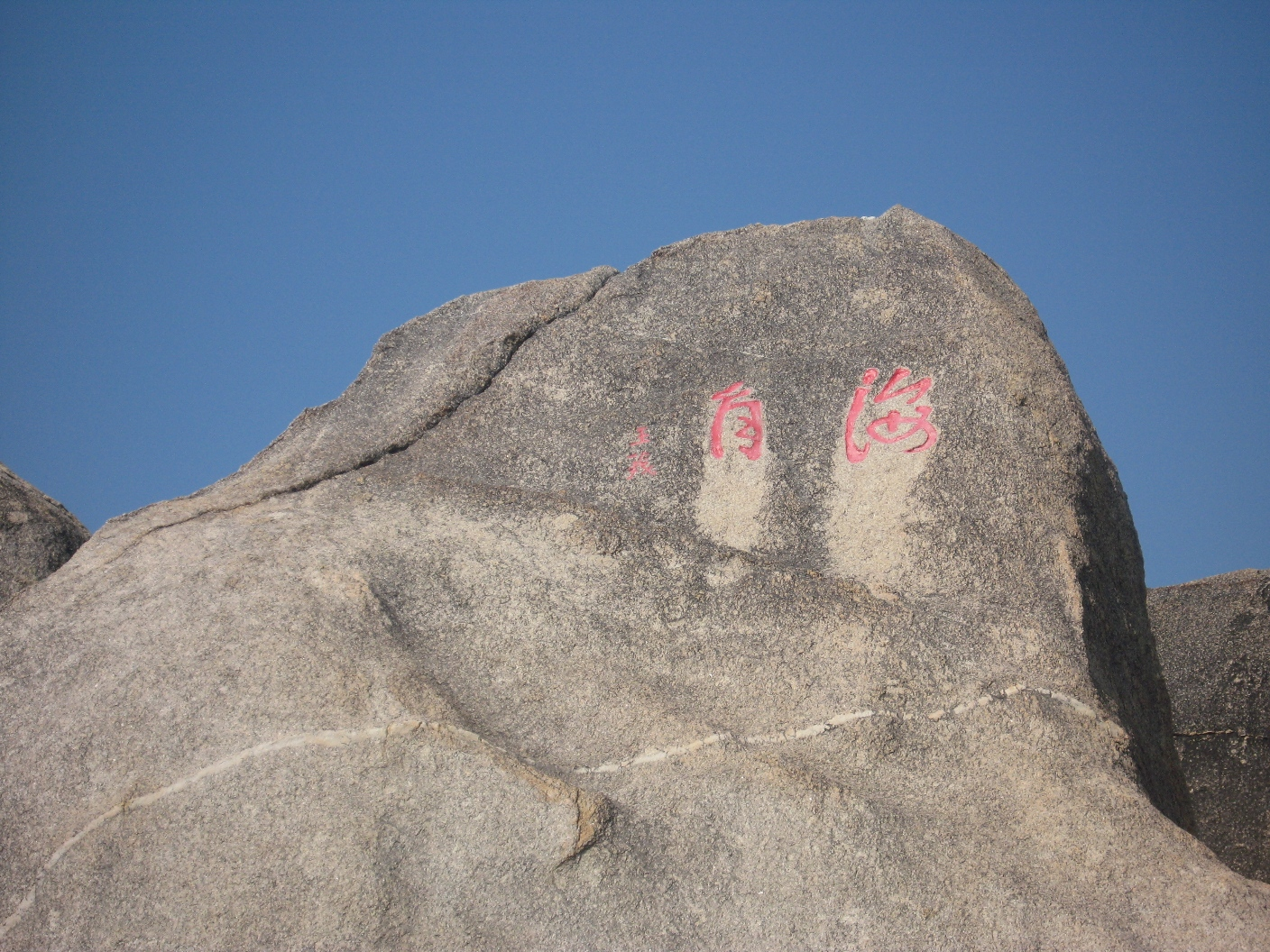
Hải Giác (海角) trong cặp đá Thiên Nhai Hải Giác ở thành phố Tam Á tỉnh Hải Nam Trung Quốc được cho là điểm tận cùng của lãnh thổ Trung Hoa từ đầu thế kỷ 20 trở về trước.

Một trong những nghiên cứu mới nhất của Việt Nam được công bố về Hoàng Sa là luận án tiến sĩ của ông Nguyễn Nhã, đề tài Quá trình xác lập chủ quyền của Việt Nam tại quần đảo Hoàng Sa và Trường Sa, bảo vệ ngày 18 tháng 1 năm 2003 (29 năm sau trận hải chiến giữa Trung Quốc và Việt Nam Cộng hòa) tại trường Trường Đại học Khoa học Xã hội và Nhân văn - Đại học Quốc gia Thành phố Hồ Chí Minh. Ông Nguyễn Nhã nói: "Với luận án tiến sĩ này, tôi thách thức các nhà nghiên cứu các nước, kể cả Trung Quốc, có một đề tài xác lập chủ quyền Hoàng Sa mang tính khoa học được như tôi.".

#### Thời Pháp thuộc

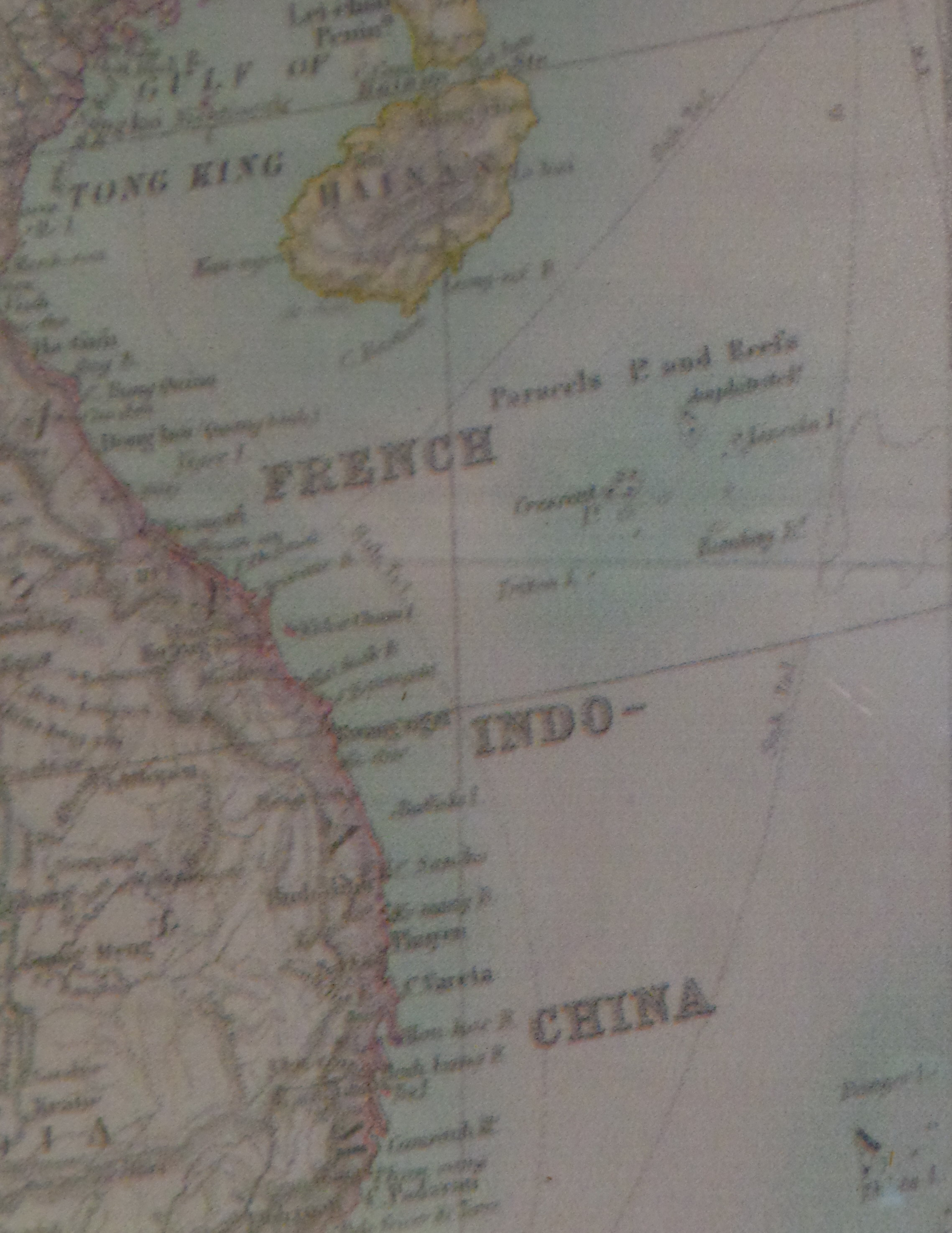
Hoàng Sa (Paracels) trong Đông Dương thuộc Pháp (French Indo-China) vào năm 1914.

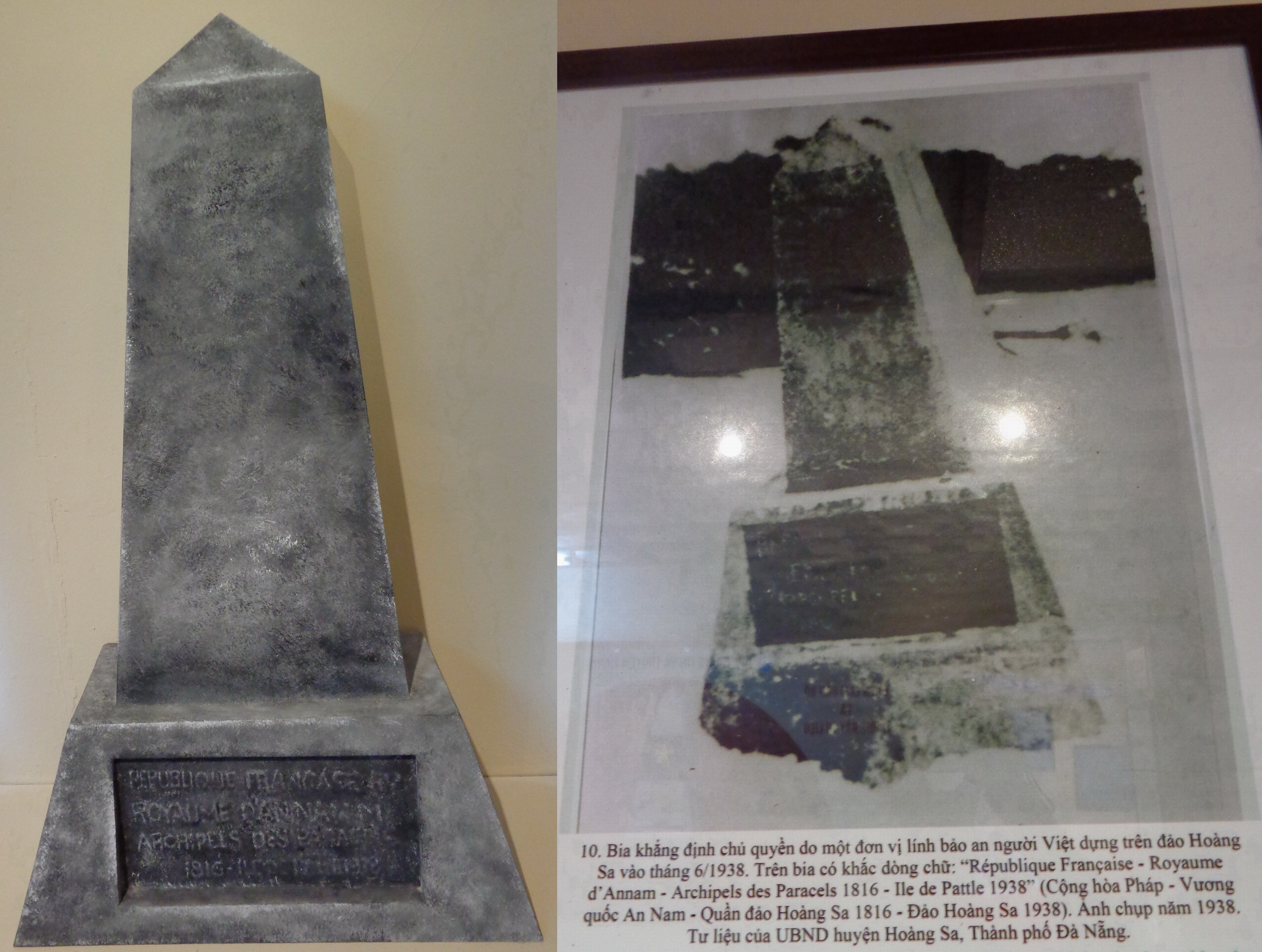
Bia chủ quyền Hoàng Sa của Việt Nam thời Pháp thuộc dựng năm 1938 tại đảo Hoàng Sa của quần đảo Hoàng Sa, khẳng định chủ quyền của Việt Nam trên quần đảo Hoàng Sa (Paracels) liên tục từ năm 1816 (niên hiệu Gia Long thứ 14) đã thuộc chủ quyền của vương quốc An Nam (thời độc lập, quốc hiệu Việt Nam), cho đến thời điểm dựng bia năm 1938 (thời Pháp thuộc, Indochine française).

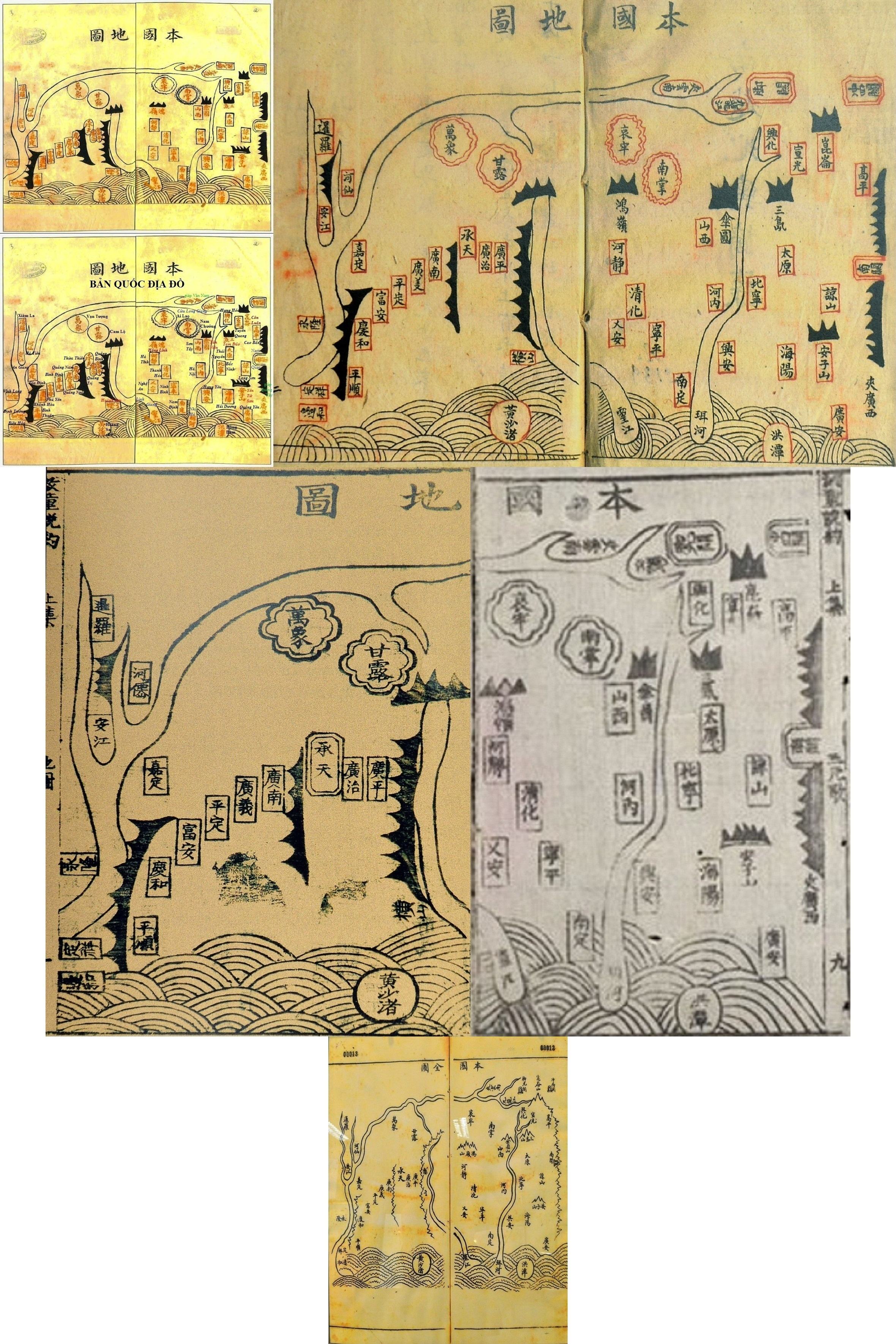
Một số phiên bản bản đồ nước Đại Nam nhà Nguyễn mang tên Bản Quốc Địa Đồ (本國地圖), xuất bản trong nửa cuối thế kỷ 19, đều vẽ Bãi cát vàng (Hoàng Sa chử, 黃沙渚) thuộc Đại Nam (Việt Nam).

- Năm 1884: Hòa ước Patenôtre 1884 buộc triều đình Huế chấp nhận quy chế độ bảo hộ ở Trung và Bắc Kỳ.
- 1881-1884: người Đức tiến hành nghiên cứu có hệ thống tình hình thủy văn của quần đảo Hoàng Sa mà không có yêu sách nào về chủ quyền.[54]
- 9 tháng 6 năm 1885: Hòa ước Thiên Tân kết thúc chiến tranh Pháp-Thanh.
- 26 tháng 6 năm 1887: Pháp và nhà Thanh xúc tiến ấn định biên giới giữa Bắc Kỳ và Trung Hoa.
- 1895 – 1896: Vụ Bellona và Imeji Maru. Hai chiếc tàu Bellona của Đức và Imeji Maru của Nhật vận chuyển đồng bị đắm ở quần đảo Hoàng Sa[54]; một chiếc bị đắm năm 1895 và chiếc kia chìm năm 1896 ở nhóm đảo An Vĩnh. Ngư dân từ đảo Hải Nam ra mót lượm kim loại ở khu vực hai chiếc tàu bị đắm khiến công ty bảo hiểm của hai con tàu với trụ sở ở Anh gửi thư khiển trách nhà chức trách Trung Hoa. Chính quyền Trung Hoa trả lời là Trung Hoa không chịu trách nhiệm, vì Hoàng Sa không phải là lãnh thổ của Trung Hoa, và cũng không phải của An Nam,[55] và về hành chính các đảo đó không được sáp nhập vào bất cứ một huyện nào của đảo Hải Nam và không có nhà chức trách đặc biệt nào "phụ trách về an ninh trên các đảo đó".[56]
- Năm 1899: Toàn quyền Đông Dương Paul Doumer đề nghị chính phủ Pháp xây ngọn hải đăng nhưng không thành vì thiếu ngân sách.[56]
- Đầu năm 1907: Nhật Bản chiếm Đông Sa (Pratas) làm cho các nhà cầm quyền miền Nam Trung Quốc quan tâm đến các đảo trên Biển Đông.
- Tháng 5 năm 1909: Tổng đốc Lưỡng Quảng (nhà Thanh, Trung Quốc) Trương Nhân Tuấn phái đô đốc Lý Chuẩn đem 3 pháo thuyền ra thăm chớp nhoáng (24 giờ) một vài đảo trên quần đảo Hoàng Sa rồi về. Pháp không có một sự phản kháng nào.[57]
- Năm 1920: Công ty Mitsui Busan Kaisha (Nhật) xin phép Pháp khai thác quần đảo Hoàng Sa. Pháp từ chối.
- Bắt đầu năm 1920: Pháp kiểm soát quan thuế và tuần tiễu trên đảo.
- 8 tháng 3 năm 1921: Toàn quyền Đông Dương tuyên bố hai quần đảo: Hoàng Sa và Trường Sa là lãnh thổ của Pháp.[58]
- 30 tháng 3 năm 1921: Thống đốc quân sự Quảng Đông Trần Quýnh Minh cho biết là Chính phủ quân sự miền Nam Trung Quốc ra quyết định sáp nhập về mặt hành chính quần đảo Hoàng Sa (mà họ gọi là Tây Sa) vào đảo Hải Nam. Nước Pháp không phản đối vì chính phủ Quảng Đông không được chính quyền trung ương Trung Quốc và các cường quốc công nhận.[57] Từ đó bắt đầu có sự tranh chấp giữa Trung Quốc và Pháp về chủ quyền trên quần đảo Hoàng Sa, và từ thập niên 1930 trên quần đảo Trường Sa.
- Bắt đầu từ năm 1925: Tiến hành những thí nghiệm khoa học trên đảo do Tiến sĩ A.Krempf, Giám đốc Viện Hải dương học Nha Trang tổ chức thực hiện trên tàu lưới kéo De Lanessan. Sau đó, tàu hải dương học này lại thực hiện nhiệm vụ nghiên cứu lần nữa vào tháng 7 năm 1927.
- Năm 1929: Phái đoàn Perrier Rouville đề nghị xây 4 hải đăng tại 4 góc quần đảo. Từ đó, nhiều chiến hạm Pháp đã tiến hành khảo sát Hoàng Sa: Thông báo hạm La Malicieuse (1930), L'Inconstant (tháng 3 năm 1931), pháo hạm Aviso (tháng 5 năm 1932)[59].
- Năm 1930: Ba tàu Pháp, La Malicieuse, L'Alerte và L'Astrobale, chiếm quần đảo Trường Sa và cắm cờ Pháp trên quần đảo này.
- Năm 1931: Trung Hoa cho đấu thầu việc khai thác phân chim tại quần đảo Hoàng Sa, ban quyền khai thác cho Công ty Anglo-Chinese Development. Ngày 4 tháng 12, chính phủ Pháp đã gửi một thông điệp cho công sứ quán Trung Quốc tại Paris về yêu sách các đảo.[58]
- Trong suốt các năm 1931-1932, Pháp liên tục phản đối việc Trung Quốc đòi hỏi chủ quyền đối với quần đảo Hoàng Sa. Ngày 24 tháng 4 năm 1932, Pháp tiếp tục phản đối ý đồ khai thác phân chim ở Hoàng Sa của Trung Quốc.
- Năm 1932: Nghị định số 156-SC ngày 15 tháng 6 năm 1932 của Toàn quyền Đông Dương Pierre Marie Antoine Pasquier về việc thiết lập quần đảo Hoàng Sa (Paracels) thành một đơn vị hành chánh, sáp nhập với tỉnh Thừa Thiên.[60] Pháp lần lượt đặt một trạm khí tượng trên đảo Phú Lâm (tiếng Pháp: île Boisée) mang số hiệu 48859 và một trạm khí tượng trên đảo Hoàng Sa (tiếng Pháp: île de Pattle) mang số hiệu 48860.
- Năm 1933: Quần đảo Trường Sa được sáp nhập với tỉnh Bà Rịa. Pháp cũng đề nghị với Trung Quốc đưa vấn đề ra Toà án Quốc tế nhưng Trung Quốc từ chối.
- Năm 1935: Lần đầu tiên Trung Quốc chính thức công bố một bản đồ thể hiện cả bốn quần đảo trên Biển Đông là của Trung Quốc. Công hàm của Công sứ Trung Quốc ở Paris gửi Bộ Ngoại giao Pháp năm 1932 còn viết rằng: "Các đảo Tây Sa là bộ phận lãnh thổ Trung Quốc xa nhất về phía Nam".
- Năm 1937, lần thứ 2 sau cuộc khảo sát Hoàng Sa của Lý Chuẩn năm 1909, lấy cớ kiểm tra thông tin về khả năng Nhật Bản có thể chiếm quần đảo Hoàng Sa, nhân sự kiện Lư Câu Kiều, trong ngày 23-24 tháng 6, Trung Hoa Dân Quốc đã cử Hoàng Cường (trưởng khu hành chính số 9) bí mật ra cắm 12 bia đá ngụy tạo chủ quyền tại 4 đảo, đá thuộc quần đảo Hoàng Sa là: đá Bắc, đảo Phú Lâm, đảo Đá và đảo Linh Côn. Tất cả 12 bia đá đều không ghi năm 1937, mà ghi ngụy tạo niên đại các năm 1902, 1912 và 1921[61]. Dẫn tới ngụy tạo chứng cứ về cuộc khảo sát năm 1902 thời nhà Thanh của Trung Quốc, của các nhà sử học thuộc Quân Giải phóng Nhân dân Trung Quốc trong đợt khảo cổ Hoàng Sa những năm 1974-1979[62].
- Năm 1938: Pháp cho đặt bia đá, xây hải đăng, đài khí tượng và đưa đội biên phòng người Việt ra để bảo vệ đảo Hoàng Sa của quần đảo Hoàng Sa. Bia khắc dòng chữ: "République française- Royaume d'Annam- Archipels des Paracels 1816-Île de Pattle 1938".[63] tái khẳng định chủ quyền Việt Nam từ thời Gia Long. Ngày 30 tháng 3 năm 1938, Hoàng đế Đại Nam Bảo Đại ra Dụ số 10 phê chuẩn về việc tách quần đảo Hoàng Sa khỏi địa hạt tỉnh Nam Ngãi, đặt vào tỉnh Thừa Thiên.[64] Đạo dụ ghi rõ: "Các cù lao Hoàng Sa thuộc về chủ quyền nước Nam đã lâu đời và dưới các tiền triều, các cù lao ấy thuộc về địa hạt tỉnh Nam - Ngãi. Nay nhập các cù lao Hoàng Sa vào địa hạt tỉnh Thừa Thiên". Ngày 15 tháng 6, Toàn quyền Đông Dương Jules Brévié đưa ra Nghị định thành lập một đại lý hành chính trên quần đảo Hoàng Sa.[65]
- Năm 1939: Ngày 5 tháng 5, Jules Brévié đã sửa đổi Nghị định trước và thành lập hai đại lý trên quần đảo Hoàng Sa.[65]. Cùng năm, Đế quốc Nhật Bản tấn công và chiếm giữ quần đảo.
- Ngày 9 tháng 3 năm 1945: đơn vị Đông Dương trên quần đảo Hoàng Sa bị Hải quân Nhật bắt làm tù binh.[66]
- Năm 1946: Nhật Bản bại trận, phải rút lui. Người Pháp đưa một phân đội bộ binh đổ bộ từ tàu Savorgnan de Brazza trở lại Hoàng Sa nhưng đơn vị này chỉ ở lại vài tháng.[66]
- Năm 1946: Dựa trên Tuyên bố Cairo và Tuyên bố Potsdam, 4 tàu chiến của Trung Hoa Dân Quốc đổ bộ lên quần đảo với lý do giải giáp quân Nhật. Ngày 7 tháng 1 năm 1947, chính phủ Trung Hoa Dân Quốc tuyên bố họ đã chiếm giữ quần đảo Tây Sa nhưng thực ra mới chỉ chiếm đảo Phú Lâm (Woody Island) mà họ gọi là đảo Vĩnh Hưng. Pháp phản đối và gửi quân Pháp-Việt trở lại đảo.
- Năm 1947: Ngày 17 tháng 1, pháo hạm Le Tonkinois của Hải quân Pháp đến quần đảo Hoàng Sa để đòi quân đội Tưởng Giới Thạch rút khỏi đây. Khi yêu cầu này bị từ chối, quân Pháp bèn đổ 10 quân nhân Pháp và 17 quân nhân Việt Nam chiếm giữ đảo Hoàng Sa (Pattle Island). Chính phủ Trung Quốc phản kháng và cuộc thương lượng được tiến hành từ ngày 25 tháng 2 đến ngày 4 tháng 7 ở Paris. Tại đây, Trung Quốc đã không chấp nhận việc sử dụng Trọng tài quốc tế giải quyết do Pháp đề xuất. Ngày 1 tháng 12, Tưởng Giới Thạch ký một sắc lệnh đặt tên Trung Quốc cho hai quần đảo Hoàng Sa và Trường Sa và đặt chúng thuộc lãnh thổ Trung Quốc.[67]
- Tháng 4 năm 1950: Quân đội Tưởng Giới Thạch rút khỏi đảo Phú Lâm.

#### Giai đoạn Chiến tranh Đông Dương (1945-1954)
- Ngày 14 tháng 10 năm 1950: Chính phủ Pháp chính thức chuyển giao quyền kiểm soát quần đảo Trường Sa và quần đảo Hoàng Sa cho chính phủ Quốc gia Việt Nam, do Bảo Đại đứng đầu.
- Ngày 6 tháng 9 năm 1951: Tại Hội nghị San Francisco về Hiệp ước Hoà bình với Nhật Bản, vốn không chính thức xác định rõ các quốc gia nào có chủ quyền trên quần đảo, Thủ tướng kiêm Bộ trưởng Bộ Ngoại giao Quốc gia Việt Nam Trần Văn Hữu tuyên bố rằng cả quần đảo Trường Sa và quần đảo Hoàng Sa đều thuộc lãnh thổ Việt Nam, và không gặp phải kháng nghị hay bảo lưu nào từ 51 nước tham dự hội nghị. Tại hội nghị này, đại biểu Liên Xô đã đề nghị trao hai quần đảo Hoàng Sa, Trường Sa cho Trung Quốc, nhưng đề nghị này đã bị bác bỏ với 46 phiếu chống, 3 phiếu thuận. Do tranh cãi giữa các nước có tuyên bố chủ quyền và xét thấy không nước nào có đủ chứng cứ pháp lý nên hội nghị San Francisco đã không công nhận chủ quyền của bất kỳ nước nào ở Hoàng Sa, quần đảo được xem là vô chủ, và văn kiện của hội nghị ký ngày 8 tháng 9 năm 1951 chỉ ghi về hai quần đảo là "Nhật Bản từ bỏ mọi quyền, danh nghĩa và đòi hỏi đối với hai quần đảo".

#### Giai đoạn Chiến tranh Việt Nam (1954-1975)

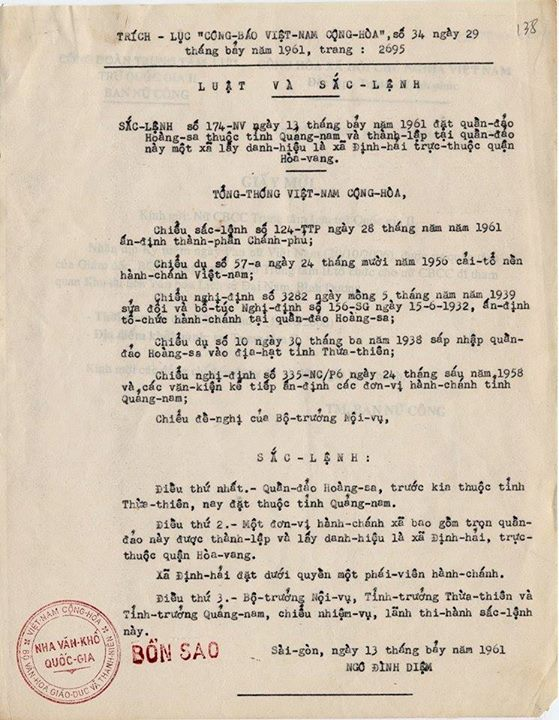
Sắc lệnh 174-NV của Tổng thống Ngô Đình Diệm quyết định Hoàng Sa là một phần của tỉnh Quảng Nam

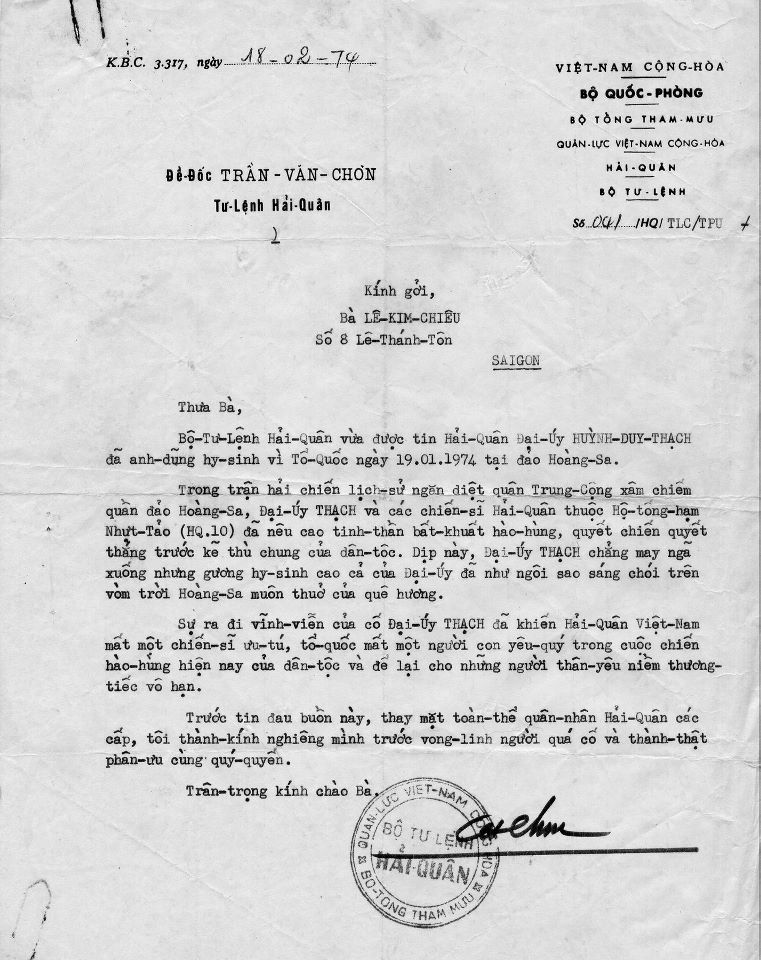
Thư chia buồn của đề đốc Trần Văn Chơn

- Năm 1954 - Hiệp định Genève quy định lấy vĩ tuyến 17 làm ranh giới quân sự tạm thời (bao gồm cả trên đất liền và trên biển). Quần đảo Hoàng Sa nằm ở phía Nam vĩ tuyến 17, được giao cho chính quyền Liên Hiệp Pháp quản lý. Năm 1956, sau khi Pháp hoàn tất rút quân khỏi Việt Nam, Quốc gia Việt Nam (quốc trưởng Bảo Đại đứng đầu) đứng ra quản lý.
- Năm 1956, Trung Quốc cho quân chiếm giữ toàn bộ phía Đông quần đảo Hoàng Sa bao gồm Phú Lâm và Linh Côn.
- Ngày 26 tháng 10 năm 1956: Quốc hội Lập hiến Quốc gia Việt Nam chính thức ban hành Hiến pháp đổi tên Quốc gia Việt Nam thành Việt Nam Cộng hòa, kế thừa Quốc gia Việt Nam quản lý quần đảo Hoàng Sa. Riêng hai đảo lớn nhất là đảo Phú Lâm và Linh Côn đã bị Cộng hoà Nhân dân Trung Hoa đưa quân ra đóng trước khi quân đội Việt Nam Cộng hòa ra đóng quân. Việt Nam Cộng hòa đã đảm nhiệm việc quản lý hai quần đảo Hoàng Sa và quần đảo Trường Sa theo đúng văn bản Hiệp định Genève năm 1954 quy định.
- Trong thời gian này, chính phủ Việt Nam Cộng hòa luôn tuyên bố và duy trì các quyền chủ quyền của mình một cách liên tục đối với hai quần đảo Hoàng Sa và Trường Sa bằng các hoạt động nhà nước.
- Ngày 1 tháng 6 năm 1956: Ngoại trưởng Việt Nam Cộng hoà Vũ Văn Mẫu tiếp tục tuyên bố chủ quyền của Việt Nam trên cả hai quần đảo.[68][69]
- Ngày 22 tháng 8 năm 1956: Một đơn vị hải quân Việt Nam Cộng hòa cắm cờ trên quần đảo Trường Sa và dựng bia đá.[69]
- Ngày 4 tháng 9 năm 1958: Thủ tướng Cộng hòa Nhân dân Trung Hoa Chu Ân Lai công bố quyết định của Chính phủ Trung Quốc nới rộng lãnh hải ra 12 hải lý, có đính kèm bản đồ đường ranh giới lãnh hải tính từ lục địa và các hải đảo thuộc Trung Quốc trong đó có Hoàng Sa và Trường Sa.[70]
- Ngày 14 tháng 9 năm 1958, Thủ tướng Việt Nam Dân chủ Cộng hòa Phạm Văn Đồng gửi công hàm cho Thủ tướng Chu Ân Lai với nội dung: "Chính phủ nước Việt Nam Dân chủ Cộng hòa ghi nhận và tán thành bản tuyên bố ngày 4 tháng 9 năm 1958 của Chính phủ nước Cộng hòa Nhân dân Trung Hoa quyết định về hải phận của Trung Quốc". Công hàm này cũng đăng trên báo Nhân dân ngày 22 tháng 9 cùng năm.[71] Ngoài ra, sau này, Trung Quốc cũng đã nêu một số tài liệu khác mà họ cho là Việt Nam Dân chủ Cộng hòa phổ biến để làm bằng cớ về sự thỏa thuận nhượng biển của Hà Nội.[72] Theo báo Đại Đoàn Kết, một tờ báo chính thống của nước Cộng hòa Xã hội chủ nghĩa Việt Nam thì, Bắc Kinh (tức Cộng hòa Nhân dân Trung Hoa) đã diễn giải công hàm của Phạm Văn Đồng một cách xuyên tạc, khi nội dung công hàm không đề cập đến Hoàng Sa và Trường Sa, không hề tuyên bố từ bỏ chủ quyền với 2 quần đảo này, mà chỉ công nhận hải phận 12 hải lý của Trung Quốc, một hành động ngoại giao hữu nghị của Việt Nam Dân chủ Cộng hòa đối với Bắc Kinh trong bối cảnh căng thẳng giữa Bắc Kinh với Đài Loan (tức Trung Hoa Dân Quốc) đang gia tăng ở eo biển Đài Loan. Về phương diện luật pháp quốc tế, Hoàng Sa và Trường Sa, vào thời điểm 1958-1975, không thuộc quyền quản lý của Việt Nam Dân chủ Cộng hòa, mà trên danh nghĩa thuộc quyền quản lý của 2 chính phủ tồn tại song song ở miền Nam Việt Nam khi đó (Việt Nam Cộng hòa và Cộng hòa Miền Nam Việt Nam), nên trong tranh chấp 2 quần đảo này vào thời điểm năm 1958 đến năm 1975, lời tuyên bố của Việt Nam Dân chủ Cộng hòa được xem như của một quốc gia thứ ba không có ảnh hưởng đến vụ tranh chấp.[73][74]
- Ngày 13 tháng 7 năm 1961: Tổng thống Việt Nam Cộng hòa Ngô Đình Diệm ban hành sắc lệnh số 174 NV, trong đó ấn định: "Quần đảo Hoàng Sa thuộc tỉnh Quảng Nam. Một đơn vị hành chánh xã bao gồm trọn quần đảo này được thành lập và lấy danh hiệu là xã Định Hải trực thuộc quận Hòa Vang. Xã Định Hải đặt dưới quyền một phái viên hành chánh".
- Ngày 21 tháng 10 năm 1969: Thủ tướng Chính phủ Việt Nam Cộng hòa ký nghị định số 709-BNV/HCĐP để "Sáp nhập xã Định Hải thuộc quận Hòa Vang tỉnh Quảng Nam vào xã Hòa Long cùng quận".
- Ngày 19 tháng 1 năm 1974, quân đội Trung Quốc tấn công quân đồn trú Việt Nam Cộng hòa và chiếm các đảo phía tây thuộc quần đảo Hoàng Sa trong trận Hải chiến Hoàng Sa năm 1974. Từ thời điểm này Cộng hòa Nhân dân Trung Hoa chiếm đóng toàn bộ quần đảo Hoàng Sa.[75]
- Ngày 20 tháng 1 năm 1974: Chính phủ Cách mạng Lâm thời Cộng hòa Miền Nam Việt Nam (Mặt trận Dân tộc Giải phóng miền Nam) đã ra bản tuyên bố phản đối hành động này của phía Trung Quốc.[76]
- Ngày 14 tháng 2 năm 1974: Việt Nam Cộng hòa ra tuyên cáo[77] tuyên bố chủ quyền đối với hai quần đảo Hoàng Sa và Trường Sa.
- Năm 1975: Bộ Ngoại giao Việt Nam Cộng hòa công bố một bạch thư (sách trắng)[78] trình bày những chứng cớ lịch sử và xác định chủ quyền pháp lý của Việt Nam đối với hai quần đảo Hoàng Sa và Trường Sa.

#### Thời Cộng hoà Xã hội Chủ nghĩa Việt Nam

Biển Đông với các khu vực và tài nguyên tranh chấp giữa các nước

- Ngày 2 tháng 7 năm 1976: Việt Nam thống nhất dưới tên gọi mới Cộng hoà xã hội chủ nghĩa Việt Nam. Từ đó, với tư cách kế thừa quyền sở hữu các quần đảo từ chính quyền Cộng hòa miền Nam Việt Nam, Nhà nước CHXHCN Việt Nam có trách nhiệm duy trì việc bảo vệ chủ quyền trên quần đảo Hoàng Sa và Trường Sa và đã ban hành nhiều văn bản pháp lý quan trọng liên quan trực tiếp đến hai quần đảo.
- Cùng với bản Hiến pháp các năm 1980, 1992, Luật biên giới quốc gia năm 2003, Tuyên bố của Chính phủ Cộng hòa Xã hội chủ nghĩa Việt Nam ngày 12 tháng 11 năm 1977 về lãnh hải, vùng tiếp giáp, vùng đặc quyền kinh tế và thềm lục địa của Việt Nam, Tuyên bố của Chính phủ ngày 12 tháng 11 năm 1982 về đường cơ sở dùng để tính chiều rộng lãnh hải Việt Nam đều khẳng định hai quần đảo Hoàng Sa và Trường Sa là một bộ phận của lãnh thổ Việt Nam.
- Trong các năm 1979, 1981 và 1988, Bộ Ngoại giao Việt Nam đều có công bố các Bạch thư về chủ quyền của Việt Nam trên các quần đảo Hoàng Sa và Trường Sa.
- Ngày 9 tháng 12 năm 1982: Hội đồng Bộ trưởng nước Cộng hòa Xã hội chủ nghĩa Việt Nam ra Nghị định tổ chức quần đảo Hoàng Sa thành huyện đảo Hoàng Sa thuộc tỉnh Quảng Nam - Đà Nẵng.
- Nghị quyết ngày 6 tháng 11 năm 1996 tại kỳ họp thứ X Quốc hội khoá IX nước Cộng hòa xã hội chủ nghĩa Việt Nam tách huyện Hoàng Sa khỏi tỉnh Quảng Nam - Đà Nẵng cũ, sáp nhập vào thành phố Đà Nẵng trực thuộc Trung ương.
- Ngày 23 tháng 6 năm 1994; Quốc hội Việt Nam khoá IX, kỳ họp thứ 5 phê chuẩn Công ước của Liên hợp quốc về Luật biển năm 1982 có nghị quyết nêu rõ: "Quốc hội một lần nữa khẳng định chủ quyền của Việt Nam đối với hai quần đảo Hoàng Sa và Trường Sa và chủ trương giải quyết các bất đồng liên quan đến Biển Đông thông qua thương lượng hòa bình, trên tinh thần bình đẳng, hiểu biết và tôn trọng lẫn nhau, tôn trọng pháp luật quốc tế, đặc biệt là Công ước của Liên hợp quốc về Luật biển năm 1982, tôn trọng chủ quyền và quyền tài phán của các nước ven biển đối với vùng đặc quyền kinh tế và thềm lục địa, trong khi nỗ lực thúc đẩy đàm phán để tìm giải pháp cơ bản lâu dài, các bên liên quan cần duy trì ổn định trên cơ sở giữ nguyên hiện trạng, không có hành động làm phức tạp thêm tình hình, không sử dụng vũ lực hoặc đe doạ sử dụng vũ lực". Quốc hội nhấn mạnh: "Cần phân biệt vấn đề giải quyết tranh chấp quần đảo Hoàng Sa, quần đảo Trường Sa với các vấn đề bảo vệ các vùng biển và thềm lục địa thuộc chủ quyền, quyền chủ quyền và quyền tài phán của Việt Nam, căn cứ vào những nguyên tắc và những tiêu chuẩn của Công ước của Liên hợp quốc về Luật biển năm 1982".
- Ngày 4 tháng 11 năm 2002: Tại Phnom Penh (Campuchia), Việt Nam cùng các quốc gia trong khối ASEAN và Trung Quốc đã ký kết Tuyên bố về ứng xử các bên ở Biển Đông (DOC), đánh dấu một bước tiến quan trọng trong việc giải quyết các vấn đề trên biển và duy trì ổn định ở khu vực.
- Ngày 21 tháng 6 năm 2012: Quốc hội Việt Nam khóa XIII, kỳ họp thứ 3 bỏ phiếu thông qua Luật Biển, gồm 7 chương, 55 điều. Ngay ở Điều 1 luật đã khẳng định chủ quyền của Việt Nam đối với hai quần đảo Hoàng Sa và Trường Sa.[79]

## Tranh chấp chủ quyền

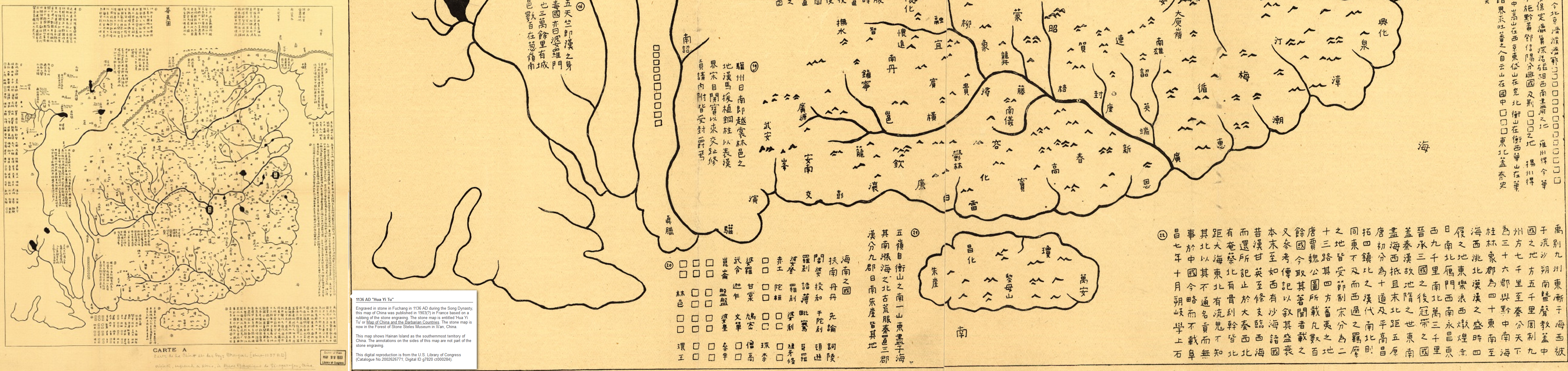
Bản đồ cổ của Trung Quốc thời nhà Tống (1136) cho thấy đảo Hải Nam là cực nam của lãnh thổ Trung Quốc. (Lãnh thổ Trung Quốc (1136) không bao gồm các quần đảo trên biển Đông: Hoàng Sa, Trường Sa.

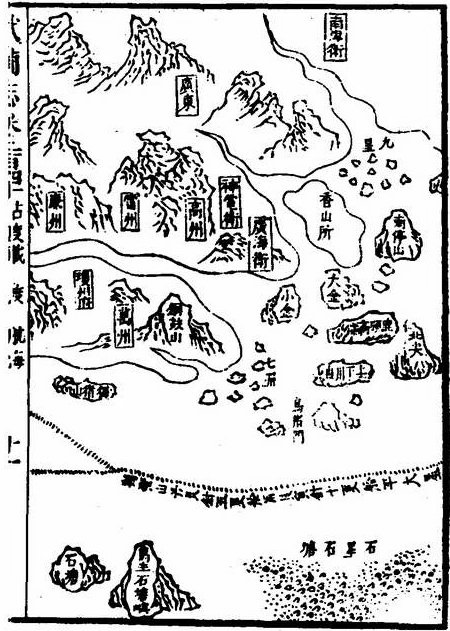
Bản đồ của Mao Khôn (茅坤) (thế kỉ 17), nhưng được cho là của Trịnh Hòa, có ghi địa danh Vạn Lý Thạch Đường (万里石塘) mà Trung Quốc cho là quần đảo Hoàng Sa ngày nay (mà họ gọi là Tây Sa quần đảo).

Quần đảo Hoàng Sa nằm giữa một khu vực có tiềm năng cao về hải sản nhưng không có dân bản địa sinh sống. Vào năm 1932, chính quyền Pháp ở Đông Dương chiếm giữ quần đảo này và Việt Nam tiếp tục nắm giữ chủ quyền cho đến năm 1974 (trừ hai đảo Phú Lâm và Linh Côn do Trung Quốc chiếm giữ từ năm 1956). Trung Quốc chiếm giữ toàn bộ Hoàng Sa từ năm 1974 sau khi dùng hải quân, lính thủy đánh bộ và không quân tấn công căn cứ quân sự của Việt Nam Cộng Hoà ở nhóm đảo phía tây trong Hải chiến Hoàng Sa 1974. Đài Loan và Việt Nam cũng đang tuyên bố chủ quyền đối với quần đảo này.
Tháng 1 năm 1982, Bộ Ngoại giao Việt Nam đã công bố sách trắng Quần đảo Hoàng Sa và quần đảo Trường Sa: lãnh thổ Việt Nam, trong đó nêu nhiều lý lẽ chứng minh Hoàng Sa là của Việt Nam.
Theo chính phủ Việt Nam, có rất nhiều bằng chứng nghiên cứu độc lập khác cho thấy Hoàng Sa là của Việt Nam. Gần đây nhất đã phát hiện chứng cứ rất rõ ràng là sắc chỉ của triều đình nhà Nguyễn liên quan đến việc canh giữ quần đảo Hoàng Sa được gia tộc họ Đặng ở huyện đảo Lý Sơn, Quảng Ngãi, gìn giữ suốt 174 năm qua, nay trao lại cho Sở Văn hóa - Thể thao và Du lịch tỉnh. Đây là sắc chỉ của vua Minh Mạng (triều Nguyễn), phái một đội thuyền gồm 3 chiếc với 24 lính thủy ra canh giữ đảo Hoàng Sa vào ngày 15 tháng 4 năm Minh Mạng thứ 15 (tức năm Ất Mùi, 1835).
Vào tháng 7/2012, báo chí Việt Nam đưa ra bằng chứng về chủ quyền của Việt Nam đối với các quần đảo ở Biển Đông đó là tấm bản đồ của Nhà Thanh xuất bản năm 1904 trong đó điểm cực nam của Trung Hoa chỉ dừng lại ở đảo Hải Nam mà không hề có Tây Sa hay Nam Sa mà Trung Quốc đang cố gắng chiếm giữ.
Tuy nhiên bên phía Trung Quốc cũng khẳng định chủ quyền bằng cách đưa ra các thông tin về một quần đảo ngoài khơi biển Nam Hải theo nhiều tài liệu xuất hiện từ rất sớm về như Nguyên sử (元史) hay Trịnh Hòa hàng hải đồ (郑和航海图). Trong bản đồ thời Trịnh Hòa phía Trung Quốc đưa ra nhằm chứng minh cho chủ quyền của Trung Quốc, họ cho rằng địa danh Vạn Lý Thạch Đường (万里石塘) là quần đảo Hoàng Sa ngày nay (塘/唐 chữ Hán nôm đều được dịch là "đường" hay "đàng"), điều này đã được nhiều tài liệu của Việt Nam phản bác lại, trong bản đồ này không hề tồn tại cái tên Tây Sa Quần Đảo (西沙群島).

Vào ngày 1 tháng 5 năm 2014, Cộng hòa Nhân dân Trung Hoa đưa giàn khoan HD-981 vào khu vực biển Đông gần quần đảo Hoàng Sa dẫn tới việc nhà nước Cộng hòa Xã hội chủ nghĩa Việt Nam ra tuyên bố phản đối, đồng thời tàu thuyền của hai quốc gia đã xảy ra một số va chạm.
Nhiều học giả quốc tế đã nghiên cứu về các các bằng chứng mà 2 bên đưa ra. Valencia & ctg (1999) cho rằng các bằng chứng của Việt Nam cũng giống như Trung Quốc - "thưa thớt, mang tính giai thoại và không thuyết phục".

## Quan điểm của Hoa Kỳ
Hoa Kỳ không phải là một bên tranh chấp chủ quyền ở quần đảo Hoàng Sa, cũng không tuyên bố ủng hộ bất kỳ nước nào có tranh chấp ở quần đảo này, và Hoa Kỳ còn tuyên bố tàu thuyền của các nước có quyền hàng hải tự do trên biển Đông phù hợp với luật pháp quốc tế. Năm 2016 Hoa Kỳ đã 4 lần thực hiện quyền tự do hàng hải trên những vùng biển của biển Đông gần các quần đảo Trường Sa và quần đảo Hoàng Sa mà Trung Quốc có tranh chấp chủ quyền với các quốc gia khác, trong đó có Việt Nam.
Nhiều lần Hoa Kỳ cho tàu đi gần quần đảo Hoàng Sa, dưới đây là danh sách có thể chưa đầy đủ:
- Lần đầu tiên, ngày 31 tháng 1 năm 2016, tàu đi xuyên qua vùng 12 hải lý quanh đảo Tri Tôn.[84]
- Lần thứ hai, ngày 21 tháng 10 năm 2016, tàu đi bên ngoài 12 hải lý các quanh các đảo và đá thuộc quần đảo Hoàng Sa.[85][86]
- Ngày 27 tháng 5 năm 2018, hai tàu chiến đi vào vùng 12 hải lý của các đảo Cây, Linh Côn, Tri Tôn, và Phú Lâm sau khi Trung Quốc điều oanh tạc cơ chiến lược H-6K diễn tập cất hạ cánh chớp nhoáng trên đường băng trên đảo Phú Lâm.[87]

Tháng 2/2021, tàu khu trục USS John S. McCain chạy ngang qua biển Đông, chính phủ Hoa Kỳ tuyên bố hành động này "đã khẳng định các quyền và tự do hàng hải trong vùng lân cận của quần đảo Hoàng Sa, phù hợp với luật pháp quốc tế" và thách thức "những hạn chế bất hợp pháp và vô căn cứ đối với việc hải hành trên biển do Trung Quốc, Đài Loan và Việt Nam áp đặt".

## Tổ chức hành chính

Hoàng triều trực tỉnh địa dư toàn đồ, do nhà Thanh Trung Quốc in năm 1904, có ghi cực nam lãnh thổ Trung Quốc năm 1904 là đảo Hải Nam.

### Việt Nam
Việt Nam tổ chức quần đảo thành huyện đảo Hoàng Sa thuộc thành phố Đà Nẵng.
- Ngày 15 tháng 6 năm 1932, Toàn quyền Đông Dương ra Nghị định số 156/SC, thiết lập đại lý hành chính ở Hoàng Sa (délégation administrative des Paracels).
- Trước năm 1938, quần đảo Hoàng Sa thuộc phủ Quảng Nghĩa, tỉnh Quảng Nam.
- Ngày 30 tháng 3 năm 1938, vua Bảo Đại ký đạo dụ chuyển Hoàng Sa về tỉnh Thừa Thiên.
- Ngày 5 tháng 5 năm 1939, Toàn quyền Đông Dương Jules Brévié chia quần đảo thành hai đại lý hành chính gồm: délégation du Croissant et dépendences (đại lý Trăng Khuyết và phụ cận, đặt trụ sở tại đảo Hoàng Sa) và délégation de l'Amphitrite et dépendences (đại lý An Vĩnh và phụ cận, đặt trụ sở tại đảo Phú Lâm).
- Ngày 13 tháng 7 năm 1961, Tổng thống Ngô Đình Diệm ban hành sắc lệnh số 175-NV đặt tên là xã Định Hải, quận Hòa Vang, tỉnh Quảng Nam.
- Nghị định số 709-BNV-HC ngày 21 tháng 10 năm 1969 của Thủ tướng Chính phủ Việt Nam Cộng hòa đã sáp nhập xã Định Hải vào xã Hòa Long cũng thuộc quận Hòa Vang, tỉnh Quảng Nam.
- Từ năm 1982 là huyện đảo thuộc tỉnh Quảng Nam-Đà Nẵng và từ năm 1996 thuộc thành phố Đà Nẵng.

Huyện đảo Hoàng Sa, được thành lập từ tháng 1 năm 1997, là một quần đảo san hô nằm cách thành phố Đà Nẵng 170 hải lý (khoảng 315 km), bao gồm các đảo: đảo Hoàng Sa, đá Bắc, đảo Hữu Nhật, đảo Đá Lồi, đảo Bạch Quy, đảo Tri Tôn, đảo Cây, đảo Bắc, đảo Giữa, đảo Nam, đảo Phú Lâm, đảo Linh Côn, đảo Quang Hòa, cồn Bông Bay, cồn Quan Sát, cồn cát Tây, đá Chim Yến. Huyện đảo Hoàng Sa có diện tích: 305 km², chiếm 24,29% diện tích thành phố Đà Nẵng.
Ngày 21 tháng 4 năm 2009, Chủ tịch ủy ban nhân dân thành phố Đà Nẵng ký quyết định bổ nhiệm Chủ tịch ủy ban nhân dân huyện đảo Hoàng Sa nhiệm kỳ 2009-2014 đối với ông Đặng Công Ngữ. Cùng ngày, thành phố Đà Nẵng cũng tổ chức lễ bổ nhiệm chủ tịch huyện đảo Hoàng Sa. Bộ máy cán bộ chuyên trách của chính quyền huyện đảo Hoàng Sa sẽ được thiết lập theo quy định của pháp luật Việt Nam. Trước mắt, chính quyền huyện đảo Hoàng Sa sẽ hoạt động tại trụ sở của Sở Nội vụ Đà Nẵng.
Tại Thành phố Hồ Chí Minh, một con đường dọc bờ kênh Nhiêu Lộc - Thị Nghè được đặt tên là Hoàng Sa.

### Trung Quốc
Về mặt hành chính, từ năm 1959, chính quyền Cộng hòa Nhân dân Trung Hoa quy thuộc quần đảo Hoàng Sa vào Văn phòng quần đảo Tây Sa, Nam Sa và Trung Sa (西南中沙群岛办事处 Tây Nam Trung Sa quần đảo biện sự xứ), đặt dưới quyền quản lý của khu hành chính Hải Nam thuộc tỉnh Quảng Đông. Đến năm 1988, khi Hải Nam tách khỏi Quảng Đông để trở thành một tỉnh riêng biệt, Văn phòng quần đảo Tây Sa, Nam Sa và Trung Sa trực thuộc tỉnh Hải Nam. Ngày 21 tháng 6 năm 2012, Quốc vụ viện Trung Quốc đã chính thức phê chuẩn thành lập thành phố cấp địa khu Tam Sa, thay thế Văn phòng quần đảo Tây Sa, Nam Sa và Trung Sa. Đảo Phú Lâm là nơi đặt trụ sở các cơ quan của chính quyền nhân dân thành phố Tam Sa. Ngày 18 tháng 4 năm 2020, Trung Quốc tuyên bố thành phố Tam Sa thành lập hai quận: quận Tây Sa và quận Nam Sa, trong đó quận Tây Sa quản lý quần đảo Hoàng Sa và bãi Macclesfield (Trung Quốc gọi là quần đảo Trung Sa), chính phủ nhân dân quận Tây Sa đóng trên đảo Phú Lâm.
Trung Quốc tuyên bố kế hoạch mở cửa du lịch quần đảo vào năm 1997, mở rộng những cảng nhỏ ở đảo Phú Lâm và đảo Quang Ảnh. Tại Phú Lâm có một sân bay với đường băng dài 1.200 m.

## Các tài liệu từ các nước khác

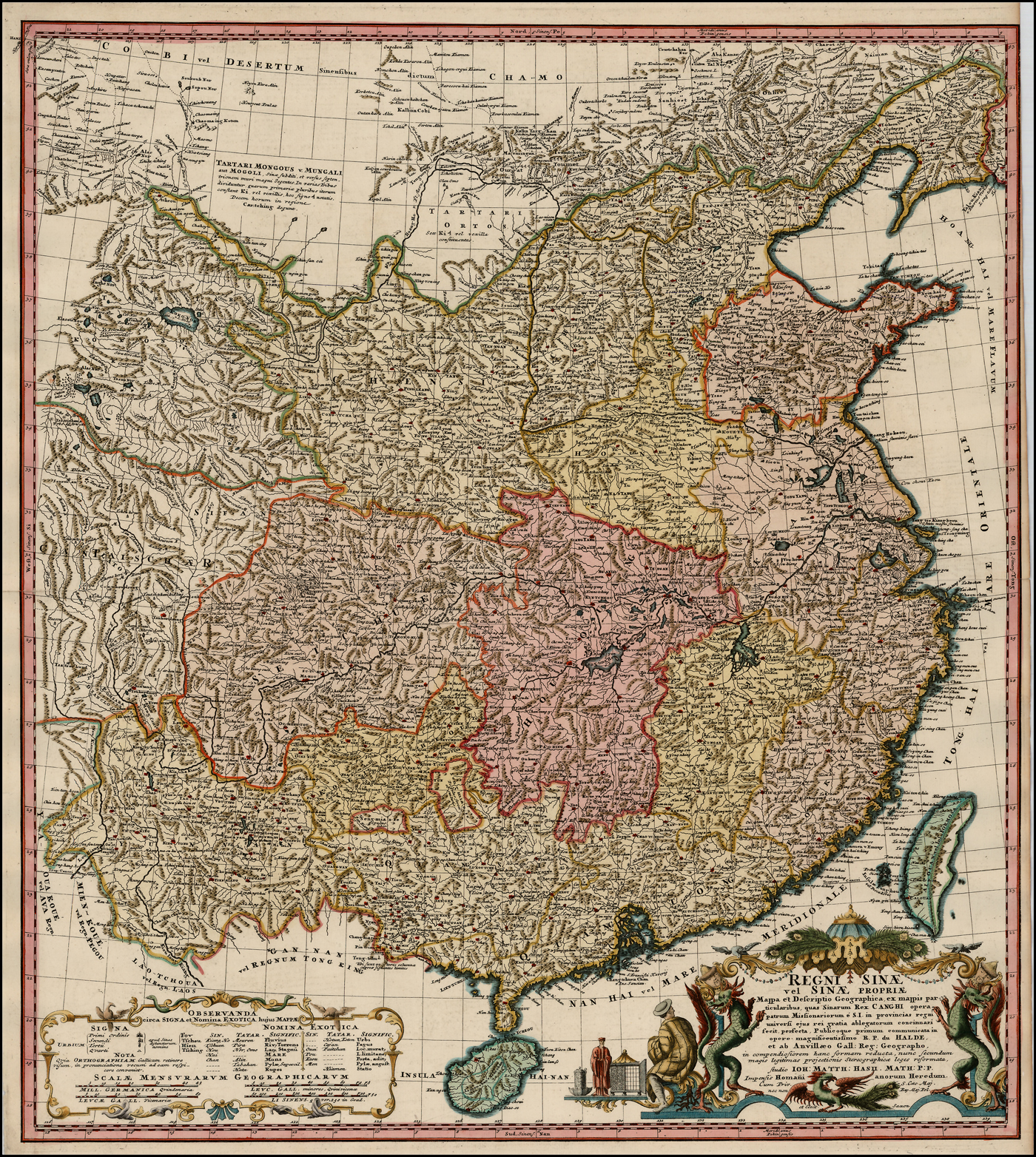
Bản đồ Trung Quốc năm 1740 là bản sao nguyên gốc của bản đồ d'Anville 1735, do Thủ tướng Đức Angela Merkel tặng Chủ tịch Trung Quốc Tập Cận Bình năm 2014. Lãnh thổ nhà Thanh Trung Quốc (đầu thời Càn Long khoảng 1735-1740, thời cực thịnh, đương thời chúa Nguyễn Việt Nam khai thác Hoàng Sa), không bao gồm quần đảo Hoàng Sa (Paracels).

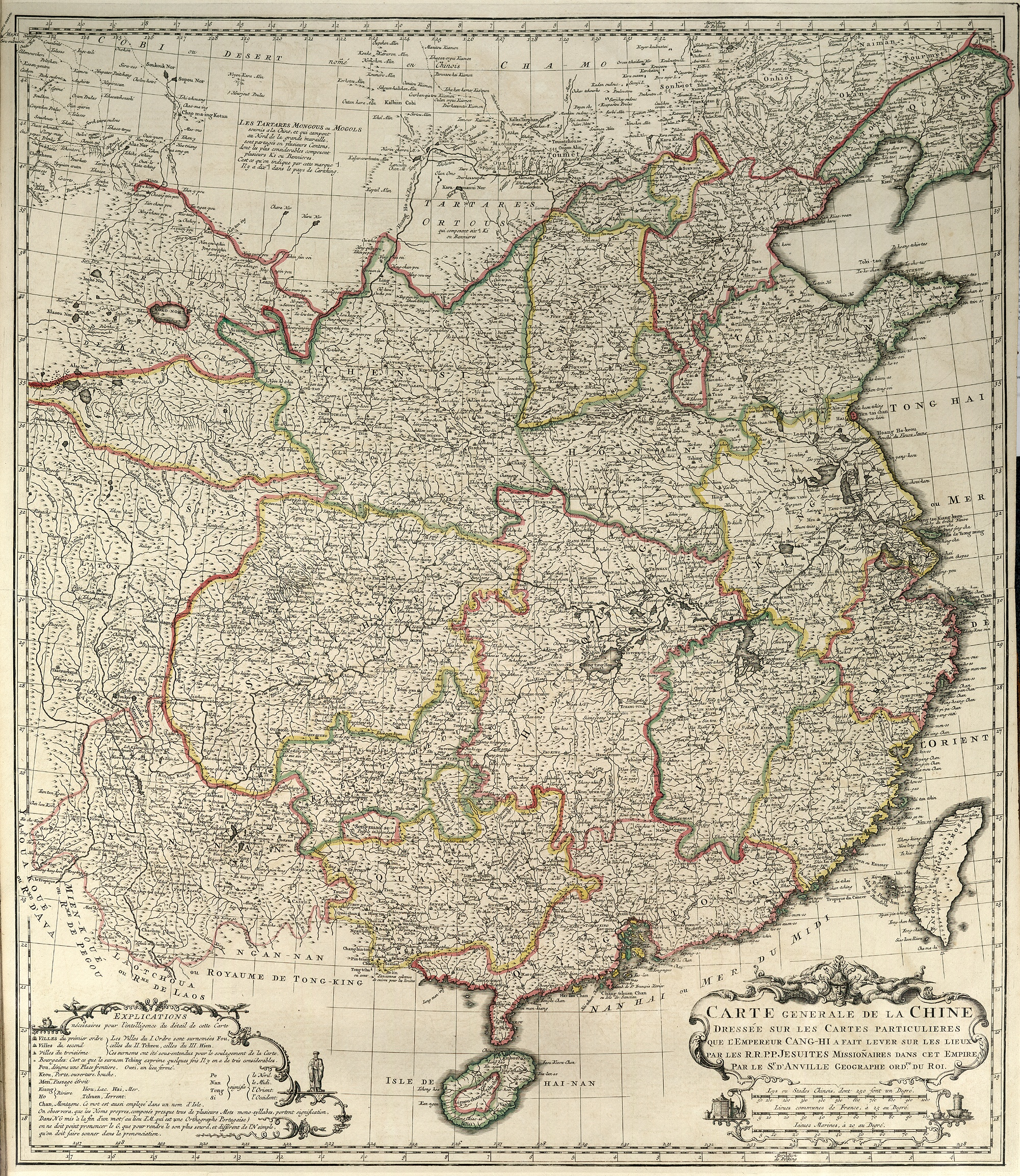
Bản đồ Trung Quốc năm 1737, do Jean-Baptiste Bourguignon d'Anville vẽ, thể hiện lãnh thổ Trung Quốc chỉ đến đảo Hải Nam mà không bao gồm quần đảo Hoàng Sa (Paracels).

Ngoài các sử gia bản xứ, một số các tác giả người Pháp cũng nói tới chủ quyền của Việt Nam tại Hoàng Sa và Trường Sa. Vào năm 1836 Giám mục Taberd đã viết trong cuốn sách Địa dư, lịch sử và mô tả mọi dân tộc cùng với tôn giáo và phong tục của hội (Univer, histoire et description de tous les peuples, de leurs religion et coutumes) như sau:
Tôi không kể dài dòng về những đảo thuộc Nam Kỳ, nhưng chỉ nhận xét rằng từ 34 năm nay, người Nam Kỳ đã chiếm cứ nhóm quần đảo Paracels mà người An Nam gọi là Cát Vàng hay Hoàng Sa, thực là những hòn đảo nhỏ bí hiểm, gồm những mỏm đá xen lẫn với các bãi cát mà những người đi biển đều kinh hãi. Tôi không rõ họ có thiết lập cơ sở gì ở đó không, nhưng chắc chắn rằng Hoàng Đế Gia Long nhất định muốn mở rộng lãnh thổ của Hoàng Triều bằng cách chiếm quần đảo này, vào năm 1816, ngài đã long trọng trương lá cờ tại đây.
Trong tác phẩm Hồi ký về Đông Dương, tác giả Jean Baptiste Chaigneau ghi rằng vua Gia Long đã chính thức thu nhận quần đảo Hoàng Sa vào năm 1816. Khi người Pháp đặt nền bảo hộ trên toàn cõi Đông Dương, họ cũng tiếp tục lãnh nhiệm vụ bảo vệ Hoàng Sa. Vào các năm 1895 và 1896, có hai chiếc thương thuyền tên Bellona và Iruezi Maru chở đồng cho người Anh bị đắm tại nhóm đảo An Vĩnh và bị người Trung Hoa đến đánh cướp. Đại diện người Anh tại Bắc Kinh đòi nhà Thanh phải bồi thường vì có một số đồng được đem về bán tại đảo Hải Nam. Tuy nhiên, chính quyền nhà Thanh không chịu bồi thường, viện cớ quần đảo Hoàng Sa không thuộc chủ quyền của Trung Hoa.
Về phía Anh Quốc, J.W.Reed, W.king:China Sea Directory, 1868 của Hải quân Anh Quốc có ghi rằng các thuyền của Hải Nam hàng năm thường đến các đảo, mang theo gạo và các nhu yếu phẩm khác và trao đổi với ngư dân đang đánh bắt tại các đảo; thuyền rời Hải Nam vào tháng 12 hay tháng 1 mỗi năm và sẽ trở về khi có đợt gió mùa tây nam đầu tiên. Trong ấn phẩm "China Sea Pilot" vào năm 1912, Hải quân Hoàng gia Anh Quốc đã mô tả về các hoạt động của ngư dân Trung Quốc tại một số nơi ở Trường Sa.
Le Monde Colonial Illustre của Pháp từng đăng bài về sự kiện tháng 9 năm 1933, theo đó khi một tàu chiến Pháp khảo sát đảo Trường Sa Lớn vào năm 1930, họ thấy ba người Trung Quốc ở trên đảo. Khi Pháp đưa quân ra Trường Sa vào năm 1933, họ thấy tất cả những người trên các đảo là người Trung Quốc: bảy người ở Song Tử Tây, năm người ở Thị Tứ, 4 người ở Trường Sa Lớn, và các ngôi nhà tranh, giếng nước và một tượng thần do người Trung Quốc để lại ở Trường Sa Lớn và một biển hiệu chữ Hán trên đảo Ba Bình đánh dấu ký hiệu của một kho dự trữ lương thực trên đảo. Atlas International Larousse xuất bản năm 1965 tại Pháp đã ghi tên "Tây Sa" (Xisha) và "Nam Sa" (Nansha) cho hai quần đảo Hoàng Sa và Trường Sa và trong dấu ngoặc đã thể hiện chủ quyền của Trung Quốc với hai quần đảo.
Ngoài ra, cũng có nhiều bản đồ đã thể hiện các quần đảo trên Biển Đông là lãnh thổ của Trung Quốc: "Welt-Atlas" do Cộng hòa Liên bang Đức xuất bản vào các năm 1954, 1961 và 1970; Át-lát thế giới do Liên Xô xuất bản vào năm 1954 và 1967; Át-lát thế giới do Romania xuất bản vào năm 1957; Oxford Australian Atlas và Philips Record Atlas xuất bản tại Anh Quốc vào năm 1957 và Encyclopaedia Britannica World Atlas xuất bản tại Anh Quốc vào năm 1958; "Haack Welt Atlas" do Cộng hòa Dân chủ Đức xuất bản năm 1968; Daily Telegraph World Atlas xuất bản tại Anh Quốc vào năm 1968; Atlas International Larousse xuất bản tại Pháp vào năm 1968 và 1969; bản đồ thế giới thông thường của Institut Géographique National của Pháp vào năm 1968; Tập bản đồ Trung Quốc của Neibonsya tại Nhật Bản năm 1973.
Sau sự kiện tháng 1 năm 1974, các học giả Trung Quốc tìm kiếm trong sách cổ, dựa vào các chi tiết liên quan đến biển Đông mà họ gọi là Nam Hải, để làm bằng chứng cho luận thuyết "các đảo Nam hải xưa nay là lãnh thổ Trung Quốc" do nhân dân Trung Quốc "phát hiện và đặt tên sớm nhất", "khai phá và kinh doanh sớm nhất", do Chính phủ Trung Quốc "quản hạt và hành sử chủ quyền sớm nhất". Đầy đủ nhất có thể kể đến cuốn Tổng hợp sử liệu các đảo Nam Hải nước ta do Hàn Chấn Hoa, một giáo sư có tên tuổi ở Trung Quốc và nước ngoài, chủ biên (1995-1998), xuất bản năm 1988. Các ấn phẩm về sau như của Phan Thạch Anh và nhiều học giả Đài Loan cũng chủ yếu dựa theo cuốn sách này.
Năm 1996, cuốn Chủ quyền trên quần đảo Paracels và Spratlys của bà Monique Chemilier Gendreau, một luật sư, giáo sư có tên tuổi ở Pháp và nước ngoài đã làm cho các học giả Trung Quốc bối rối và họ đã mời bà sang Bắc Kinh nói là để cung cấp thêm tài liệu. Bà đã đến Bắc Kinh và đối mặt với mấy chục học giả Trung Quốc. Bà cho biết học giả Trung Quốc không giải đáp được những vấn đề do bà đặt ra, không đưa ra được bất kỳ bằng chứng nào có sức thuyết phục.
Ngày 3 tháng 9 năm 1993, trong bài đăng trên tạp chí Window (Hồng Kông), tác giả Phan Thạch Anh đưa ra sự kiện quần đảo Nam Sa được sáp nhập vào đảo Nam Hải năm thứ 5 niên hiệu Trinh Nguyên đời nhà Đường (789) và thủy quân đời nhà Nguyên đã đi tuần quần đảo Nam Sa năm 1293, nhưng khi tạp chí Thông tin khoa học xã hội số 4/1994 của Việt Nam khẳng định và chỉ rõ tài liệu liên quan đến hai sự kiện này không liên quan gì đến các quần đảo ở Biển Đông thì trong cuốn sách mới xuất bản về quần đảo Nam Sa năm 1996, tác giả Phan Thạch Anh đã không nhắc đến hai sự kiện này nữa.
Ngày 28 tháng 3 năm 2014, trong tiệc chiêu đãi nhân chuyến thăm của chủ tịch Trung Quốc Tập Cận Bình tới Đức, thủ tướng Đức Angela Merkel đã tặng Chủ tịch Trung Quốc tấm bản đồ Trung Quốc thời nhà Thanh được cho là do họa sĩ người Pháp Jean-Baptiste Bourguignon d'Anville vẽ năm 1735 được in tại Đức. Bản đồ cổ này cho thấy rằng: vào thời cực thịnh của nhà Thanh Trung Quốc (đầu thời Càn Long khoảng 1735-1740), đồng thời tương đương với thời chúa Nguyễn Việt Nam tổ chức khai thác và quản lý Hoàng Sa, thì lãnh thổ Trung Quốc cũng chỉ đến đảo Hải Nam về phía nam mà không bao gồm quần đảo Hoàng Sa (Paracels) lẫn quần đảo Trường Sa.

## Ảnh vệ tinh

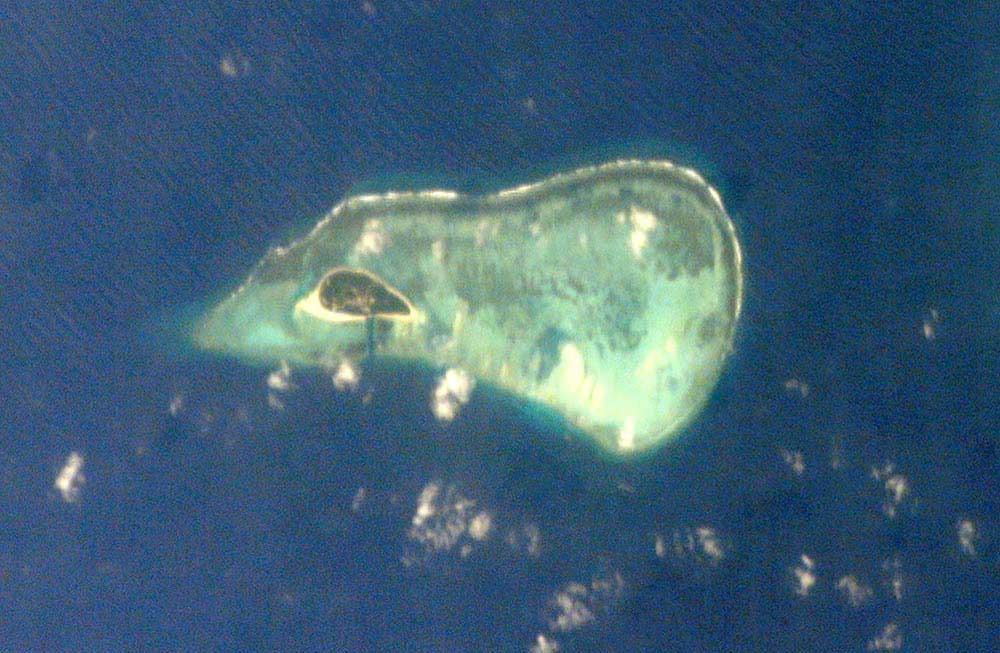
Đảo Quang Ảnh là một đảo san hô thuộc nhóm Lưỡi Liềm.
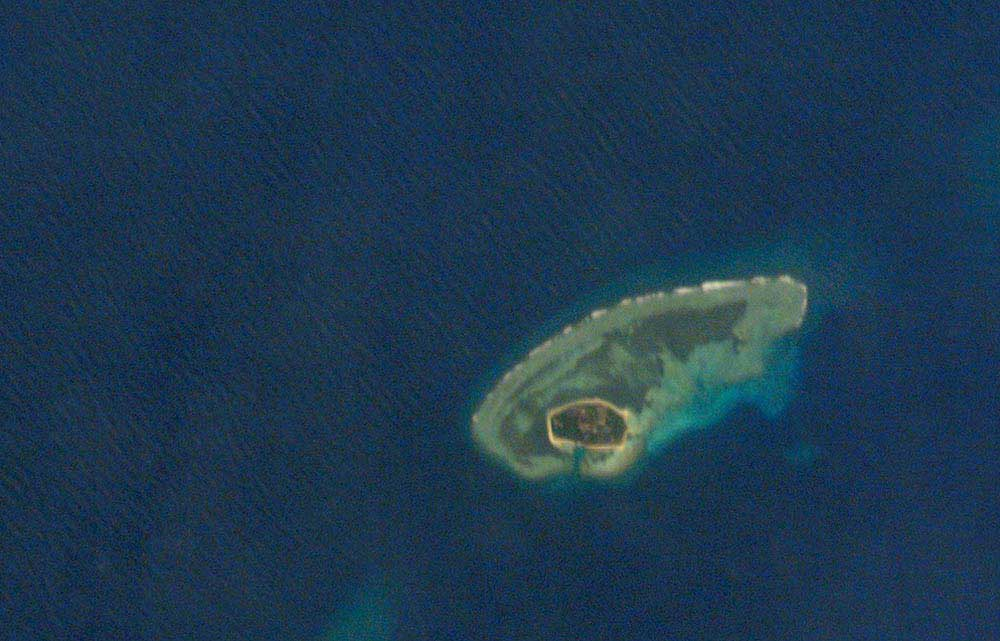
Đảo Hoàng Sa từng là trung tâm đồn trú của Pháp và Việt Nam Cộng hoà.
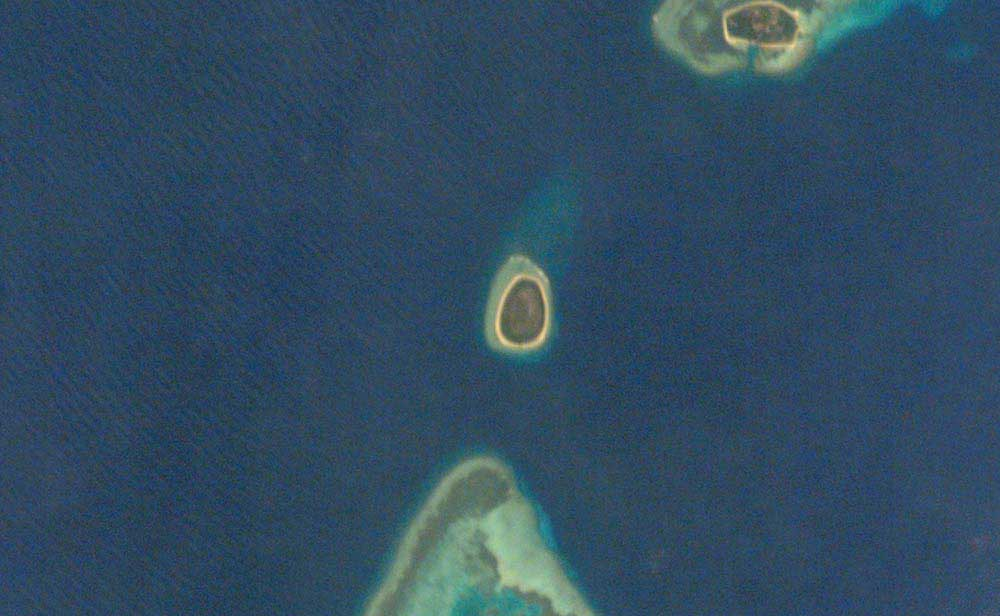
Đảo Hữu Nhật nằm ngay ở phía tây nam đảo Hoàng Sa.
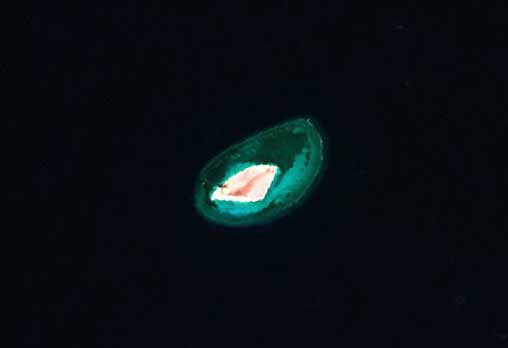
Đảo Tri Tôn nằm ở cực tây của cả quần đảo.
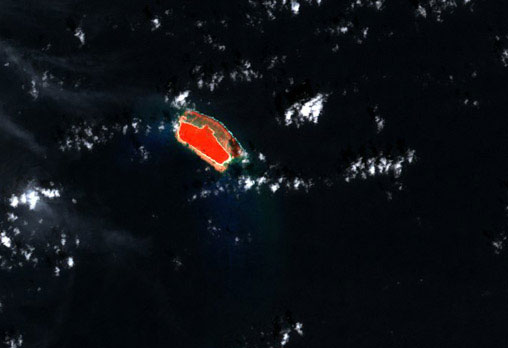
Đảo Linh Côn là đảo lớn thứ hai trong quần đảo Hoàng Sa.
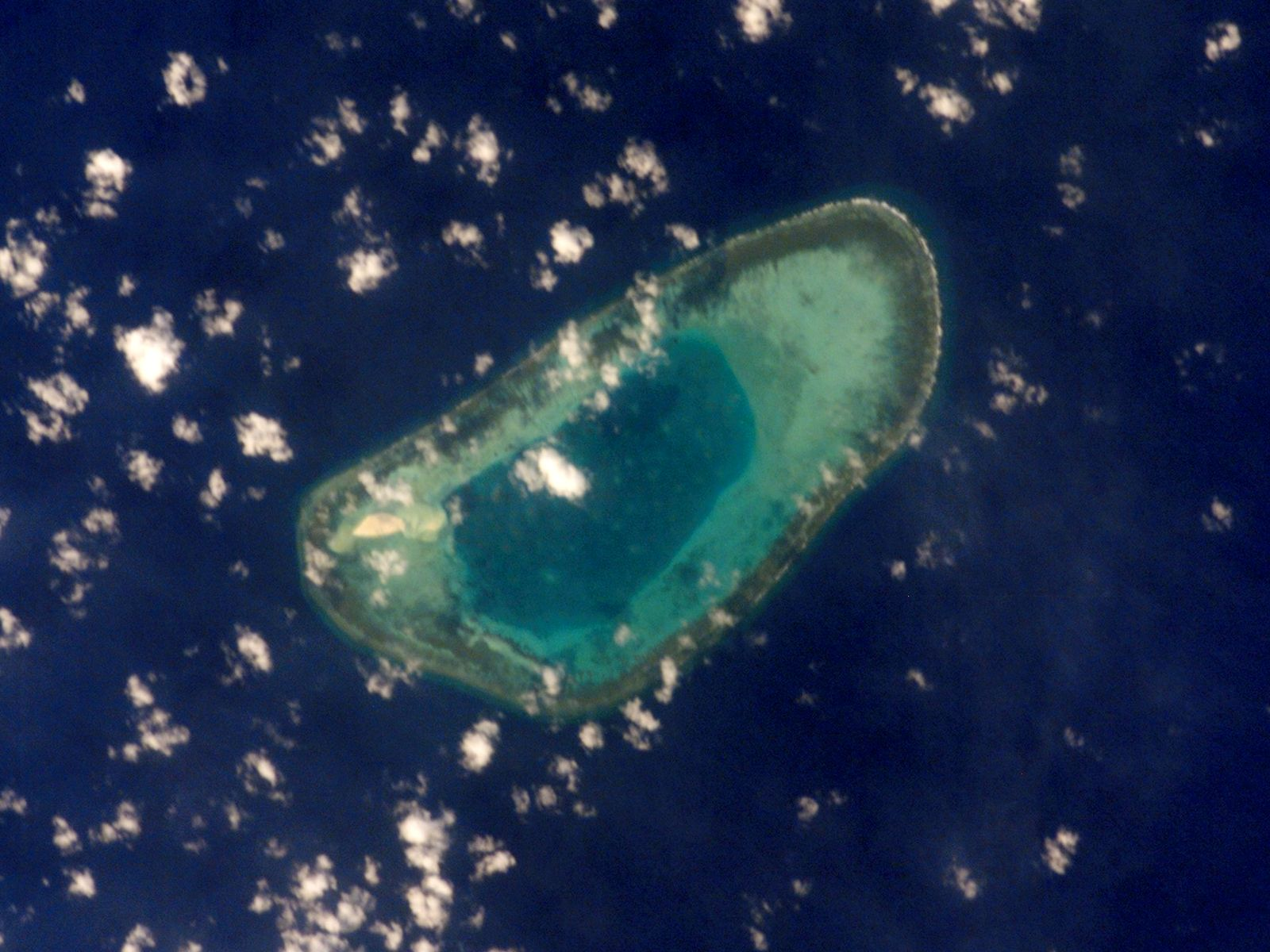
Đảo Bạch Quy chỉ là khái niệm hẹp để chỉ một cồn cát nhỏ thuộc một rạn vòng lớn.
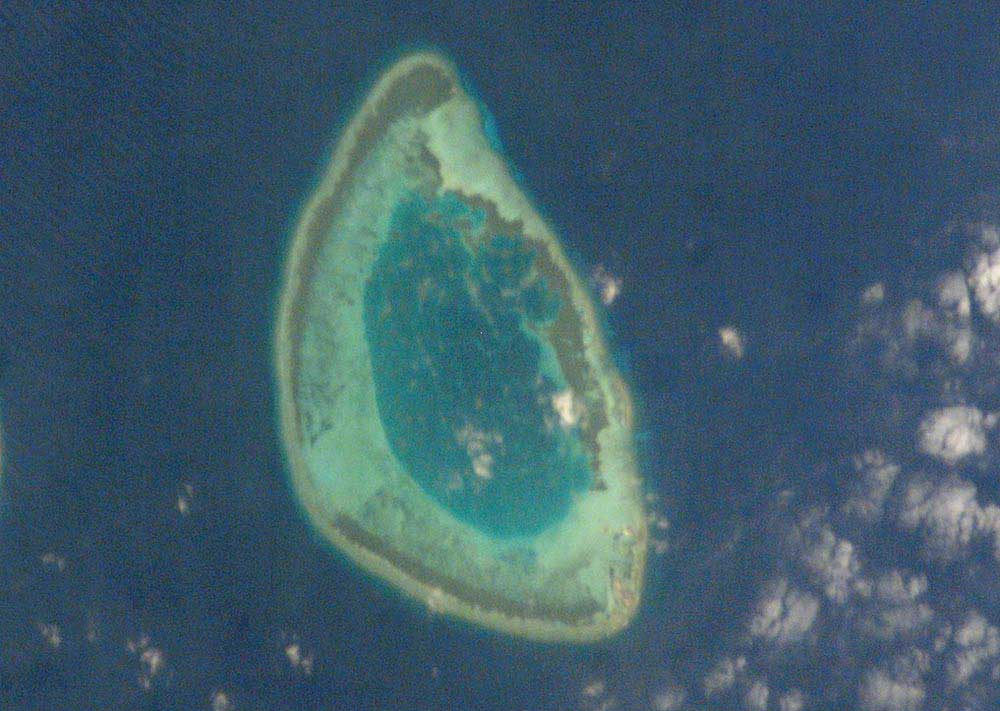
Đá Hải Sâm là một rạn vòng nằm gần đảo Hữu Nhật.
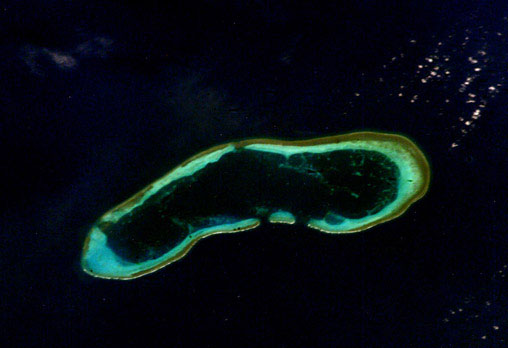
Đá Lồi là rạn vòng lớn nhất quần đảo Hoàng Sa.
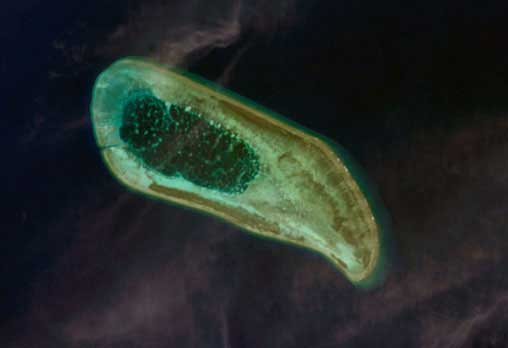
Đá Bắc là một rạn vòng ở cực bắc của quần đảo.
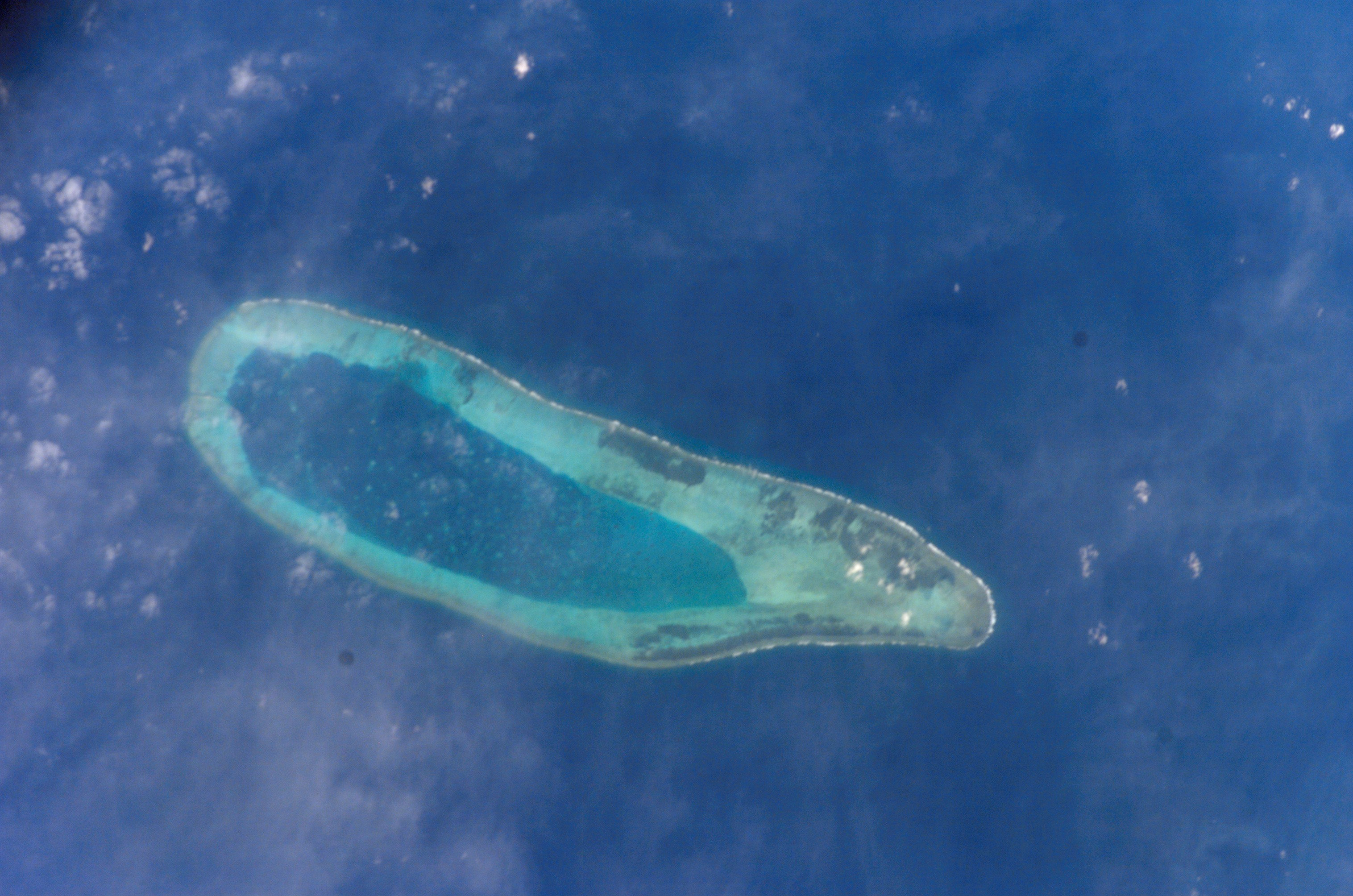
Đá Bông Bay là một rạn vòng ở phía đông nam quần đảo.
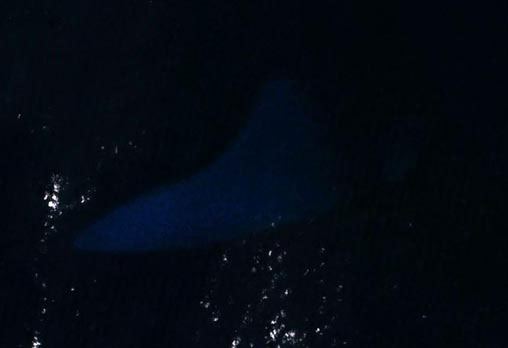
Bãi Châu Nhai là một bãi ngầm thuộc nhóm An Vĩnh.
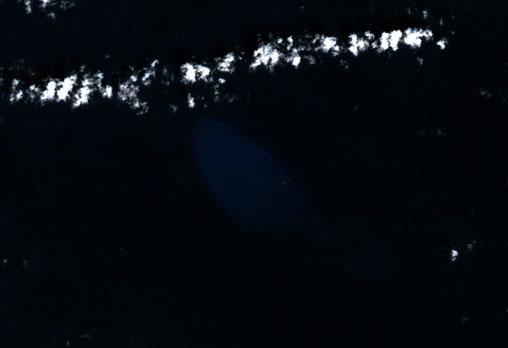
Bãi Bình Sơn là một bãi ngầm nằm ở phía tây đảo Phú Lâm.

## Vai trò của Hoàng Sa
Hiện nay, Biển Đông có vai trò quan trọng về phương diện kinh tế và quân sự đối với Trung Quốc, các nước Bắc Á và các quốc gia trong vùng Đông Nam Á, bao gồm Brunei, Campuchia, Đông Timor, Indonesia, Lào (không có lãnh hải), Malaysia, Myanmar, Philippines, Singapore, Thái Lan và Việt Nam. Biển Đông còn là thủy đạo nối liền Thái Bình Dương và Ấn Độ Dương qua Eo biển Malacca. Mọi di chuyển bằng hàng hải giữa các quốc gia thuộc Vòng đai Thái Bình Dương với vùng Đông Nam Á, Ấn Độ, Tây Á, Địa Trung Hải và xuống châu Úc đều thường xuyên đi qua vùng biển này. Hoàng Sa là một quần đảo nằm trên thủy lộ đó. Những tranh chấp căng thẳng đã và đang xảy ra tại Hoàng Sa cho thấy việc kiểm soát Hoàng Sa vô cùng quan trọng trong việc nắm quyền kiểm soát thủy đạo quan trọng của Đông Nam Á và của thế giới. Điều này ảnh hưởng đến quyền tự do hàng hải của tất cả các quốc gia trên thế giới chứ không chỉ liên quan đến lợi ích riêng của các nước tham gia tranh chấp quần đảo Hoàng Sa.
Ngoài ra, Biển Đông còn là nguồn cung cấp hải sản, dầu thô, và khí đốt rất đáng kể. Theo Cục Thông tin Năng lượng Mỹ (EIA), ở Biển Đông chỉ có khoảng 11 tỷ thùng dầu và 190 nghìn tỷ feet khối khí đốt tự nhiên. Các mỏ dầu và khí đốt tại đây thường nằm trong các vùng lãnh thổ không có tranh chấp, gần bờ biển của các quốc gia xung quanh biển Đông nhưng Biển Đông đóng góp tới 10% sản lượng cá đánh bắt được trên toàn cầu tạo ra giá trị hàng tỷ USD.
Việc kiểm soát Hoàng Sa là lợi thế đối với việc giành quyền kiểm soát biển Đông và các nguồn tài nguyên tại đây.

### Đối với Việt Nam
- Ngư nghiệp: Trước đây ngư dân và tàu bè Việt Nam vẫn tự do đánh cá và đi lại và trong vùng biển chung quanh quần đảo Hoàng Sa. Nhưng kể từ khi Trung Quốc tấn công lực lượng đồn trú của hải quân Việt Nam Cộng Hòa và chiếm quần đảo này ngày 19 tháng 1 năm 1974, thì các hoạt động mang tính dân sự của tàu thuyền Việt Nam trong vùng biển Hoàng Sa có thể bị lực lượng hải quân và cảnh sát biển Trung Quốc đe dọa. Việc này đã dẫn đến một số sự kiện mà trước đây chưa hề xảy ra khi Việt Nam còn kiểm soát quần đảo Hoàng Sa. Điển hình là ngày 18 đến 20, tháng 12 năm 2004, hải quân Trung Quốc dùng tàu tuần dương tông vào các tàu đánh cá Việt Nam khiến cho 23 ngư dân Đà Nẵng và Quảng Ngãi chết, 6 người bị thương, đồng thời bắt giữ 9 tàu đánh cá và 80 ngư dân khác.[98] Ngày 27 tháng 6 năm 2006, 18 chiếc tàu đánh cá của Việt Nam neo đậu tại phía bắc quần đảo Hoàng Sa để tránh bão, thì bị một chiếc tàu lạ tấn công, cướp bóc, và xua đuổi không cho họ ở lại tránh bão.[99] Ngày 27 tháng 6 năm 2007, một tàu đánh cá Việt Nam bị Trung Quốc tấn công làm 6 người bị thương, khi họ vào tránh gió ở đảo Phú Lâm thuộc quần đảo Hoàng Sa.[100] Sáng 27 tháng 9 năm 2009, 17 tàu của ngư dân Việt Nam (13 chiếc của xã An Hải, Lý Sơn; 4 chiếc của Bình Châu) giương cờ trắng chạy vào đảo Hữu Nhật tránh bão, đã bị lính Trung Quốc nổ súng xua đuổi, rồi bị cướp, đánh đòn, tra tấn [101]

### Đối với Trung Quốc
- An ninh quốc gia: Theo tác giả Sarabjeet Singh Parma, thuộc Viện nghiên cứu Quốc phòng Ấn Độ, thành phố Tam Sa trên đảo Phú Lâm thuộc quần đảo Hoàng Sa có thể là căn cứ để Trung Quốc thực hiện chiến lược chiếm dần từng nhóm đảo, sau đó là cả Biển Đông.[97] Tại đảo Phú Lâm thuộc quần đảo Hoàng Sa, Trung Quốc đã xây dựng một sân bay dài gần 3 km có khả năng tiếp nhận mọi loại máy bay quân sự. Từ đây, các máy bay chiến đấu hiện đại của Trung Quốc như JH-7 và SU-30 với tầm bay khoảng 3000 km có thể bao phủ toàn bộ biển Đông.[97] Hiện nay, nhà nước Trung Quốc đang tích cực đầu tư cơ sở hạ tầng dân sự cũng như quân sự tại Hoàng Sa với tổng ngân sách dự kiến khoảng 1,6 tỷ USD.[102][103][104]